# Église Saint-Lucien de Montmille
L'église Saint-Lucien de Montmille est une église catholique paroissiale située au hameau de Montmille, à Fouquenies, en France. Implantée au sommet d'une colline dominant la vallée du Thérain, le mont Mille, elle perpétue le souvenir du martyre de saint Lucien, patron du Beauvaisis, qui a été torturé par des soldats romains près de l'actuelle église car ne voulant pas renier son Dieu. Auparavant, ses deux disciples saint Maxien et saint Julien avaient été décapités à l'emplacement de la crypte de l'église, et ils ont été enterrés sur place, avant de rejoindre ultérieurement la sépulture de saint Lucien à l'abbaye Saint-Lucien de Beauvais. Des reliques restent néanmoins à Montmille, et un prieuré bénédictin est fondé au début du Xe siècle au plus tard. En effet, la paroisse de Fouquenies est attestée depuis 922, et le prieur nomme à la cure, ce qui prouve l'antériorité du prieuré. Celui-ci ainsi que l'église de Montmille sont au titre de Saint-Maxien, et ce n'est qu'au XXe siècle que ce vocable s'efface à la faveur de saint Lucien. L'église actuelle, qui devrait succéder à une première chapelle, se rattache à l'architecture de tradition carolingienne, et est généralement datée du XIe siècle. La nef, qui était initialement flanquée de bas-côtés, possédait d'étroites grandes arcades en plein cintre parfaitement nues, et des fenêtres latérales plus grandes qu'à la période romane, situées tout en haut des murs. Ces caractéristiques typiquement carolingiennes permettent de la considérer comme la partie la plus ancienne de l'église, et rendent plausibles une construction dès la fin du Xe siècle. Le transept et le chœur sont légèrement plus récents, moins élevés et moins larges, mais le chœur bénéficie primitivement d'un voûtement d'arêtes, comme toujours la crypte qui se situe immédiatement en dessous. Cette crypte est remarquable pour son ancienneté, la rareté de constructions de ce type dans le département, et son caractère authentique : tout le reste de l'église a effectivement été profondément transformé au milieu du XIXe siècle. C'est en même temps un lieu spirituel de haute importance, comme toute l'église, ce qui motive le rétablissement du pèlerinage en 1847, et l'érection de Montmille en paroisse. L'église est classée au titre des monuments historiques par arrêté du 28 novembre 1913.

## Localisation

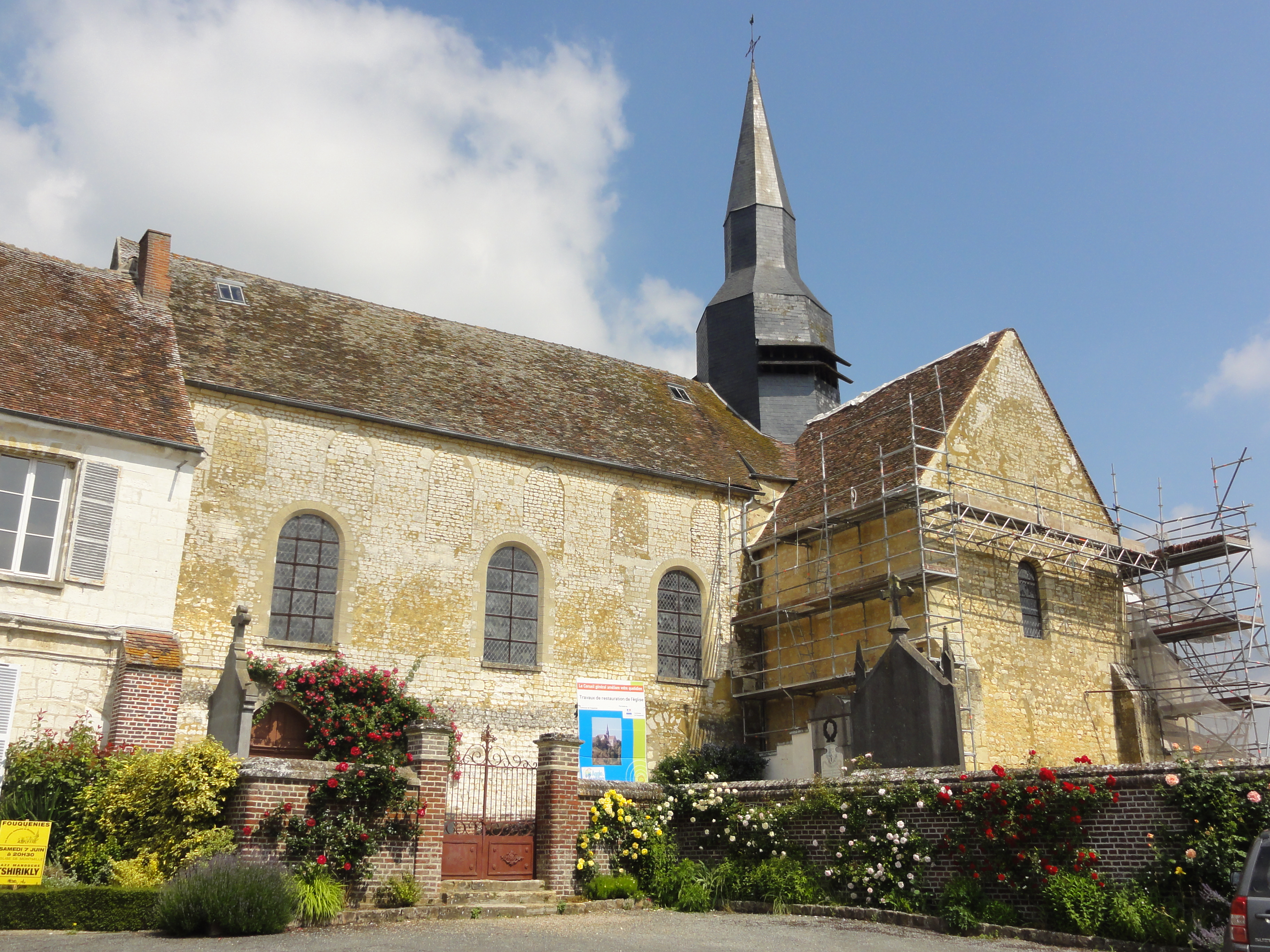
Vue depuis le sud-ouest.

L'église est située en France, en région Hauts-de-France, dans le département de l'Oise, à environ 5 km au nord-ouest de Beauvais, sur la commune de Fouquenies, au hameau de Montmille. Ce hameau se situe à peu de distance au nord-ouest du chef-lieu, et s'étire tout en longueur ; il domine le flanc du coteau qui délimite la vallée du Thérain sur sa rive droite. L'orientation du village et de la rivière est nord-ouest / sud-est. En bas du coteau, les deux voies de circulation que sont la RD 616 et la ligne de chemin de fer de Beauvais au Tréport suivent le même sens et laissent donc à côté la colline de Montmille. On accède à la colline depuis un carrefour au nord du chef-lieu de Fouquenies, où un calvaire de 1874 marque le début de la rue de Montmille, qui monte presque tout droit vers la mairie et l'église de Montmille. En haut au début du plateau, on trouve un second calvaire identique au précédent : tous les deux jouaient un rôle dans les processions se tenant à l'occasion du pèlerinage annuel. La rue laisse à droite l'école et la mairie et fonce vers le porche d'une maison, qui n'est autre que l'ancien prieuré. L'église y est accolée à droite, et sa façade occidentale n'est donc plus visible. Le cimetière borde toujours l'église au sud et à l'est. Il permet d'avancer jusqu'au nord du chœur de l'église, mais la plus grande partie de l'élévation septentrionale de l'église est enclavée dans une propriété privée, et une maison bâtie perpendiculairement à la nef empêche de voir l'élévation nord de la nef, qui est pourtant la plus intéressante. L'axe de l'église est approximativement perpendiculaire au flanc de coteau et à la vallée du Thérain, ce qui ne semble pas être un hasard, et explique sans doute son orientation irrégulière : l'axe longitudinal de l'édifice est dévié de 36° vers le nord du côté du chevet.

## Historique

### Montmille et la légende de saint Lucien

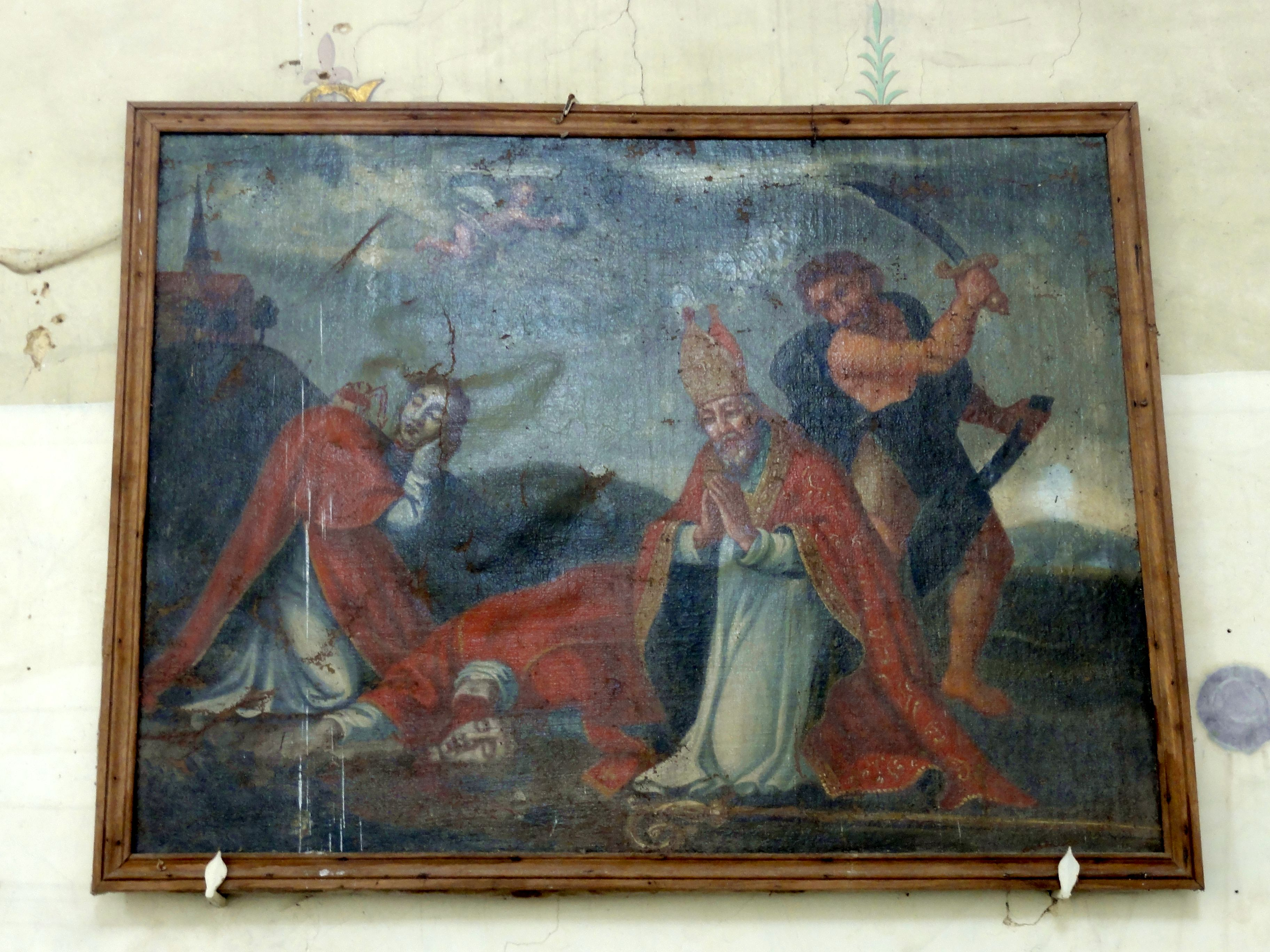
Tableau - martyre de saint Lucien. Ses acolytes Maxien et Julien gisent, décapités, à ses côtés.

Saint Lucien de Beauvais est l'un des tout premiers évangélisateurs de la Gaule. L'on a longtemps pensé qu'il a été converti par saint Pierre en personne, et envoyé depuis Rome par le quatrième pape de l'histoire, saint Clément, avec une poignée d'autres apôtres, dont saint Denis. Il serait donc arrivé dans l'actuel Beauvaisis à la fin du Ier siècle. Aujourd'hui on s'accorde toujours pour considérer saint Lucien comme un contemporain de saint Denis, mais situe leur arrivée en France vers 250. Lucien parcourt tout le Beauvaisis pour atteindre un grand nombre d'habitants. À Beauvais, il doit faire face à une grande méfiance, car il vient de Rome, et les Bellovaques détestent tout ce qui leur paraît associé à leur pouvoir colonisateur, l'Empire romain. Mais Lucien parvient à convaincre des Bellovaques tout aussi bien que des Romains, qui sont également représentés parmi les habitants de Beauvais. Pour le seconder dans sa difficile mission, Lucien choisit deux disciples, Maxien et Julien. Ils prêchent la destruction des dieux de l'empire, et inéluctablement attirent la haine des prêtres idolâtres sur eux. Ceux-ci portent plainte auprès du préfet Julien, et apprenant la nouvelle, Lucien et ses deux acolytes préfèrent se retirer sur le mont Mille (au Montmille). Mais les premiers Chrétiens ne tardent pas à trouver leur nouveau domicile, et bientôt un grand nombre de fidèles affluent pour entendre prêcher Lucien. Les émissaires du préfet sont prévenus par un dénonciateur, et dépêchent des soldats sur place. Ils se prennent d'abord à Maxien et Julien et les exhortent d'abjurer à leur foi, sans succès : les deux courageux apôtres sont décapités instantanément. Puis les soldats se prennent à Lucien, qui reste tout aussi ferme que ses compagnons, et même sous la torture, ne renie pas son Dieu. Lucien préfère mourir martyr, ce qui est exactement son sort. Puis, à l'instar d'autres saints céphalophores dont notamment saint Denis, il prend sa tête et se met en marche en direction de Beauvais. Il traverse le Thérain près de la Mie-au-Roi et s'arrête sur la colline où s'élève aujourd'hui l'église Notre-Dame-du-Thil : c'est ici qu'il est inhumé par quelques charitables fidèles, conformément à sa volonté, alors que ses acolytes reçoivent une sépulture à Montmille. L'abbaye Saint-Lucien de Beauvais est plus tard fondée en face du lieu de la mort de saint Lucien, alors que la crypte de l'église de Montmille est élevée au lieu des martyres de Maxien et Julien. Le futur prieuré de Montmille en tient son vocable, Saint-Maxien.

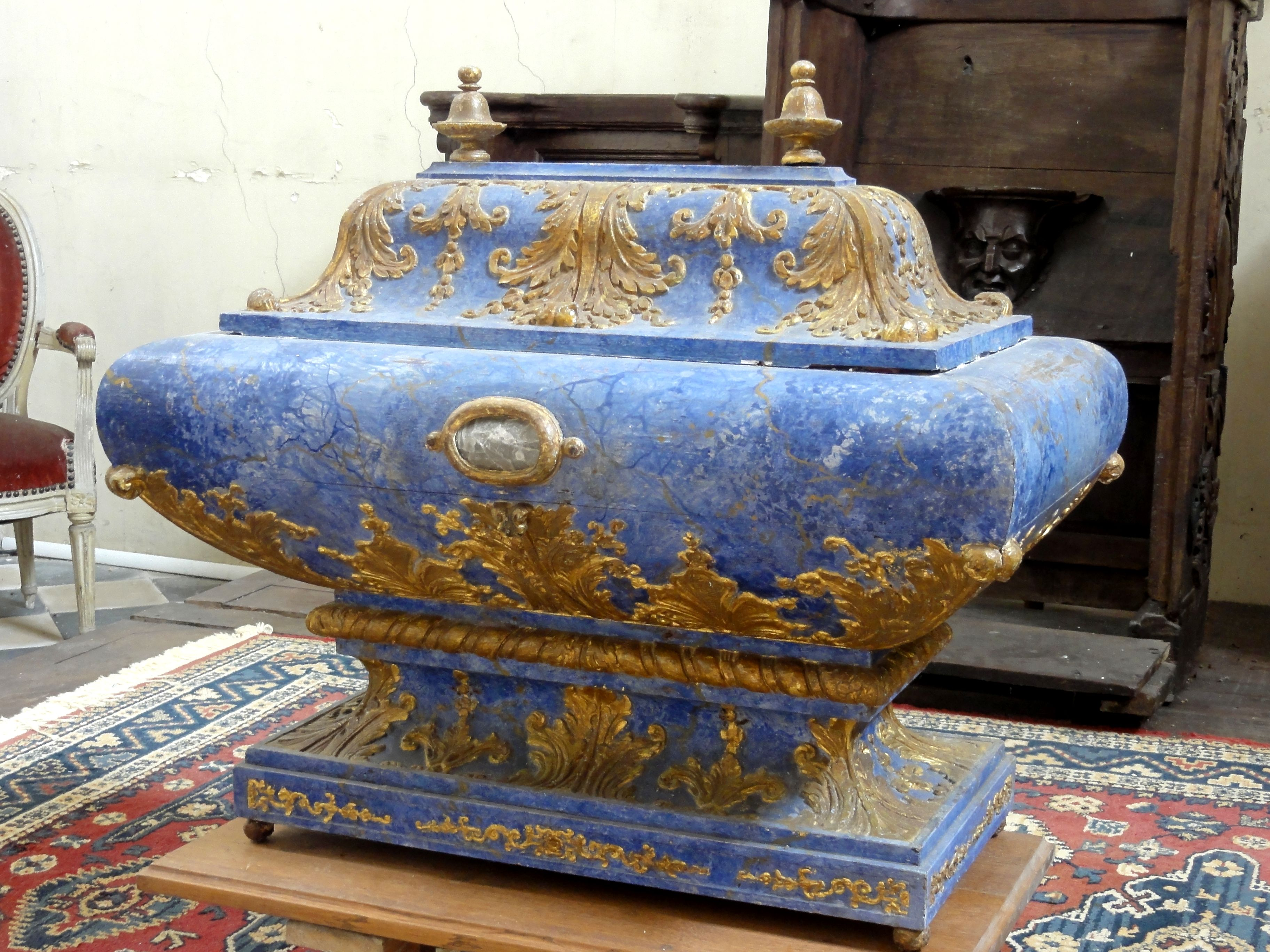
Châsse en bois contenant des reliques de saint Lucien, saint Maxien et saint Julien.

Tel est le rôle de Montmille dans la version de la légende rédigée par l'abbé Deladreue en 1872, en tenant compte des versions relatées par des auteurs plus anciens, dont Pierre Louvet, premier historien de Beauvais, et sans revenir sur le phénomène de la céphalophorie. Quoi que l'on en pense, saint Lucien et ses compagnons ont bien été assassinés à Montmille ; ce n'est que le rapport avec les lieux de l'église Notre-Dame-du-Thil et l'abbaye Saint-Lucien qui pourra être perçu comme douteux. J. Clément situe les événements aux alentours de 287. Tant que les Chrétiens restent persécutés, les tombes des trois saints martyrs restent probablement discrets. Vers 580, saint Evrost, abbé de l'Abbaye de Saint-Fuscien près d'Amiens, voit saint Lucien lui apparaître dans un rêve. Evrost se fait investir de la mission de réunir les corps des deux disciples à la dépouille de Lucien. Il se rend auprès de l'évêque de Beauvais, Dodon, qui lui enjoint de commencer aussitôt les recherches pour trouver les corps de Maxien et Julien. Evrost les repère facilement, et le cortège des reliques vers l'abbaye Saint-Lucien s'accompagne de plusieurs miracles, qui ravivent la piété des fidèles. La translation des reliques motive la fondation officielle de l'abbaye Saint-Lucien vers 585. Une portion des reliques des Maxien et Julien demeure à Montmille, et c'est sans doute l'occasion d'édifier une chapelle en leur honneur, probablement à l'emplacement de la crypte actuelle, puisque les églises se succédant sur un même lieu conservent généralement l'emplacement primitif du maître-autel. Les archives manquent sur les origines de l'église de Montmille, et tout ce que l'on peut affirmer est qu'elle fut priorale et non paroissiale jusqu'à la Révolution française. Une autre chapelle est édifiée au lieu où fut tranchée la tête de Saint-Lucien, dite de la Rosière ou Roseraie (à cause de la coloration rose de la terre autour de la crypte, due au sang du martyr). Cette chapelle a disparu, mais un calvaire marque toujours l'endroit.

### Le pèlerinage de Montmille

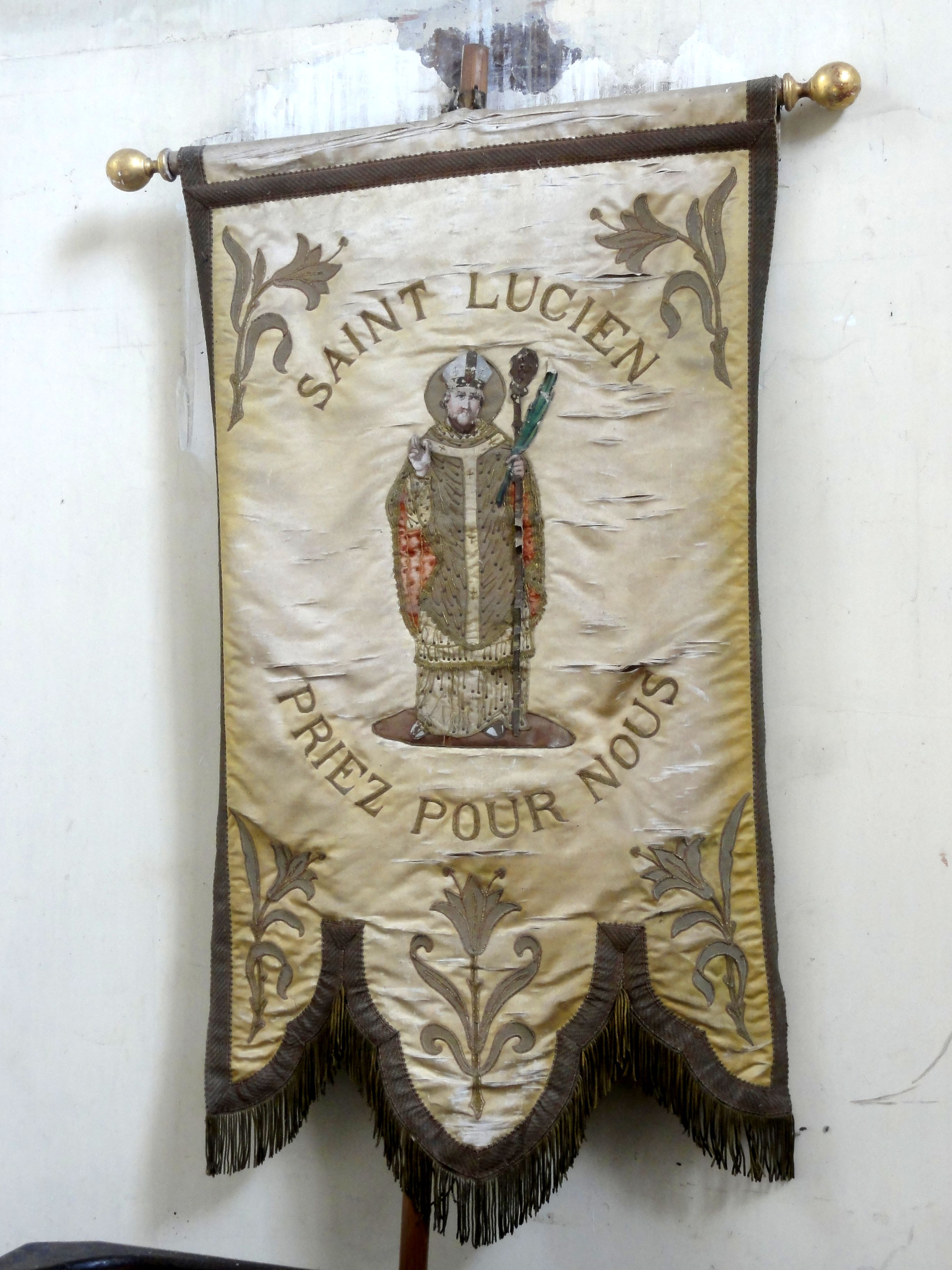
Bannière de procession utilisée lors du pèlerinage.

Après la translation des reliques des saints Maxien et Julien vers Beauvais, le lieu de leurs supplices n'est pas oublié. Montmille devient ainsi la destination d'un pèlerinage, qui au Moyen Âge connaît la plus grande affluence à la mi-carême. Pour encourager la participation au pèlerinage et la dévotion des fidèles, l'évêque Godefroy de Pisseleu accorde à perpétuité une indulgence équivalente à un quart de la peine canonique, à tous ceux qui après avoir confessé leurs péchés, visiteraient l'église de Montmille le quatrième dimanche de carême. La vénération des reliques dépasse le Beauvaisis quand d'importantes portions en sont prélevées et données à d'autres églises et abbayes, dont l'abbaye de Corbie, l'abbaye Saint-Faron près de Meaux et la Sainte-Chapelle de Paris. La translation des reliques offertes au roi saint Louis vers l'église des Mathurins de Fontainebleau reste un événement célèbre. Tout au cours des siècles, le pèlerinage de Montmille reste vivant, avec des hauts et des bas. Il n'est définitivement interrompu qu'avec la Révolution française, qui est particulièrement funeste pour l'abbaye Saint-Lucien. Pas seulement l'abbaye, mais également ses reliques deviennent les victimes de la fureur des révolutionnaires à l'automne 1793. L'église de Montmille est relativement épargnée, et ses reliques ont été préservées. L'évêque Joseph-Armand Gignoux en est conscient et décide le rétablissement du pèlerinage en date du 3 mars 1847. Le pape bienheureux Pie IX soutient cette démarche et accorde une indulgence plénière aux pèlerins venant à Montmille pendant la neuvaine allant du vendredi de la troisième semaine du carême jusqu'au samedi de la semaine suivante, à condition d'avoir dignement communié et de prier quelque temps en l'église à l'intention du pape. Le pèlerinage attire jusqu'à environ deux mille personnes chaque année, dont les étudiants du grand séminaire de Beauvais et les élèves des différentes écoles catholiques des environs qui affluent le jeudi et le dimanche. Pendant toute la neuvaine, on célèbre plusieurs messes par jour, et l'église ne désemplit pas. Les reliques sont exposées dans la crypte, et chaque pèlerin doit déposer deux sous dans une caisse avant de les embrasser : la caisse est pleine chaque soir. Le dimanche, l'évêque de Beauvais vient lui-même célébrer l'Eucharistie, et l'après-midi, il conduit la procession d'un calvaire à l'autre (le premier se trouvant au sommet de la colline, l'autre en bas). Le maire offre une collation au clergé et à la population de Fouquenies. Des marchands ambulants, qui ont loué leur emplacement à la mairie, proposent des bibelots et des petits cochons en pain d'épice, spécialité de Montmille. Les pèlerins y font inscrire leur nom et les accrochent à leur boutonnière. Selon une tradition lié au pèlerinage, les jeunes filles voulant se marier dans l'année doivent monter la colline de Montmille à reculons et sans rire.

### Le prieuré Saint-Maxien et la paroisse de Montmille

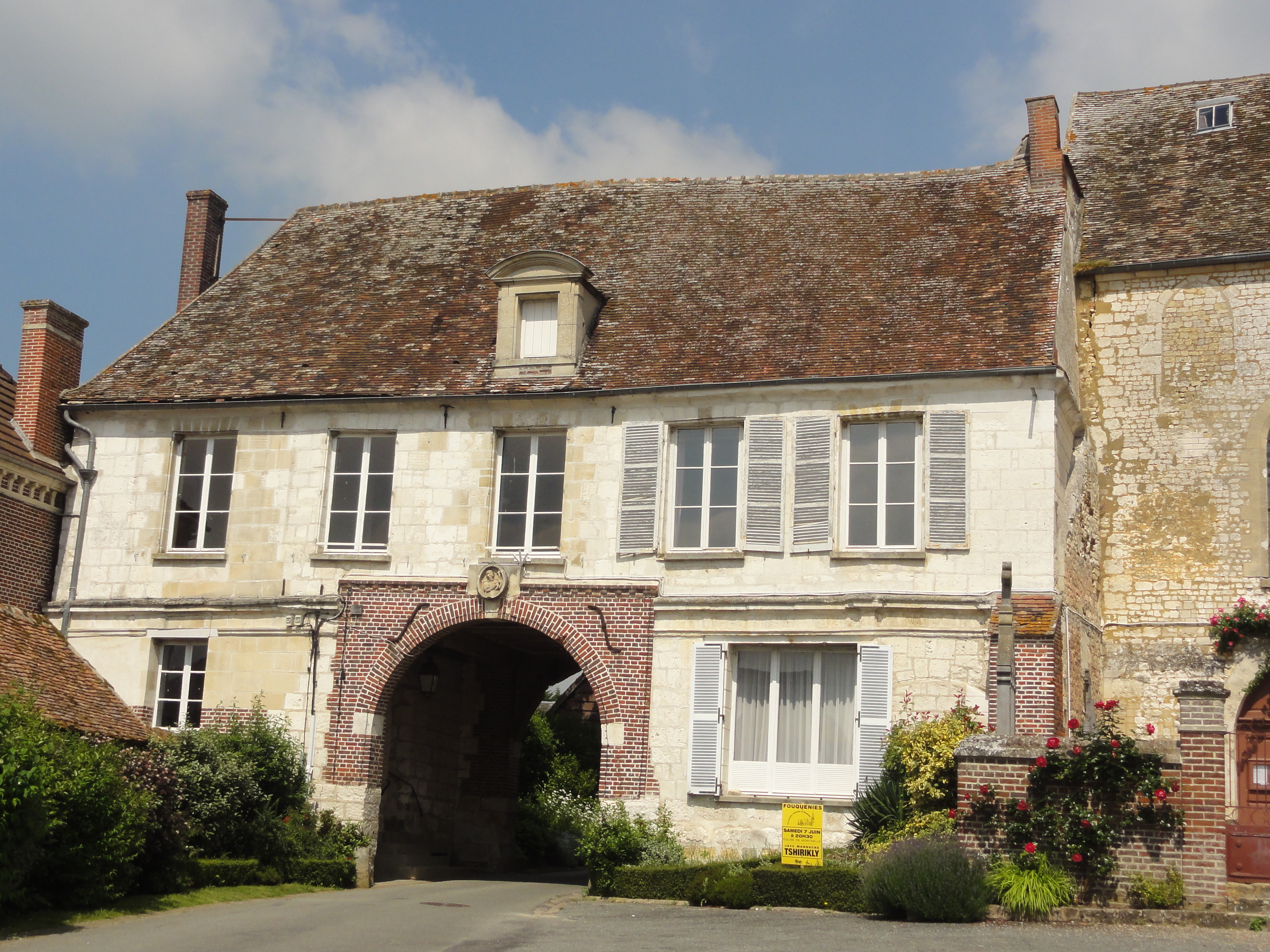
Ancien prieuré et presbytère.

Vers 922, Bovon, évêque de Beauvais, donne Fouquenies à l'abbaye Saint-Lucien de Beauvais, dont il avait été lui-même moine avant d'être nommé évêque en 921. Fouquenies possède une église paroissiale, qui est au titre de Saint-Lambert. Le hameau de Montmille est le siège d'un prieuré bénédictin appartenant à l'abbaye Saint-Lucien. Il est au titre de Saint-Maxien, et tout porte à croire que c'est aussi le vocable réel de l'église. Pendant les premiers temps, le prieuré héberge le prieur et quatre moines ; ensuite, le prieur s'y trouve seul. C'est le prieur qui nomme à la cure de l'église paroissiale Saint-Lambert, ainsi qu'à la cure de Saint-Just-des-Marais, à Beauvais. Le prieuré est donc considéré comme curé primitif de Fouquenies, et la cure est à portion congrue sous l'Ancien Régime. La dîme de Herchies, des prairies de la Mie-au-Roi et de la vallée de Lépine appartient au prieuré Saint-Maxien. Herchies est un ancien hameau de Fouquenies, qui ne devient commune qu'en 1839, et fait partie de la paroisse Saint-Lambert jusqu'à la Révolution française. Les terres du prieuré constituent une petite seigneurie avec un bailli, et comporte des terres à Auchy-en-Bray, Fouquenies, Herchies, Pierrefitte-en-Beauvaisis, Ons-en-Bray, Savignies, etc. Le bénéfice du prieuré est donc considérable. Pour des raisons qui restent à identifier, il appartient en 1354 au cardinal Guy de Boulogne, qui le laisse deux ans après à l'abbaye Saint-Lucien, moyennant une pension. Par un décret de 1668, le prieuré est réuni au séminaire de Beauvais, et cesse ainsi d'exister. Ses terres et rentes permettent ainsi de financer le fonctionnement du séminaire.

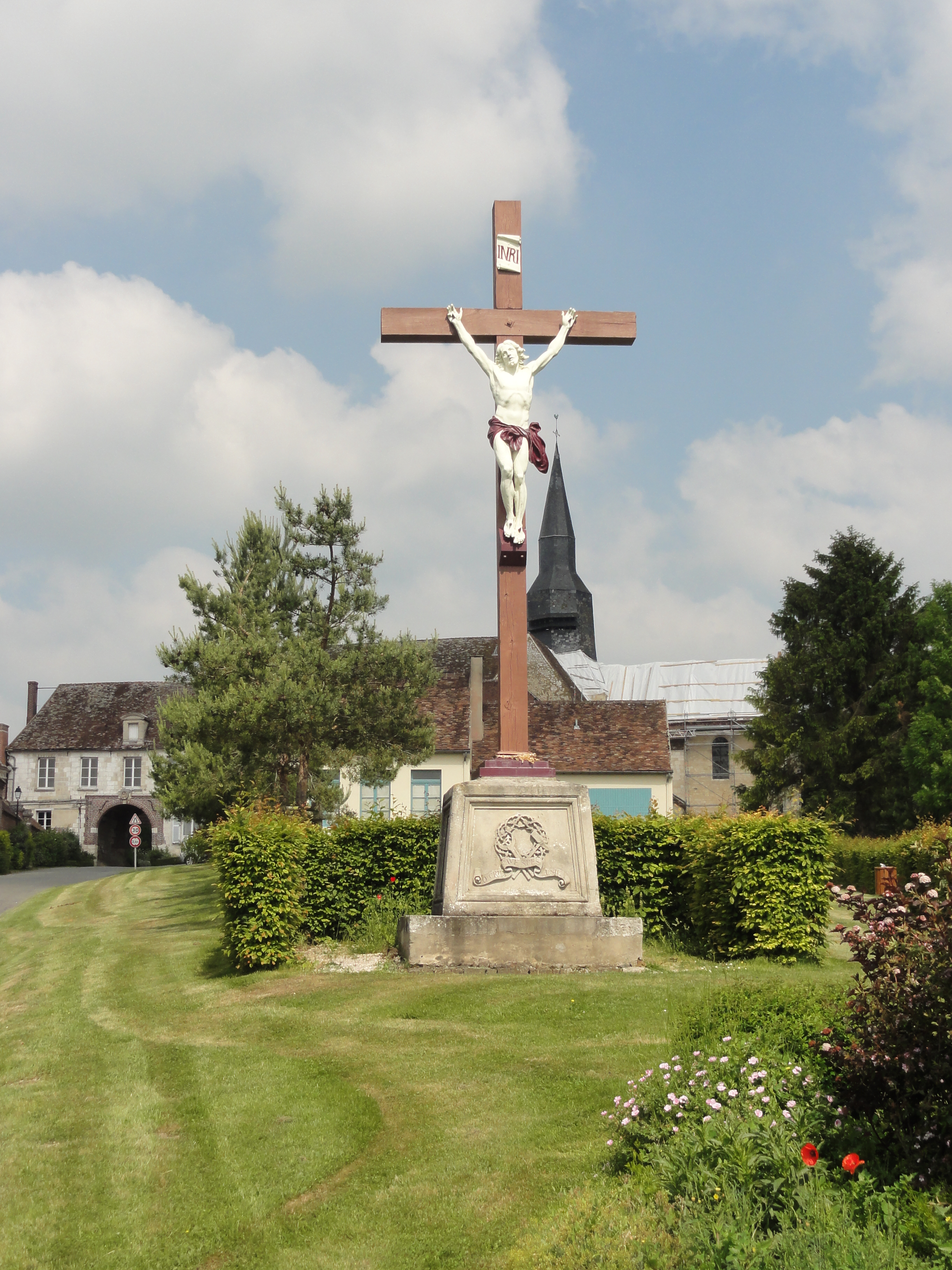
Calvaire de Montmille.

Depuis le rétablissement du culte après la Révolution, dont la date exacte reste à retrouver, les messes de Fouquenies se célèbrent dans l'ancienne église priorale de Montmille. Avec Herchies, Fouquenies forme une succursale de la paroisse Saint-Pierre de Beauvais. Dans le contexte du rétablissement du pèlerinage en 1847, Mgr Gignoux obtient une ordonnance royale de Louis-Philippe, qui érige Montmille en paroisse indépendante. À sa tête il installe l'abbé Eugène Durosoy comme curé. Ce succès et le retentissement que connaît le pèlerinage encouragent l'évêque de rétablir le prieuré de Montmille. Il fait venir une petite communauté de prêtres appartenant à une congrégation missionnaire, et des anciennes dépendances du prieuré sont rachetées afin de pouvoir les héberger. L'idée est que les pères continuent l'œuvre de saint Lucien, et viennent prêcher dans les campagnes. Malheureusement le prieuré ne peut se maintenir longtemps en raison d'une mauvaise gestion, et ferme en 1861. — En 1856, peu de temps après son onction sacerdotale, l'abbé Louis-Eudore Deladreue est nommé curé de la succursale de Fouquenies-Montmille. Mais il ne reste que deux ans et demi, et est transféré vers la paroisse de Saint-Paul le 15 juillet 1858. L'abbé Deladreue est un grand érudit et s'illustre par plusieurs monographies consacrées à l'histoire de différentes abbayes de la région. En 1875 il est nommé correspondant du ministère des Beaux-Arts et contribue à l'Inventaire général des richesses d'art de la France. En 1878, l'abbé est élu vice-président de la Société académique de l'Oise et le reste jusqu'en 1887, quand il doit céder son poste en raison de sa santé défaillante : il subit un accident vasculaire cérébral en 1885 et se retire dans une maison de retraite en 1886, avant de mourir le 28 octobre 1888 à l'âge de seulement cinquante-sept ans. Selon sa volonté, il est inhumé au cimetière de Montmille. L'un des successeurs de l'abbé Deladreue comme curé de Montmille, l'abbé Herselin, est également un éminent savant et membre de la Société académique de l'Oise. Il permute plus tard pour Cambronne-Iès-Clermont.
Aujourd'hui, Montmille n'est plus une paroisse indépendante. Avec le reste du territoire de la commune de Fouquenies, le hameau fait partie de la communauté paroissiale de Milly-Troissereux-Fouquenies-Herchies-Bonnières. Depuis 1996, quand les quarante-cinq paroisses actuelles du diocèse de Beauvais ont été définies, cette communauté a perdu officiellement son statut de paroisse, et se trouve intégrée dans la très grande paroisse du Haut-Beauvaisis, dont le patron est saint Lucien. La paroisse Saint-Lucien ne compte pas moins de trente-huit communes. Cependant, la communauté de Milly-Troissereux-Fouquenies-Herchies-Bonnières conserve son curé attitré, qui est le père Jean Schryve, résidant au presbytère de Troissereux. Né le 25 juillet 1921, ordonné prêtre le 30 juin 1945 et nommé chanoine honoraire de Beauvais le 1er septembre 1965, il reste toujours aussi activement au service de ses parossiens dans la soixante-neuvième année de son sacerdoce. Ainsi des messes dominicales anticipées peuvent être célébrées au moins un samedi par mois en l'église de Montmille, tout au long de l'année. En hiver, elle se tient dans la crypte, où la température reste plus élevée.

### Les campagnes de construction de l'église

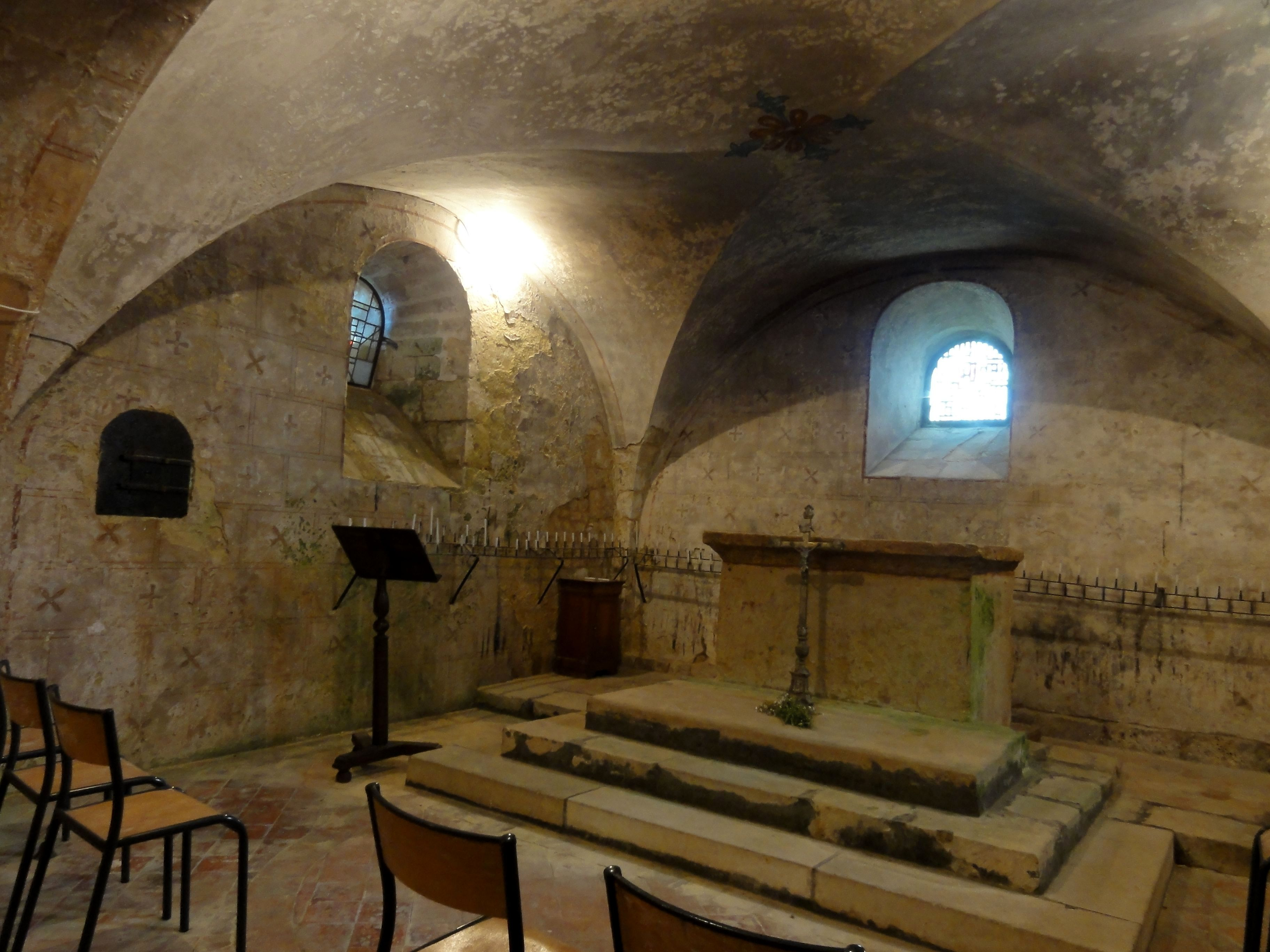
Sanctuaire de la crypte.

L'église représente l'un des plus anciens édifices religieux du département, et est issue de deux campagnes de construction plus ou moins rapprochées. La nef constitue la partie la plus ancienne, mais a dû être réparée après un incendie. Les bas-côtés ont été démolis à cette occasion ou plus tard. Le transept et le chœur sont homogènes et issus tous les deux d'une même campagne de construction, mais seul le chœur était primitivement voûté. Peu avant le milieu du XIXe siècle, le souvenir de ces voûtes s'est déjà perdu, ce qui donne à penser que leur destruction ou effondrement est déjà ancien. Comme particularité, le chœur est bâti au-dessus d'une crypte afin de compenser la déclivité du terrain : l'alternative aurait été un haut soubassement comblé de gravats, pour un coût sans doute guère moins élevé, ou une terrasse artificielle, qui n'aurait pas offert la même solidité. Liée à la légende de saint Lucien, la crypte n'a jamais été oubliée, et a été étudiée avant l'église elle-même, par l'architecte Baruch Weil en 1847. Il estime que la crypte date du XIe siècle, et ne s'est apparemment pas posé la question si elle pourrait être antérieure à l'église. Selon Weil, la situation de la crypte en dessous du chœur correspondrait à l'usage du XIe siècle, mais ne livre aucun argument pour étayer davantage cette datation. La légende de Saint-Lucien indique qu'une crypte existe en 585, mais ce n'est apparemment plus la même. Aucun archéologue n'a encore remis en question la datation proposée par Weil, faute d'avoir analysé la crypte. Clément la fait remonter au IXe siècle, mais il pourrait s'agir d'une faute de frappe, ou sinon d'un simple sentiment personnel.
La datation de l'église elle-même reste aussi en suspens. Eugène Woillez, qui est le premier auteur à étudier scientifiquement les églises romanes du Beauvaisis au cours des années 1840, situe l'ensemble de l'église au XIe siècle. Cependant, le Dr Woillez ne peut guère s'appuyer sur les travaux d'autres savants, et ses datations ont souvent dû être révisées par les auteurs plus récents. En l'occurrence, aucun spécialiste de renom n'a encore publiée une étude archéologique de l'église de Montmille après le Dr Woillez ; Louis Graves doit se baser sur Woillez en écrivant que « ce bâtiment est rapporté, sans preuve directe, au XIe siècle » (il figure parmi les souscripteurs de l'ouvrage de Woillez). Plusieurs auteurs font toutefois brièvement référence à l'église de Montmille, et il est ainsi possible d'avancer la première moitié du XIe siècle comme date probable de la construction de la nef. Il est plus difficile de dater les parties orientales (voir le chapitre Description). Anne Prache suppose qu'elles ne sont pas beaucoup plus récentes que la nef, mais se base uniquement sur le petit appareil cubique (en réalité irrégulier) et l'aspect général de l'édifice. Du reste, elle semble ignorer l'état actuel de l'édifice : elle ne fait pas la moindre allusion à la disparition de la façade, aux grandes fenêtres de la nef et aux voûtes d'ogives. L'auteur, pourtant une sommité sur le plan de l'architecture romane, ne s'est de toute évidence pas transportée sur les lieux, ce qui enlève tout poids à son opinion.

### La restauration du milieu duXIXesiècle

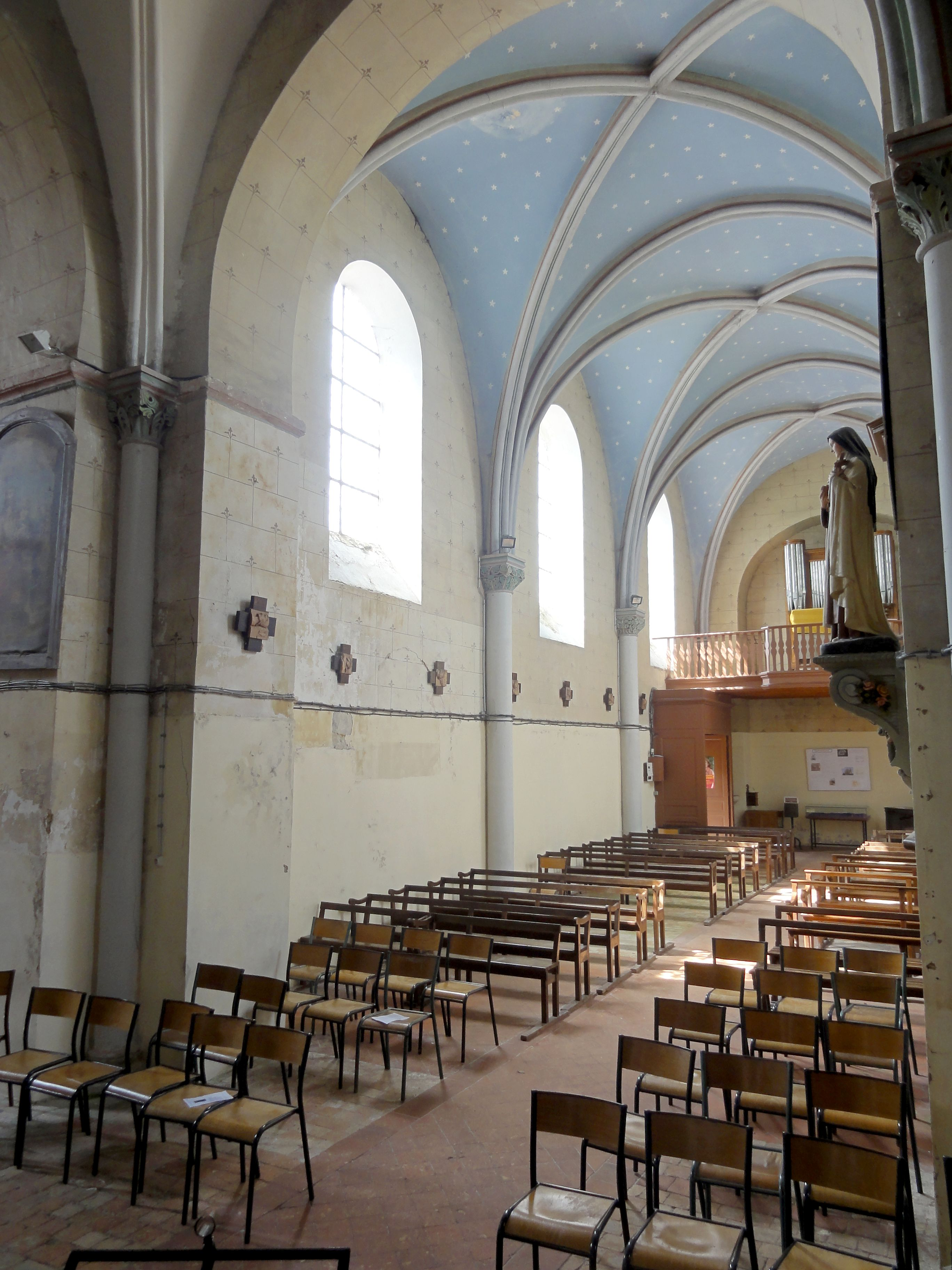
Vue dans la nef depuis le carré du transept.

L'église connaît une profonde transformation après le milieu du XIXe siècle. Quand Eugène Woillez et Louis Graves visitent l'église à cette époque, la nef est encore éclairée par quelques fenêtres hautes en plein plein cintre du côté nord, les autres étant bouchées,. Peu de temps après, les fenêtres restantes sont également bouchées, afin d'être remplacées par trois fenêtres plus grandes, mais plus petites que celles percées au sud au cours du XVIe siècle, et également en plein cintre. Toute l'église est voûtée d'ogives dans le style néoroman, pour la nef, et dans le style gothique primitif de la limite XIIe / XIIIe siècle, pour les parties orientales. Ces travaux enlèvent le caractère authentique à l'intérieur de l'église, et portent atteinte à l'intégrité de l'une des rares nefs de tradition carolingienne dans le département. La crypte n'est heureusement pas concernée. Pour les contemporains, il s'agit de rendre un certain prestige à une église emblématique pour l'histoire du diocèse, qui jusque-là n'a plus de curé desservant, manque d'entretien et apparaît beaucoup trop austère. La restauration et le réaménagement à cheval entre néoroman et néogothique sont en même temps effectués avec discernement et avec goût, comme le montrent la préservation des vieilles colonnettes à chapiteaux du chœur ; l'imitation quasi parfaite des voûtes d'ogives anciennes sans lourdeur et erreurs stylistiques ; et le caractère généralement discret de la polychromie architecturale, même si les teints dominants (gris clair, bleu clair, turquoise, vert) ne correspondent à aucune réalité historique. Les travaux ont été financés grâce à une souscription publique ouverte par l'évêque, Mgr Joseph-Armand Gignoux, en date du 25 décembre 1847. En tête de la liste des donateurs, figure la reine Marie-Amélie de Bourbon-Siciles. Les parties anciennes de la nef et la crypte sont classées au titre des monuments historiques par arrêté du 28 novembre 1913.

## Description

### Aperçu général

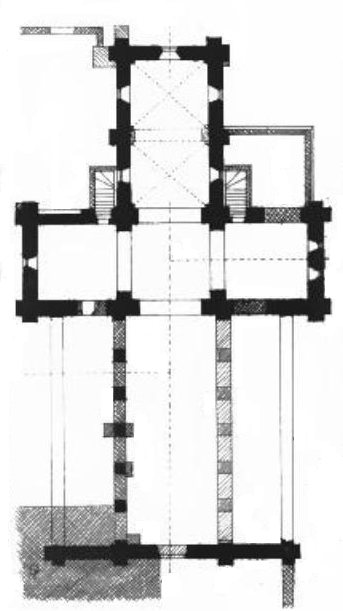
Plan restitué de l'église.

Orientée irrégulièrement vers le nord-est du côté du chevet, l'église répond à un plan très simple en forme de croix. Elle se compose d'une nef unique de trois travées, qui était primitivement flanquée de deux bas-côtés avec lesquels elle communiquait par six grandes arcades au nord et au sud ; d'un transept largement débordant depuis la disparition des bas-côtés ; d'un chœur de deux travées se terminant par un chevet plat ; d'une crypte de deux travées sous le chœur ; d'une flèche en charpente se dressant au-dessus de la croisée du transept ; et d'une sacristie moderne dans l'angle entre croisillon sud et chœur. Il n'y a donc pas de chapelles orientées ou absidioles, mais une arcade en plein cintre bouchée est toujours bien visible à l'est du croisillon nord. Elle devrait correspondre à une absidiole, qui par sa situation ne pouvait communiquer avec le chœur. L'église est symétrique le long de son axe, exception faite du portail au début du mur sud de la nef, qui n'a pas son homologue au nord et remplace le portail occidental, dont toute trace a disparu. On descend vers la crypte par des escaliers accessibles depuis les deux croisillons, dont les portes sont intégrées dans les boiseries des retables des croisillons. Les cages d'escalier sont voûtées en berceau ; la crypte est voûtée d'arêtes. L'église elle-même est voûtée d'ogives, mais toutes les voûtes sont néogothiques, et ne comportent comme éléments anciens que les colonnettes à chapiteaux dans les quatre extrémités du chœur.
La longueur intérieure de l'église est de 34,35 m, dont 16,25 m pour la nef et 10,50 m pour le chœur. Les deux murs d'extrémité du transept sont éloignés de 18,75 m. Les murs gouttereaux de la nef ont une hauteur de 10,55 m, alors que ceux des parties orientales n'atteignent que 8,00 m (dimensions prises à l'intérieur avant le voûtement). La nef est également plus large que le chœur, et mesure donc 6,45 m de large contre 5,50 m pour le chœur. Les bas-côtés avaient une largeur non négligeable de 3,55 m, de sorte que les deux bas-côtés réunis étaient plus larges que la nef. Il est intéressant de comparer les dimensions de la crypte à celles du chœur : elle est 0,10 m plus longue et 0,30 m plus étroite, mais la hauteur sous le sommet des voûtes est limitée à 3,25 m.

### Extérieur

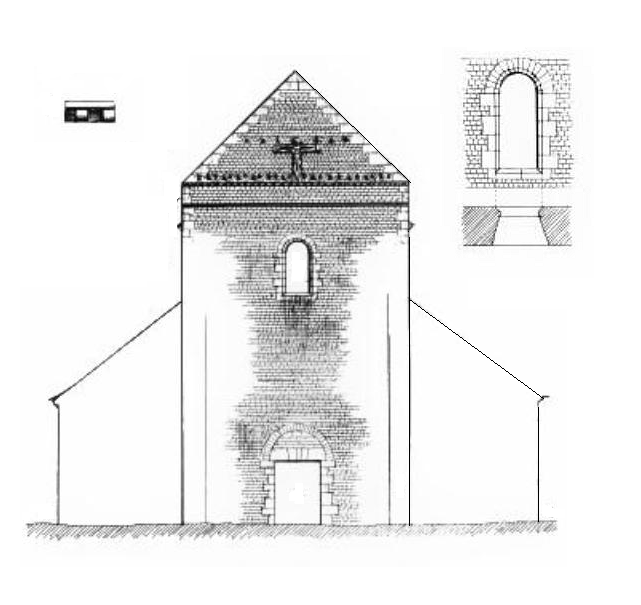
Reconstitution de la façade occidentale par Eugène Woillez.

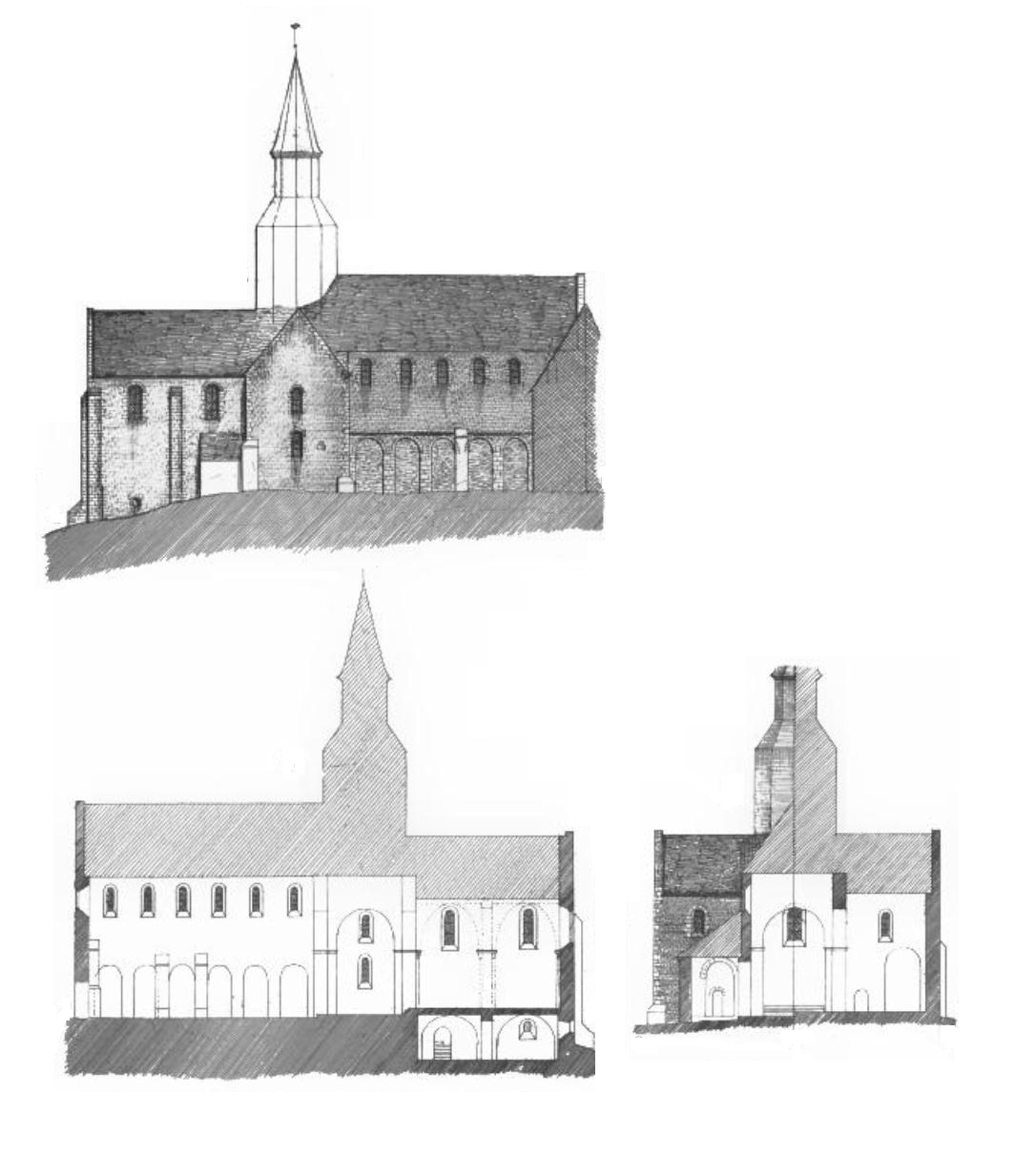
Élévation nord et coupes, relevées par Eugène Woillez.

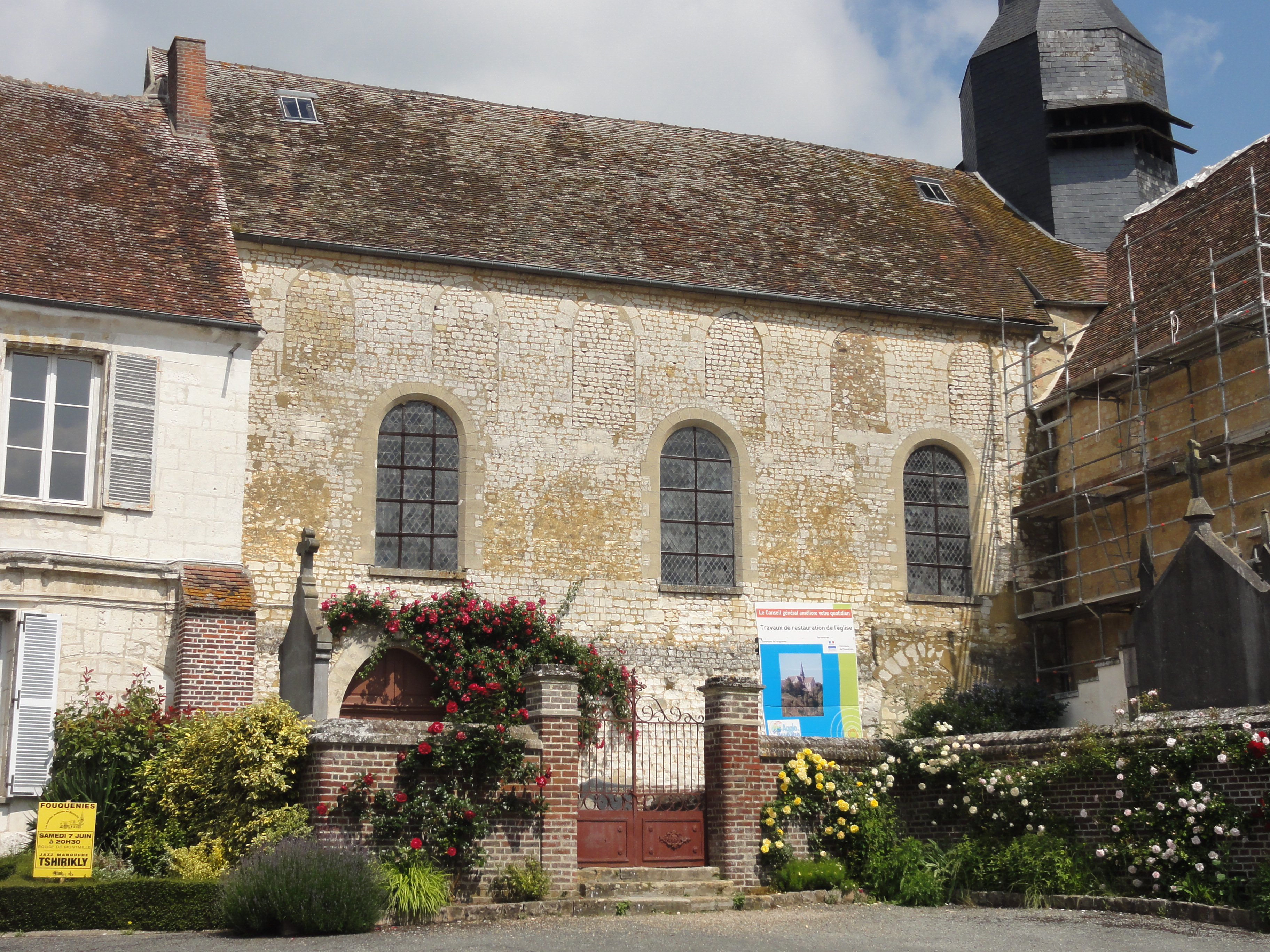
Nef, côté sud.

Toute l'église est bâtie en petits moellons un peu irréguliers, avec en moyenne dix à onze assises par mètre de hauteur, comme à la Basse-Œuvre de Beauvais. Seulement les chaînages d'angle, les sommets des murs et les pourtours des portes et fenêtres font exception, et on y voit de grandes pierres d'appareil. Aux extrémités de la nef, des croisillons et du chœur, figurent deux contreforts orthogonaux strictement verticaux. Deux autres s'ajoutent à l'intersection entre les deux travées du chœur. Ces contreforts sont plats, mais moins que ceux des premières églises romanes de la région. Ils s'achèvent par des glacis situés aux deux tiers de hauteur des murs gouttereaux, ou parfois un peu en dessous. L'inclinaison des glacis n'est pas identique partout. À certains endroits, plusieurs assises de briques rouges remplacent une pierre de taille. Les contreforts intermédiaires du chœur s'expliquent par son voûtement primitif. Les anciennes fenêtres de la nef sont situées immédiatement sous le sommet des murs, comme à la Basse-Œuvre ; c'est un trait caractéristique des églises carolingiennes à partir du second quart du IXe siècle. Au sud, l'arc des fenêtres bouchées paraît légèrement brisé. Les actuelles fenêtres au sud de la nef datent du XVIe siècle, tout comme le portail sud ; les fenêtres au nord de la nef, un peu plus petites, ont été percées au milieu du XIXe siècle. Les croisillons ne conservent plus toutes leurs fenêtres primitives : il y avait deux baies superposées aux extrémités, des mêmes dimensions que les fenêtres de la nef, et une baie plus étroite dans chaque mur latéral. On n'a laissé subsister que la fenêtre supérieure des deux murs d'extrémité. Le chœur possède cinq fenêtres plus grandes que celles de la nef ; deux au nord, une au chevet et deux au sud. En bas de la seconde travée, s'y ajoutent trois petites baies correspondant à la crypte : une au nord, une au chevet et une au sud. De tous les côtés, pas la moindre trace d'ornementation architecturale n'est identifiable.
Depuis une époque indéterminée, la façade occidentale est cachée presque entièrement par le bâtiment de l'ancien prieuré, qui a également servi de presbytère. La façade était pourtant la partie la plus intéressante de l'extérieur de l'église, car son pignon a bénéficié d'une modeste ornementation. Elle consiste en quatre rangs horizontaux, à savoir un bandeau biseauté à 70 cm en-dessous du sommet des murs gouttereaux ; un cordon de billettes reliant une extrémité du pignon à l'autre ; un rang de niches triangulaires de 22 cm de profondeur immédiatement au-dessus du cordon de billettes ; et un deuxième rang situé nettement plus haut. Le fond des niches est habillé d'une pierre plate, et de petites têtes saillantes ou des modillons gravés de volutes se profilent parfois entre deux niches. Mais le principal élément du décor était une croix byzantine en faible bas-relief, qui comportait un Christ en croix. Cette œuvre d'une grande rareté a été enlevée et montée dans le croisillon nord avant 1913 (voir le chapitre Mobilier). Quant au portail et la fenêtre haute située dans son axe, ils étaient en plein cintre et sans caractère particulier. - Albert Lenoir a remarqué lui aussi la façade occidentale de l'église, et en publie deux dessins dans son traité sur l'Architecture monastique paru en 1856.
La nef était primitivement accompagnée de bas-côtés, et représente l'un des rares exemples d'un plan basilical dans le Beauvaisis. Avec la Basse-Œuvre de Beauvais, c'est la seule église de la région conservée en élévation où les grandes arcades faisant communiquer la nef avec les bas-côtés retombent directement sur les piliers, sans même l'interposition d'impostes, comme on en voit à Saint-Rémy-l'Abbaye (commune d'Agnetz), Cinqueux et Rhuis. La nef de Rhuis date du milieu du XIe siècle et est considérée par Dominique Vermand comme préromane, car l'auteur considère que la période romane ne commence qu'au dernier quart du XIe siècle dans le territoire formant aujourd'hui le département de l'Oise. Sans se prononcer concrètement sur la date de la nef de Montmille, Dominique Vermand la rattache aux édifices de tradition carolingienne. Les autres nefs de la même époque sont des nefs uniques : Notre-Dame du Thil (commune de Beauvais), Bresles, Hermes, Saint-Martin-le-Nœud, Velennes etc. Dans tous ces cas la datation précise pose problème, car la sculpture et la modénature font défaut, mais concernant les trois premiers exemples, le petit appareil carré de pastoureaux parle en faveur d'une date assez haute dans le XIe siècle, voire à la fin du Xe siècle. Les grandes arcades du nord sont encore partiellement visibles depuis l'extérieur, mais la première est cachée par une maison, et les suivantes par un appentis accolé au mur de l'église. Le plan en élévation relevé par Eugène Woillez montre six grandes arcades. Les arrachements des bas-côtés restent encore visibles sur les murs occidentaux des croisillons, davantage au nord qu'au sud, et sur les murs orientaux, les arcades bouchées vers les anciennes absidioles subsistent également. Celle du sud est aujourd'hui cachée par la sacristie.

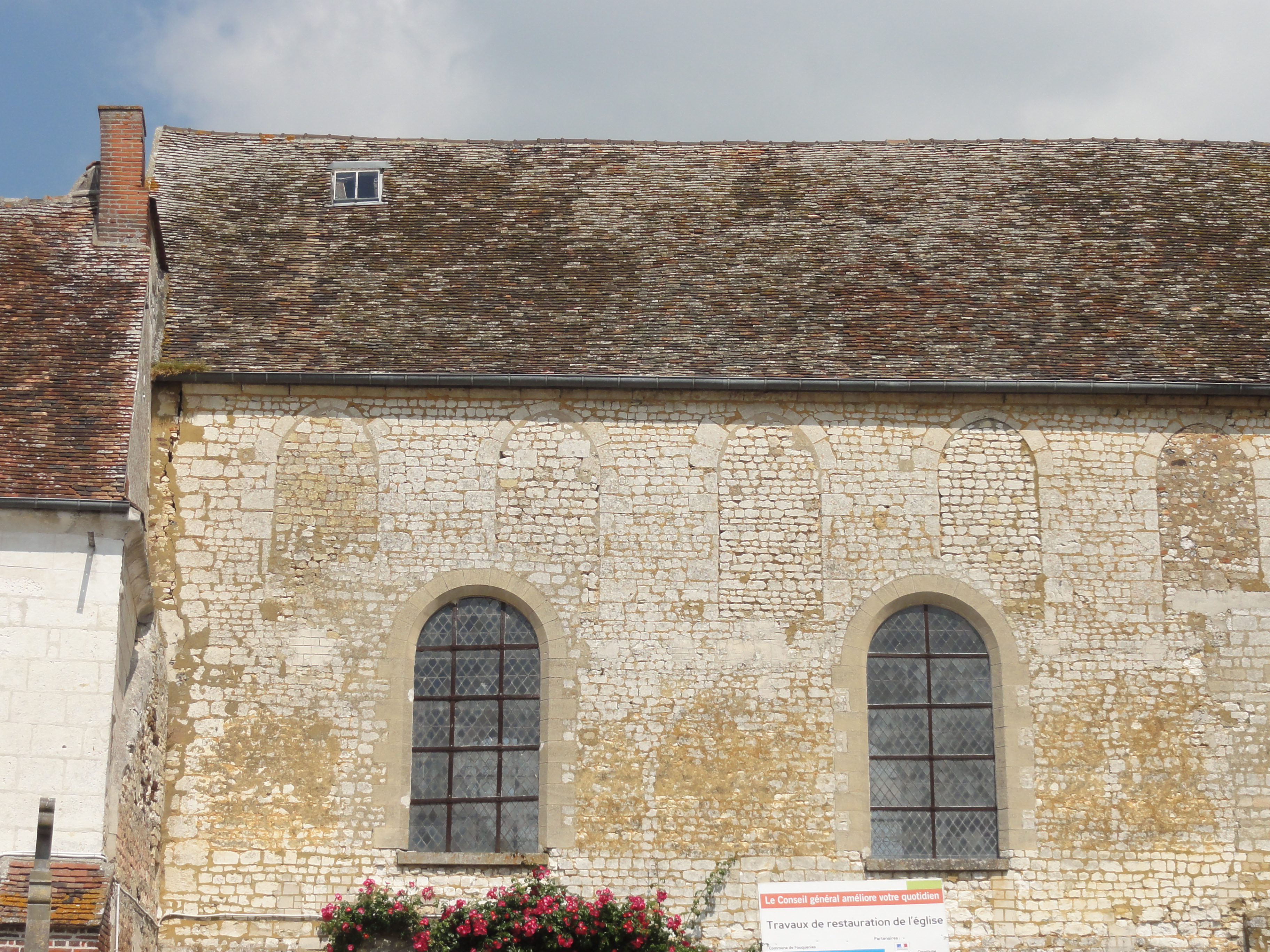
Nef, parties hautes côté sud.
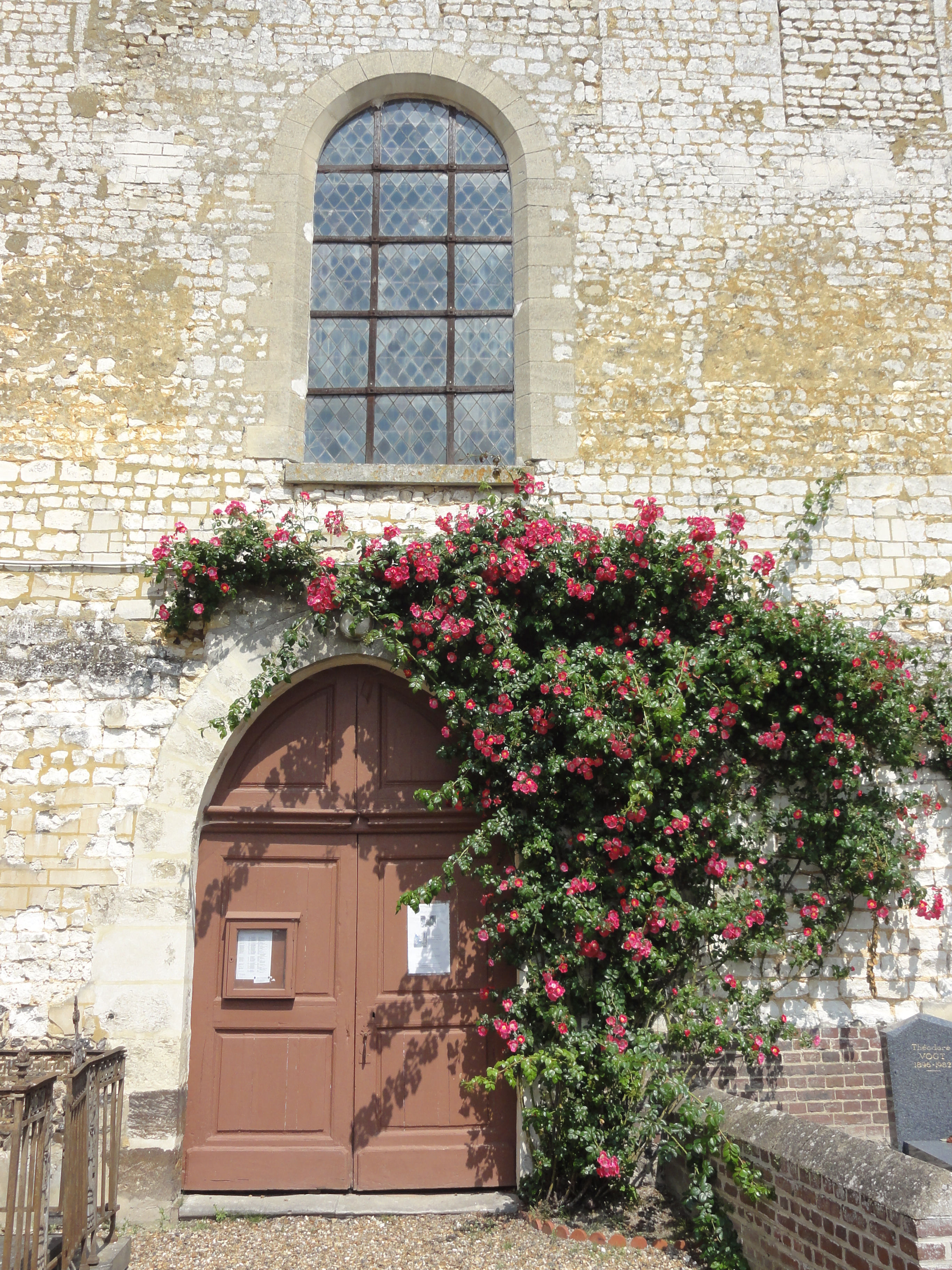
Portail sud du XVIe.
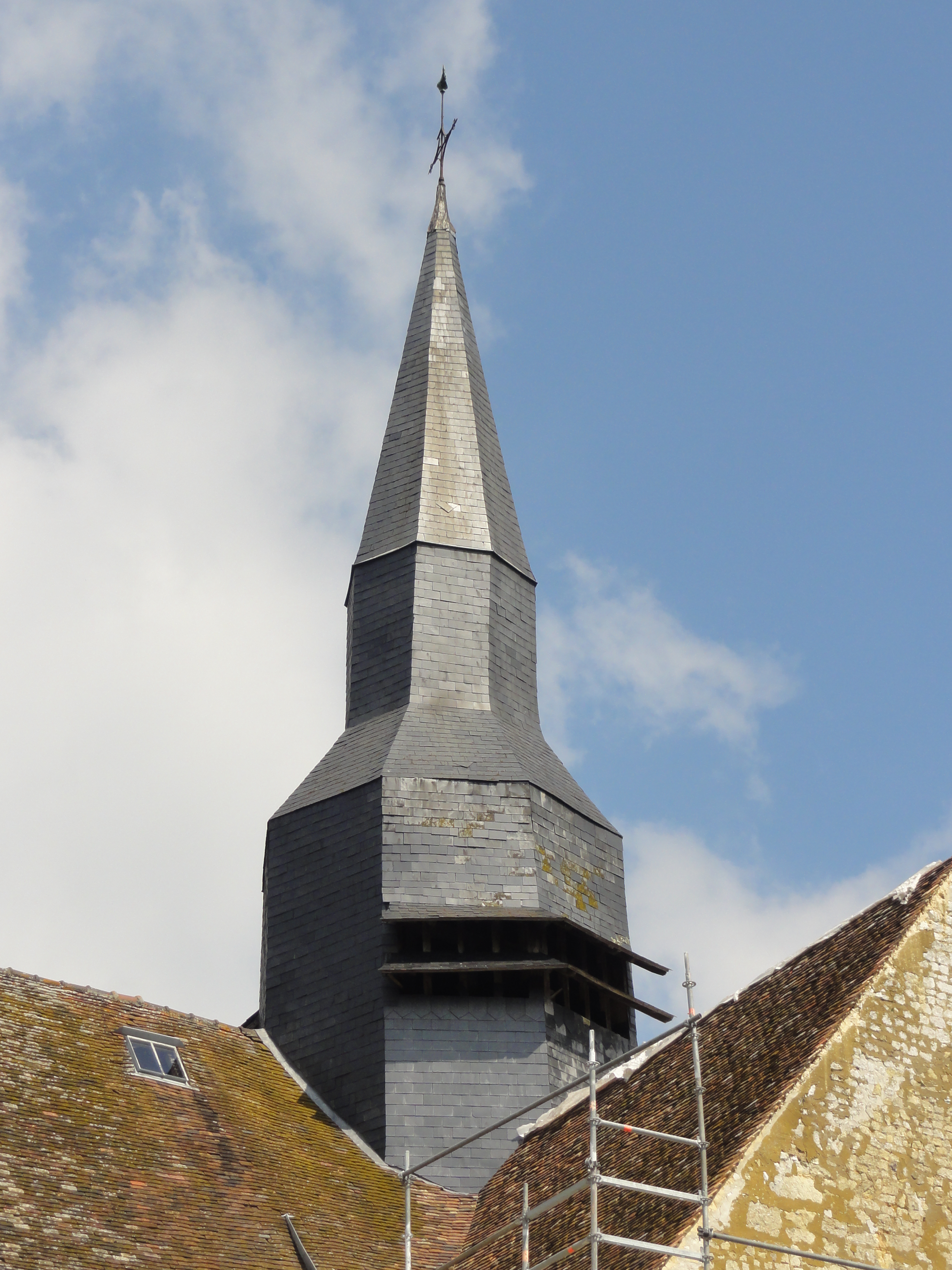
Clocher (non daté).
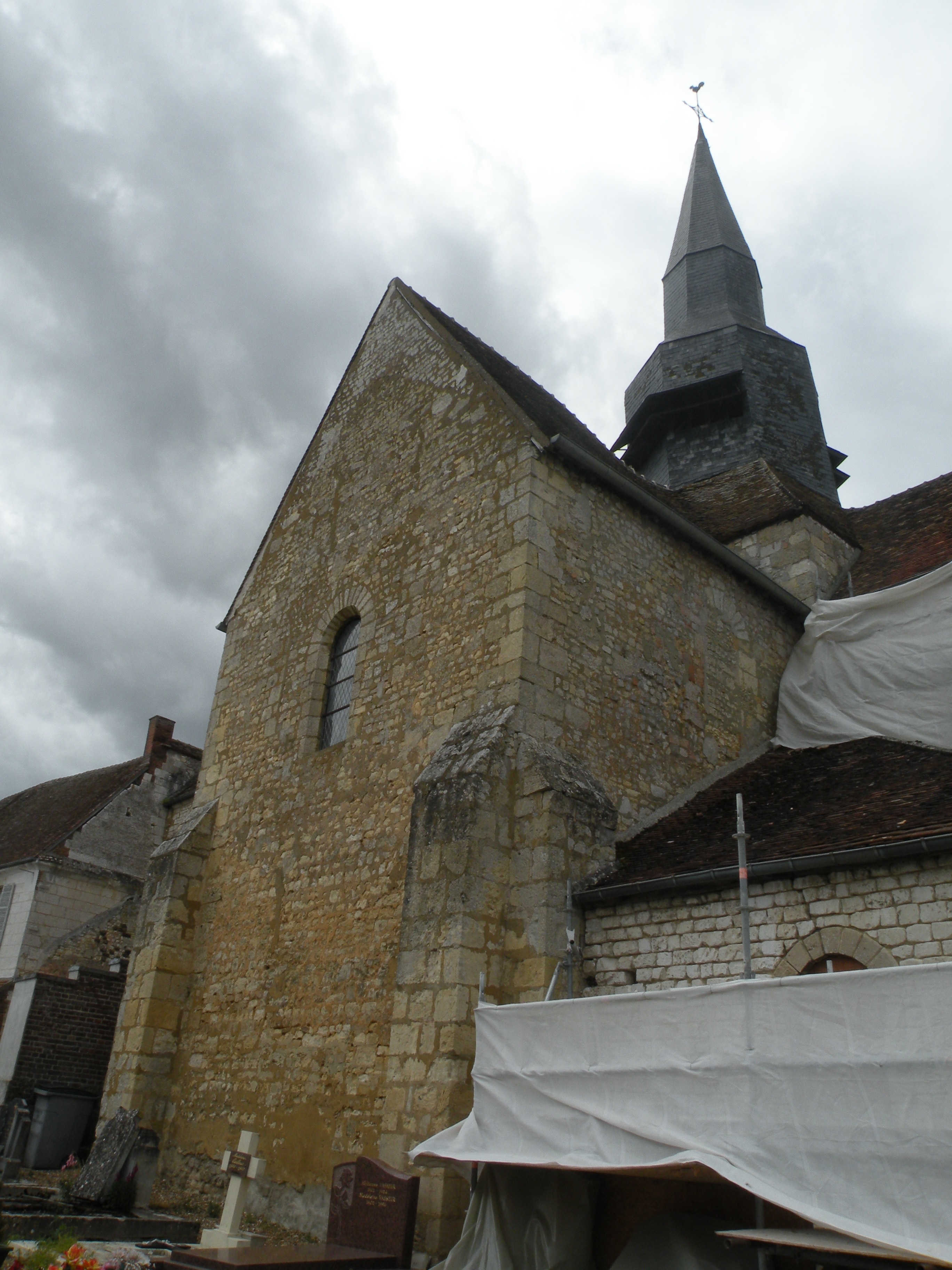
Croisillon sud, côté est.
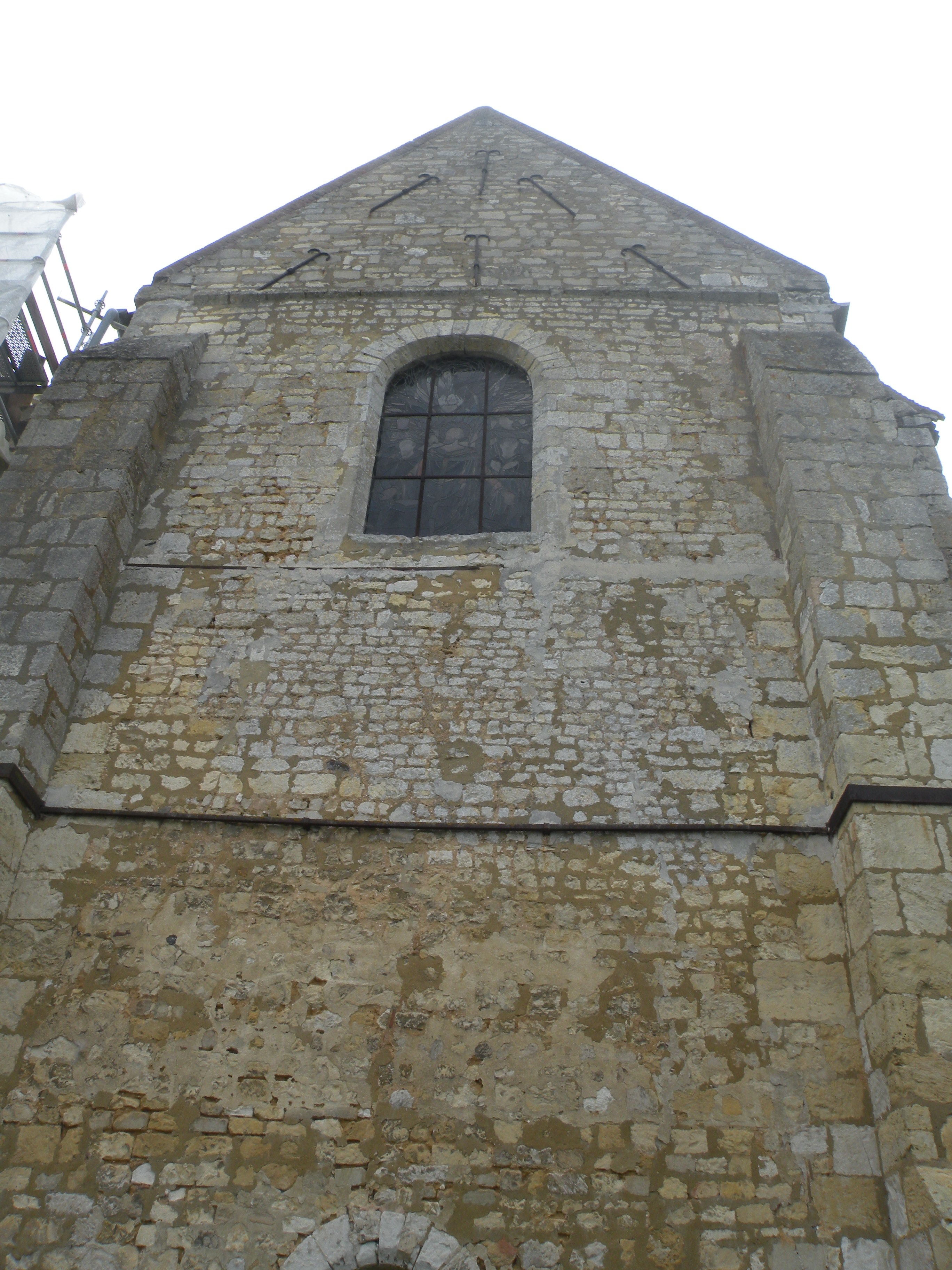
Chevet, parties hautes.
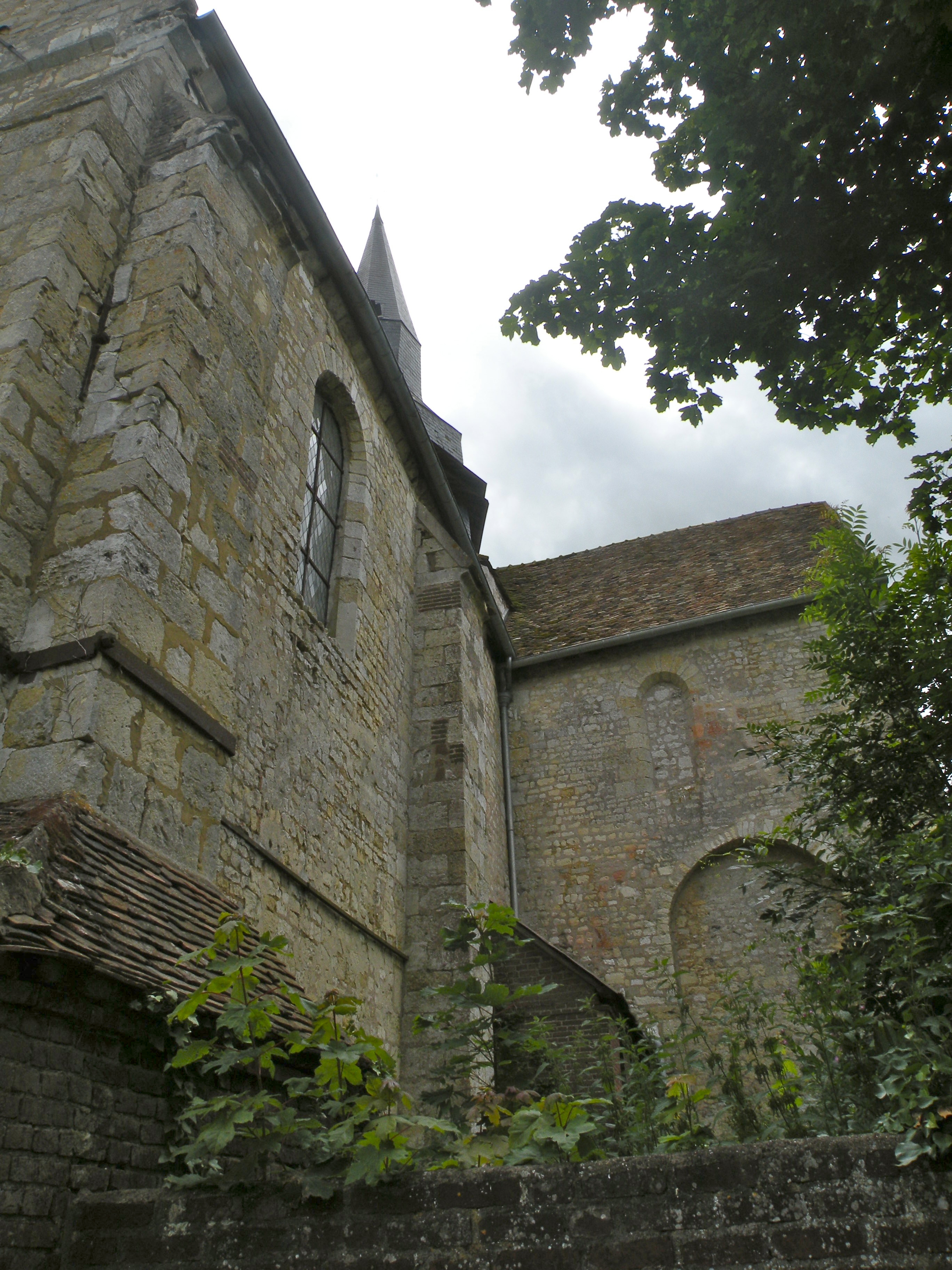
Angle chœur / croisillon nord.

### Intérieur

#### Nef

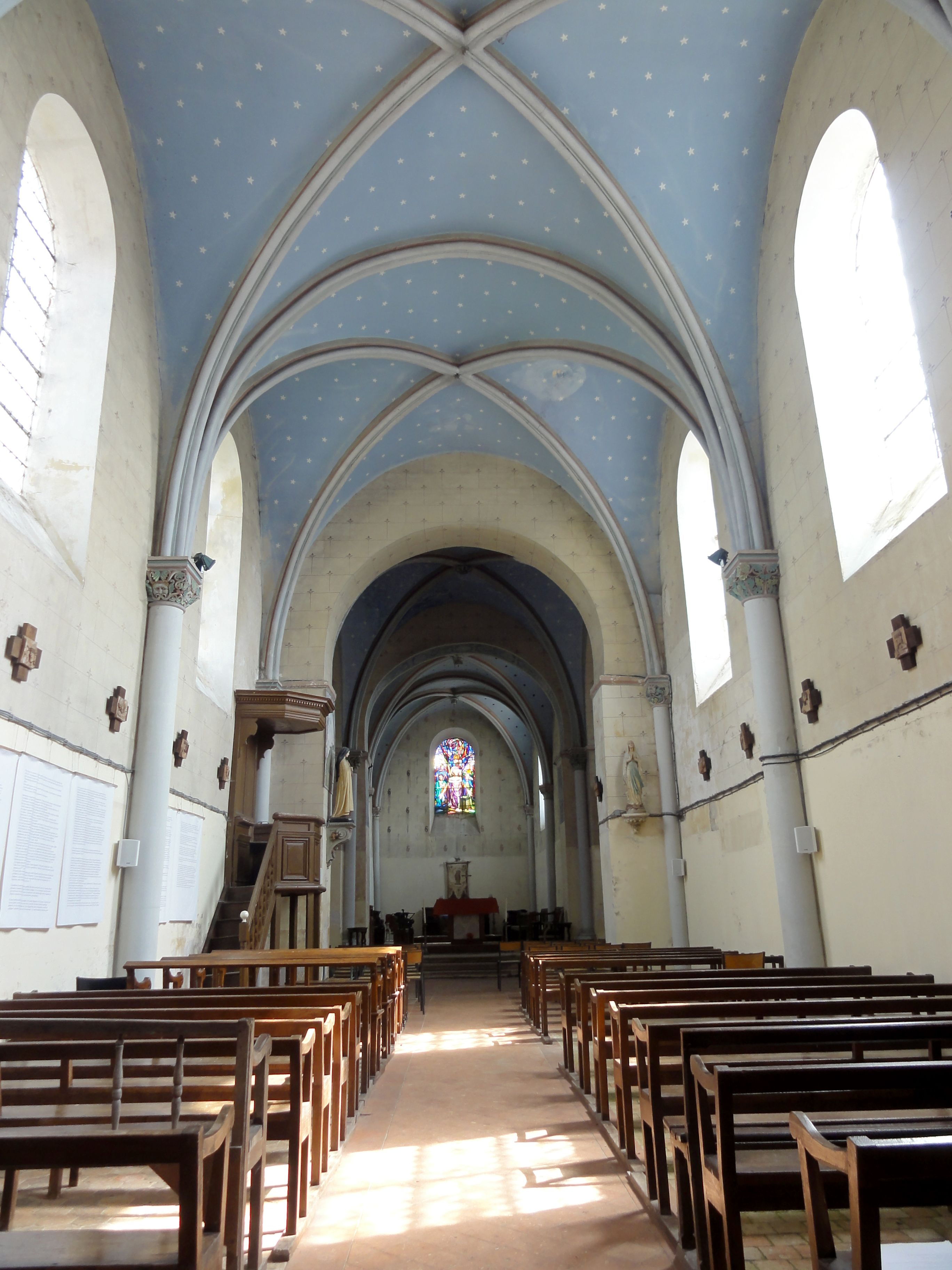
Nef, vue vers l'est.

Intérieurement, rien ne trahit plus l'architecture de tradition carolingienne de la nef, qui, il est vrai, se tient à un petit nombre de particularités. Ni les anciennes fenêtres hautes, ni les grandes arcades bouchées, ni même le portail occidental demeurent visibles. Les proportions ne sont pas non plus les mêmes qu'au début, car les voûtes ont entamé la hauteur de la nef, ce qui explique aussi l'abandon des fenêtres primitives, dont la superficie cumulée ne devait pas être inférieure à celle des fenêtres actuelles. La retombée des voûtes à un niveau assez bas altère l'impression d'un certain élancement que la nef devait initialement dégager. Le voûtement néoroman du milieu du XIXe siècle suggère des voûtes secondaires ou archaïques, car les formerets font défaut. Les arcs d'inscription sont brisés, mais les ogives sont en plein cintre. Les supports sont des colonnes isolées adossées aux murs, comme dans le chœur, ce qui est propice à semer le doute quant à leur époque réelle : dans le chœur, on trouve en effet des colonnes analogues remontant au XIe siècle. Les chapiteaux ont des tailloirs rectangulaires et sont sculptés de palmettes de feuilles d'acanthe et de rinceaux. Un comporte des têtes d'angle ; un autre présente sur chaque face un masque grotesque crachant les rinceaux qui l'entourent. Par la filigranité de leur décor, son fort relief et la mouluration déjà complexe des tailloirs, les chapiteaux évoquent la période romane tardive. Leur style est clairement postérieur à celui des chapiteaux du chœur. Le profil des ogives et des deux arc-doubleau est d'une fine arête entre deux gros boudins, comme à Saint-Étienne de Beauvais, Bury et Foulangues, au second quart du XIIe siècle, à la fin de la période romane. L'absence de clés de voûte décorées est également courante à cette époque. — Eugène Woillez a encore vue quelques traces des grandes arcades du nord, l'ancien portail occidental bouché, et la fenêtre au-dessus, également bouchée. Il note que la nef était initialement recouverte d'un plafond de bois, mais n'indique pas le type de plafond qu'il trouve en place lors de sa visite. Les murs étaient entièrement nus au XIXe siècle. Un seul détail n'a pas changé depuis : c'est le large arc-doubleau en cintre surhaussé ouvrant sur la croisée du transept. Il n'est pas moluré, ni même chanfreiné, et à sa retombée, apparaissent de simples impostes composées d'une plate-bande et d'un biseau.

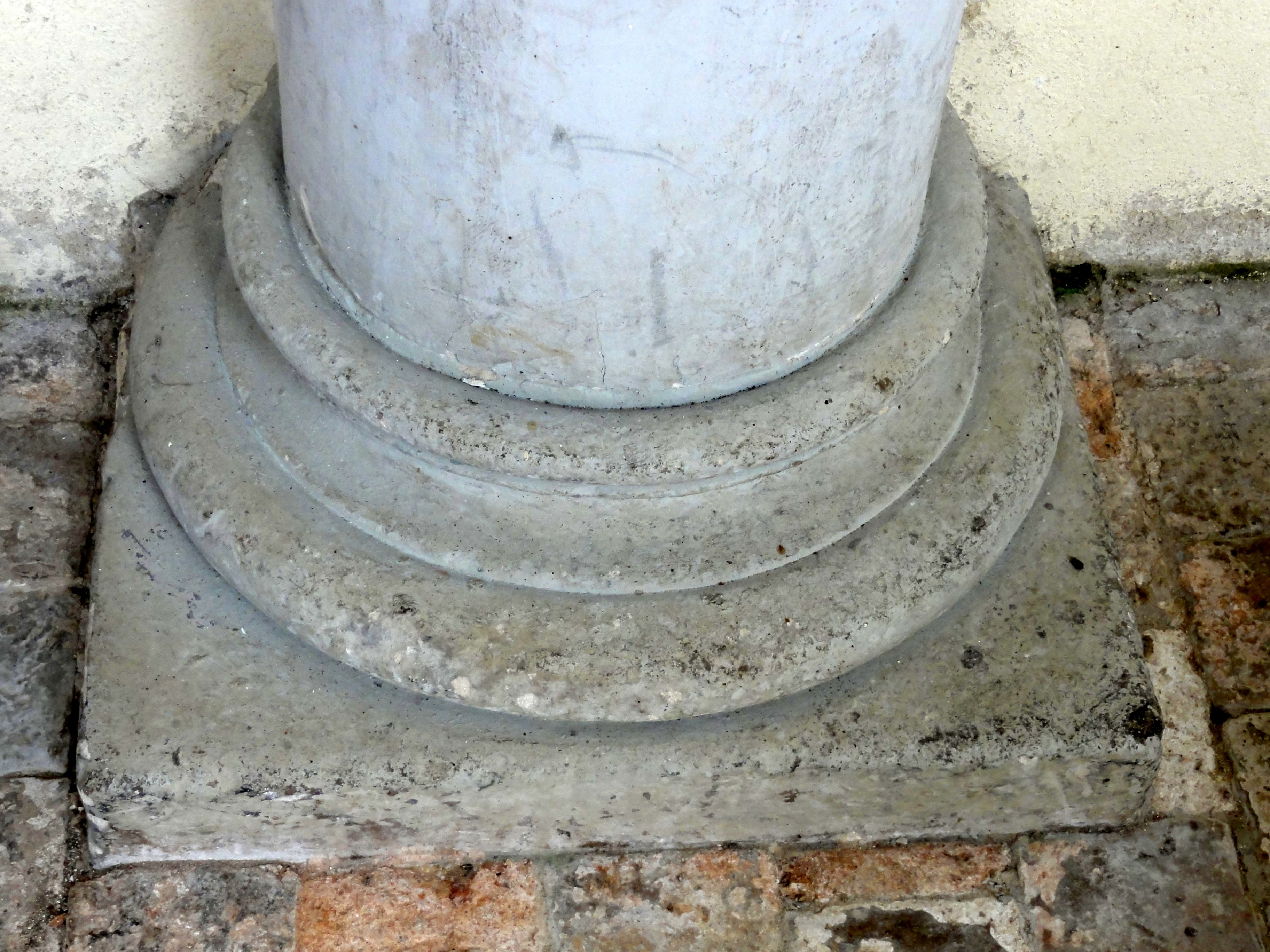
Base de colonne (XIXe siècle).
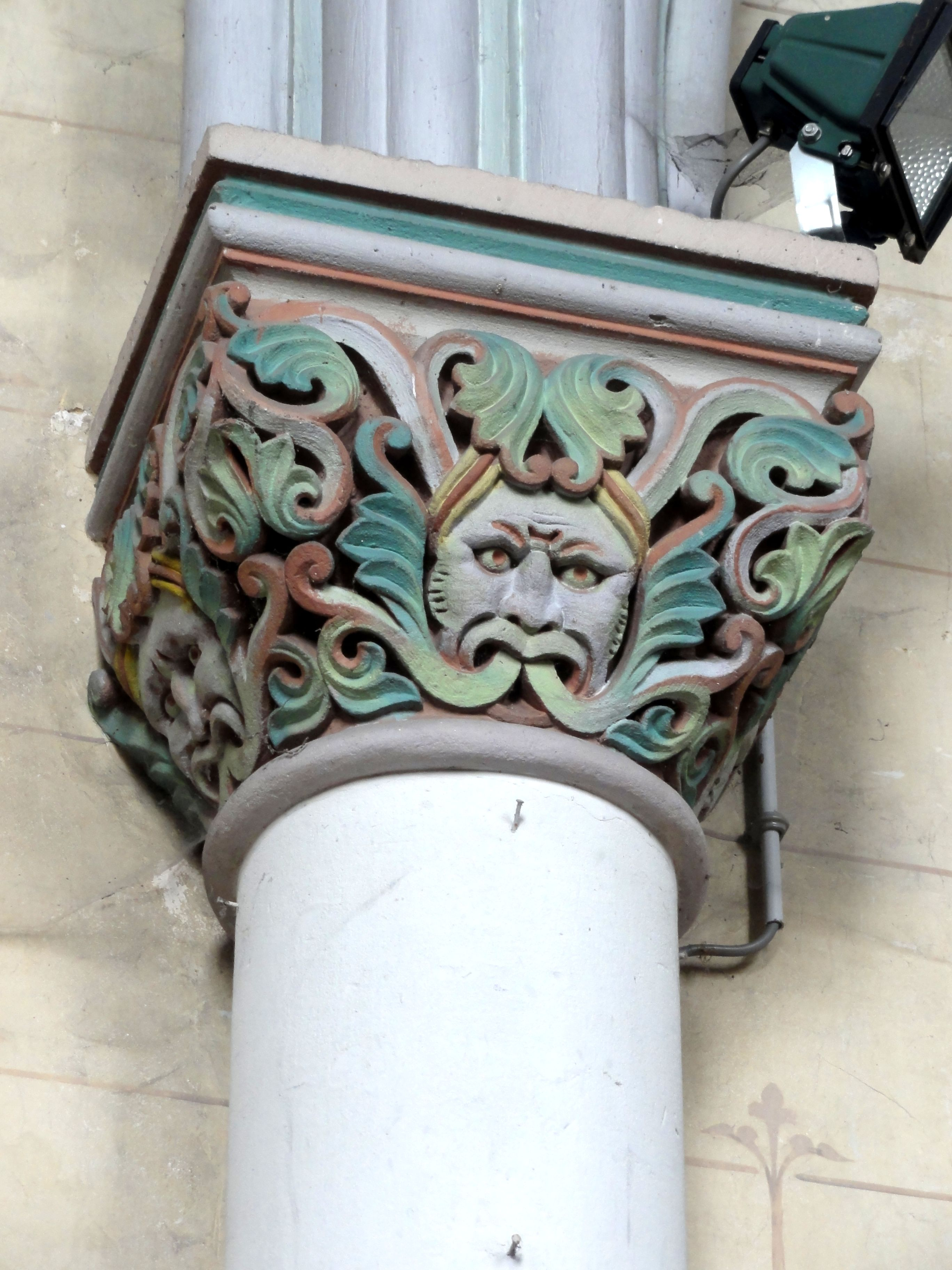
Chapiteau du 2e doubleau, côté nord (XIXe siècle).
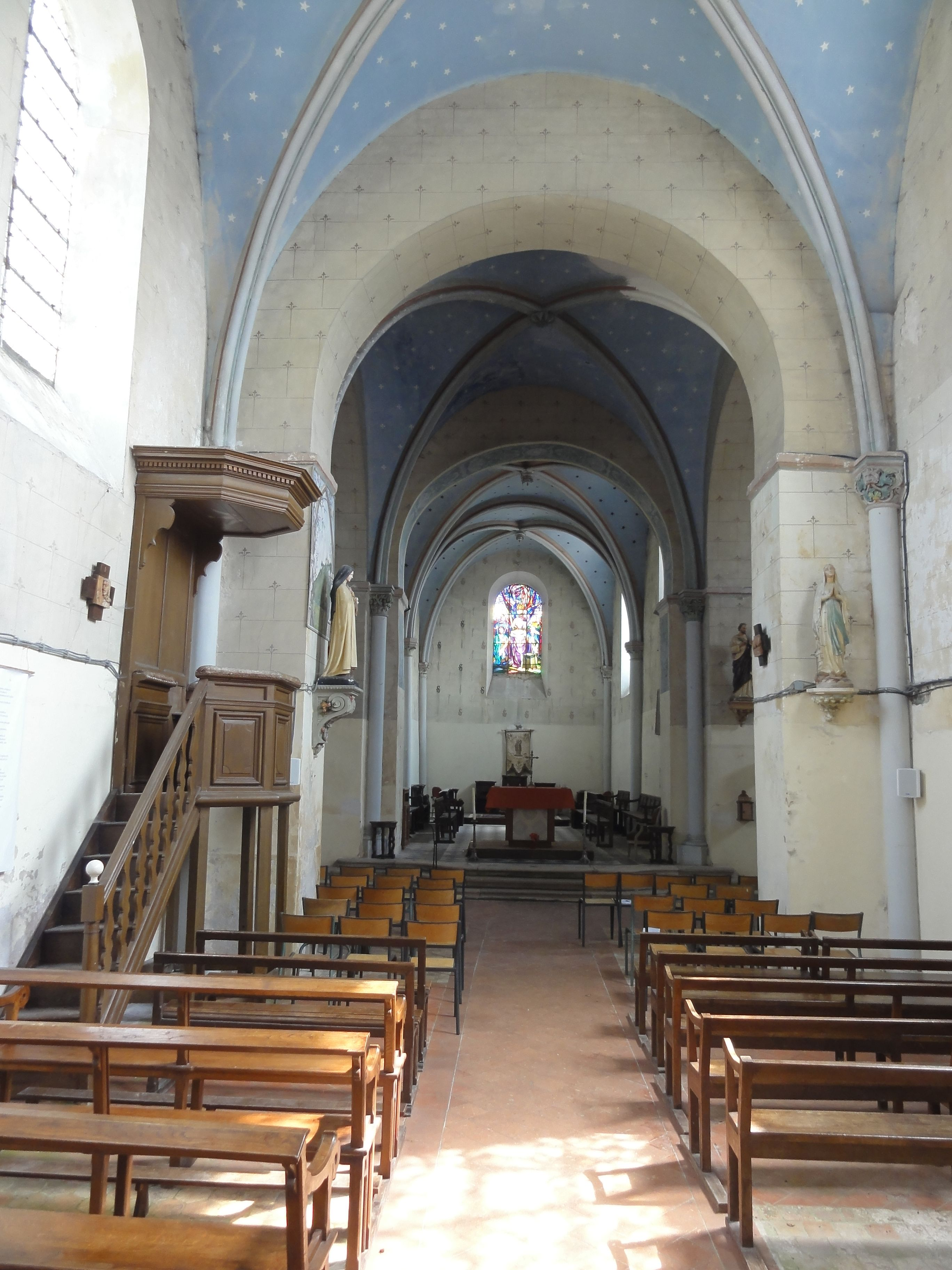
Arcade authentique vers la croisée du transept.
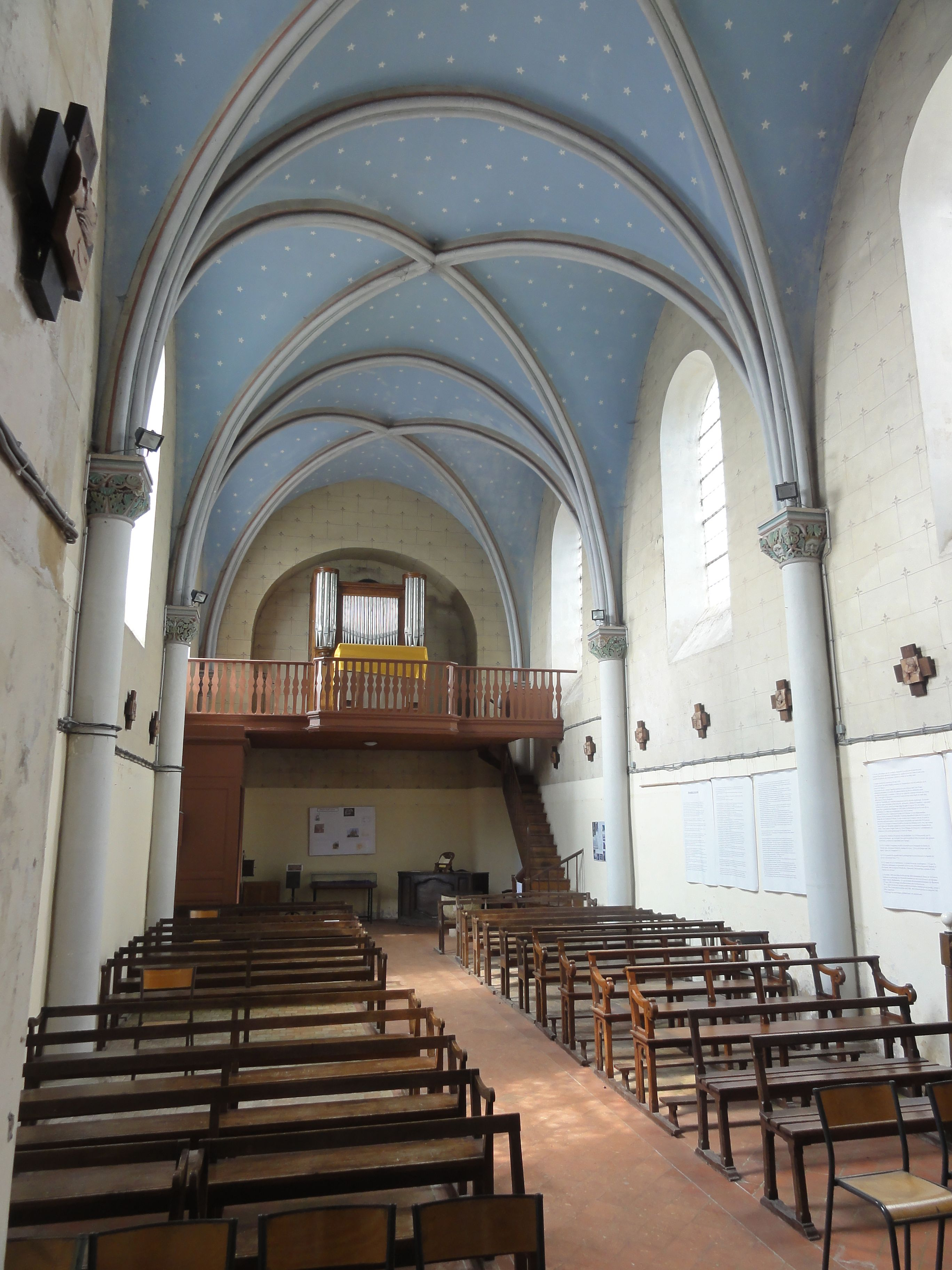
Vue vers l'ouest.
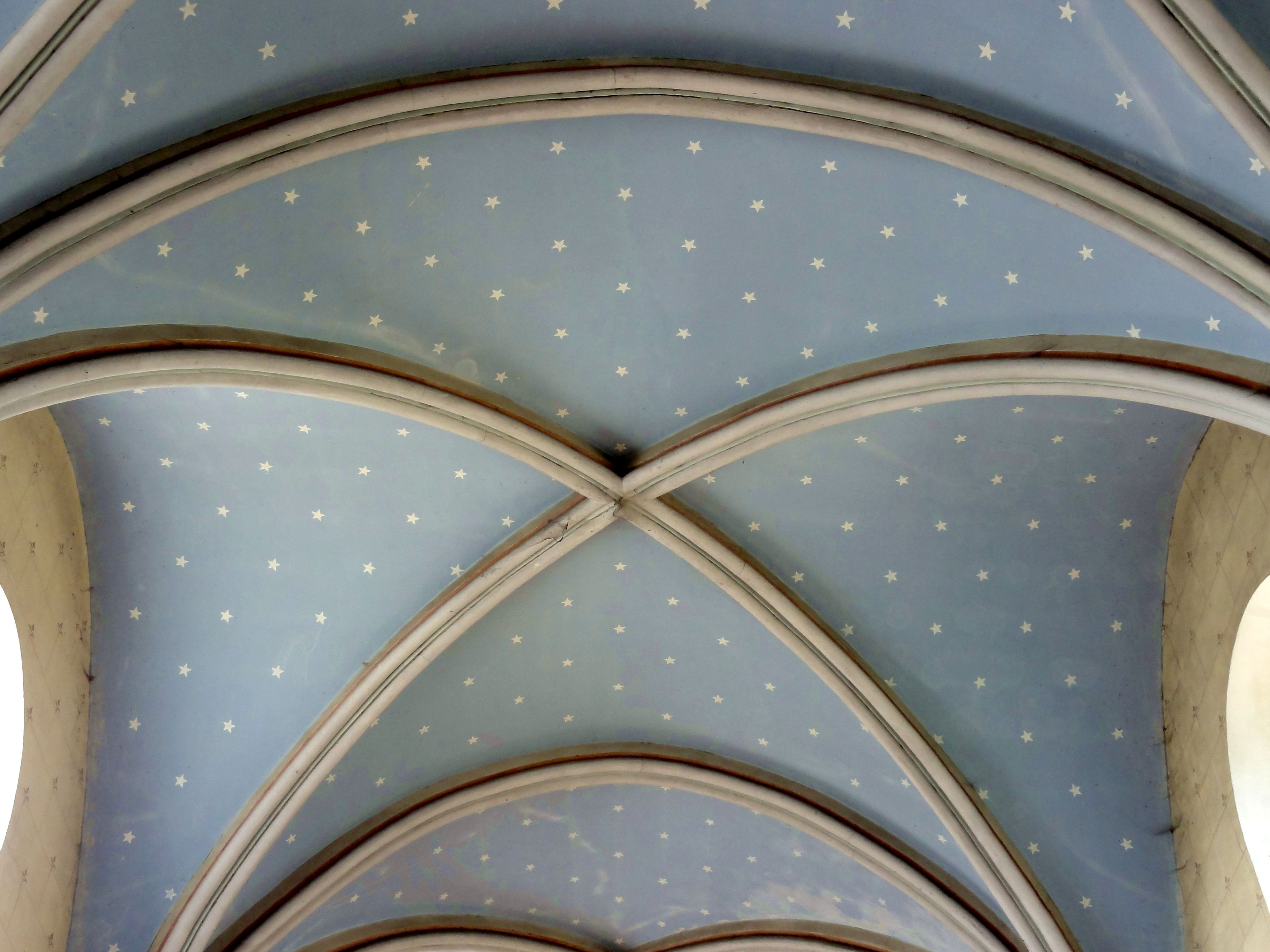
Voûte de la 2e travée (XIXe siècle).
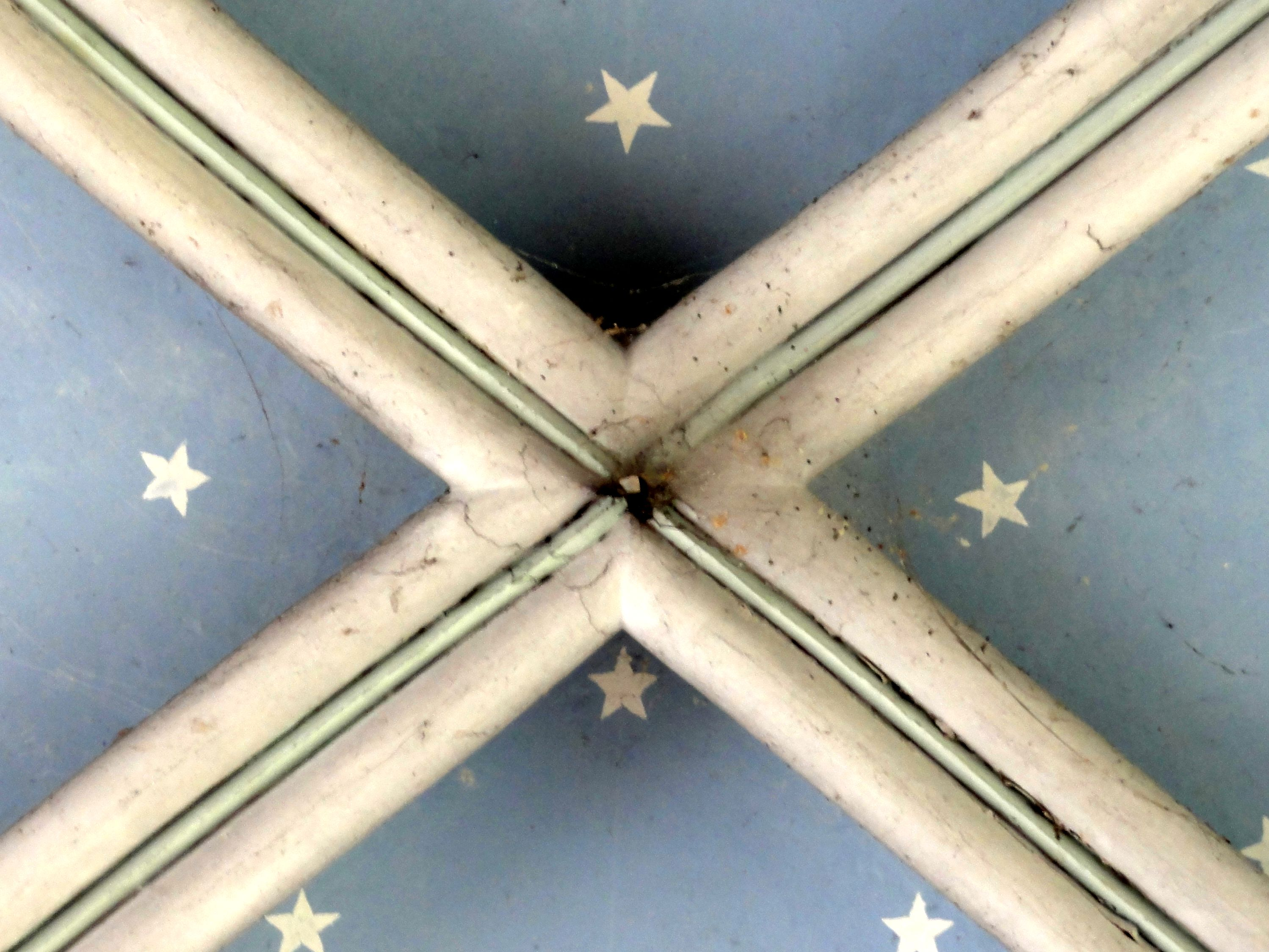
Clé de voûte de la 2e travée (XIXe siècle).

#### Transept

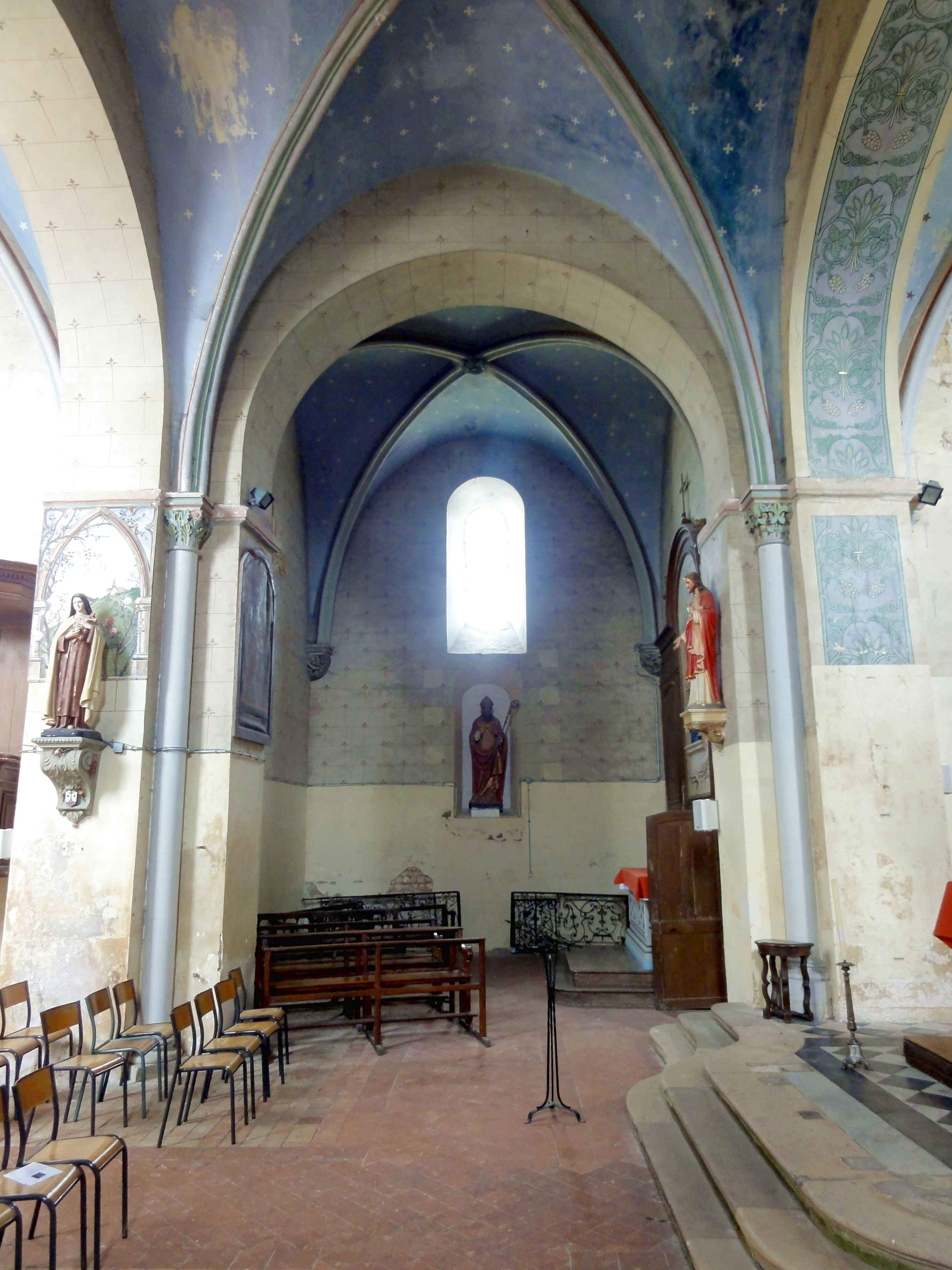
Croisée, vue vers le nord.

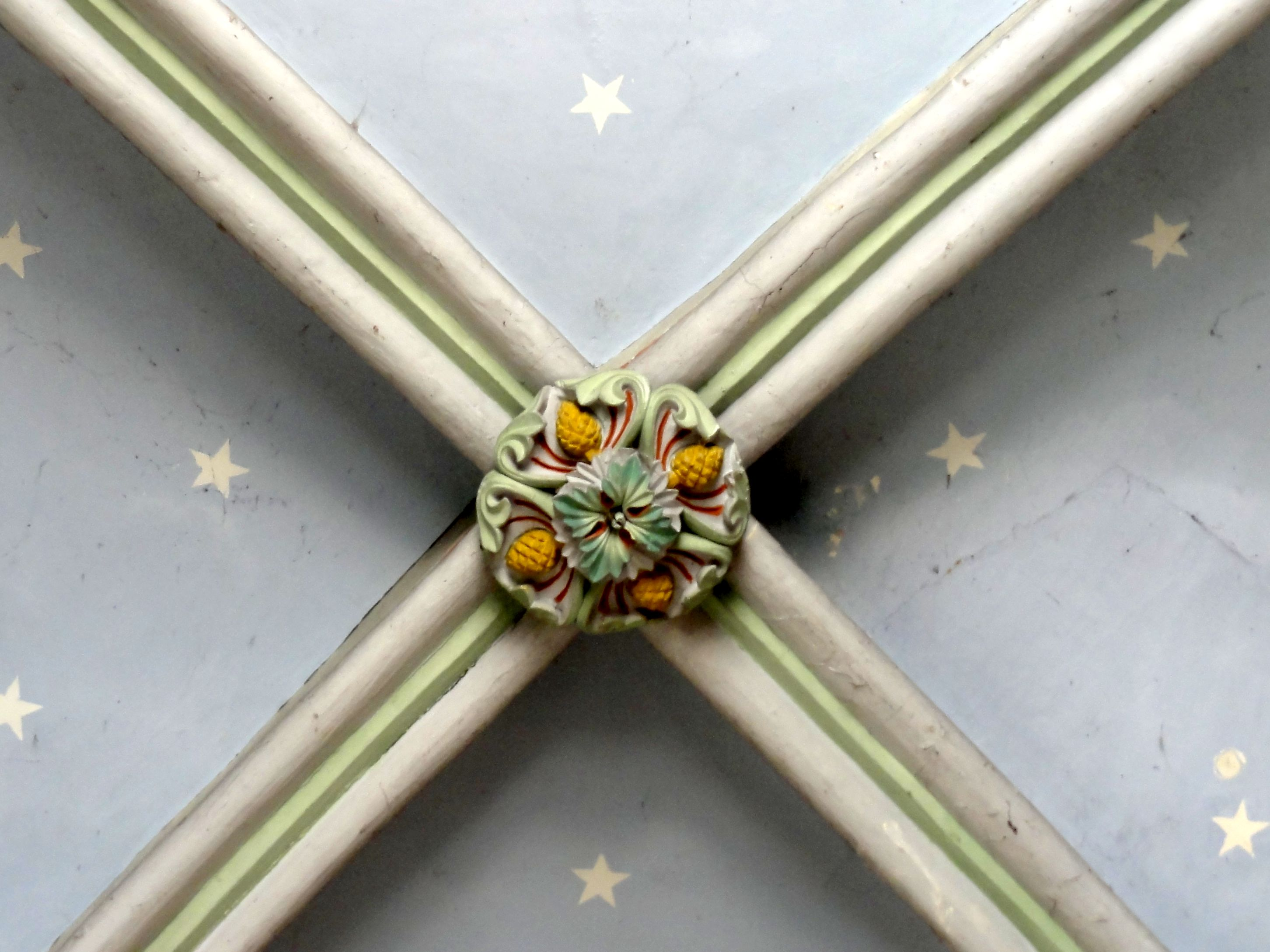
Croisillon sud, clé de voûte.

Eugène Viollet-le-Duc cite l'église de Montmille comme l'un des meilleurs exemples des premières églises à transept, qui montre que les transepts furent très débordants à l'époque de leur apparition. Il date l'église du XIe siècle, et suppose que la croisée du transept supportait une tour-lanterne, comme à l'église Saint-Étienne de Beauvais. Viollet-le-Duc écrit par ailleurs que le chœur est voûté, ce qui n'est en réalité plus le cas : il n'a apparemment pas vu l'église, et se réfère à l'ouvrage d'Eugène Woillez, qu'il a dû mal lire (voir ci-dessus). Anne Prache relativise la saillie des croisillons, et rappelle qu'elle était nettement moins prononcée avant la disparition des bas-côtés. Eugène Lefèvre-Pontalis ne revient pas sur l'hypothèse de la tour-lanterne. Il souligne qu'au XIe siècle dans les bassins de l'Oise et de l'Aisne, la croisée du transept n'est jamais voûté, et circonscrite par trois arcades en plein cintre, ainsi que par l'arc triomphal ouvrant dans le sanctuaire. Comme l'un des trois exemples d'églises où cette disposition reste toujours visible, il cite l'église de Montmille à côté de l'église Saint-Thibauld de Bazoches-sur-Vesles et de l'église de Saint-Léger-aux-Bois.
La transformation du transept a été aussi profonde que celle de la nef. Il est aujourd'hui un peu sombre, car les deux fenêtres subsistantes ne sont pas suffisantes pour son éclairage par la lumière naturelle. Si les baies orientales sont obturées par les retables du XIXe siècle, les murs occidentaux restent libres, et rien ne se serait opposé à maintenir des fenêtres de ce côté. Avec les années, l'enduit s'est fissuré autour des murs qui bouchent les arcades vers les bas-côtés disparus, et une ligne décrivant leurs contours se dessine ainsi sur les murs. Dans les murs orientaux, près des piédroits des arcades reliant les croisillons au carré du transept, les boiseries comportent des portes qui ouvrent sur les escaliers descendant dans la crypte. L'escalier du sud a longtemps été bouché. Weil ne le mentionne pas et Anne Prache le considère comme moderne, mais Eugène Woillez a bien noté sa présence. C'est le rétablissement du pèlerinage qui a dû motiver la restauration de l'escalier sud, permettant ainsi le défilement des fidèles devant les reliques exposées dans la crypte. Les escaliers datent de toute évidence d'origine. Sinon, les seuls éléments authentiques visibles en élévation sont les quatre arcades en cintre surhaussé autour de la croisée du transept. Elles sont toutes les quatre du même type, et comme déjà signalé, elles se caractérisent par leur largeur importante, et par leur retombée sur des impostes assez sommaires. Le voûtement néoroman de la croisée du transept est analogue à celui de la nef, et les quatre colonnettes logées dans les angles sont donc modernes, tout comme la voûte. Pour les croisillons, l'architecte du XIXe siècle a donné la préférence à des culs-de-lampe, ce qui est une disposition qui ne semble pas encore exister dans la région à la période romane tardive, qu'on a essayé d'imiter. Les trois clés de voûte sont décorées de petites rosaces. Reste à signaler une piscine liturgique dans le mur méridional du croisillon sud, ménagée dans une niche en tiers-point prise dans l'épaisseur du mur. Sa simplicité parle en faveur d'une datation de la période gothique, plutôt que du XIXe siècle.

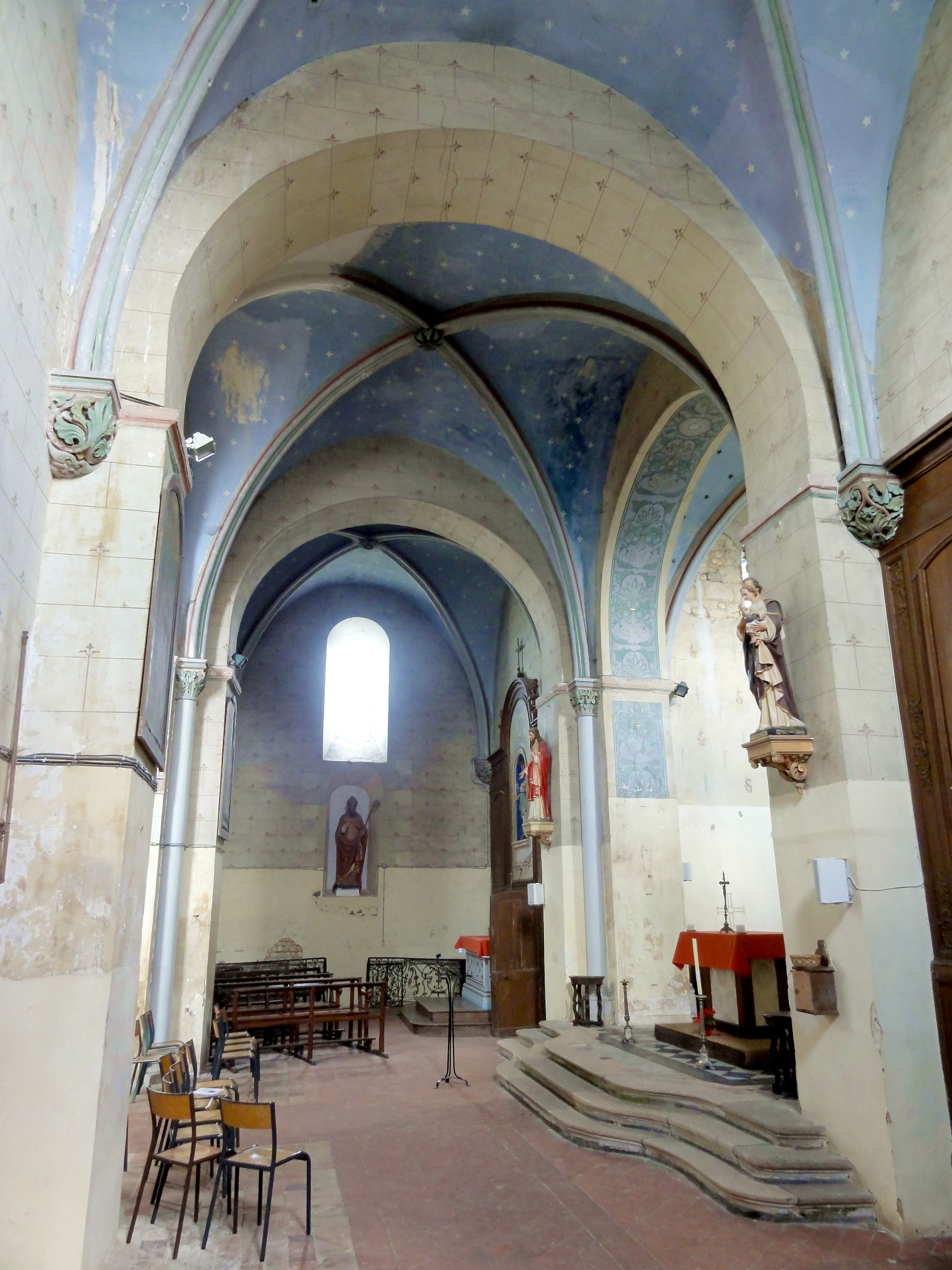
Croisillon sud, vue vers le nord.
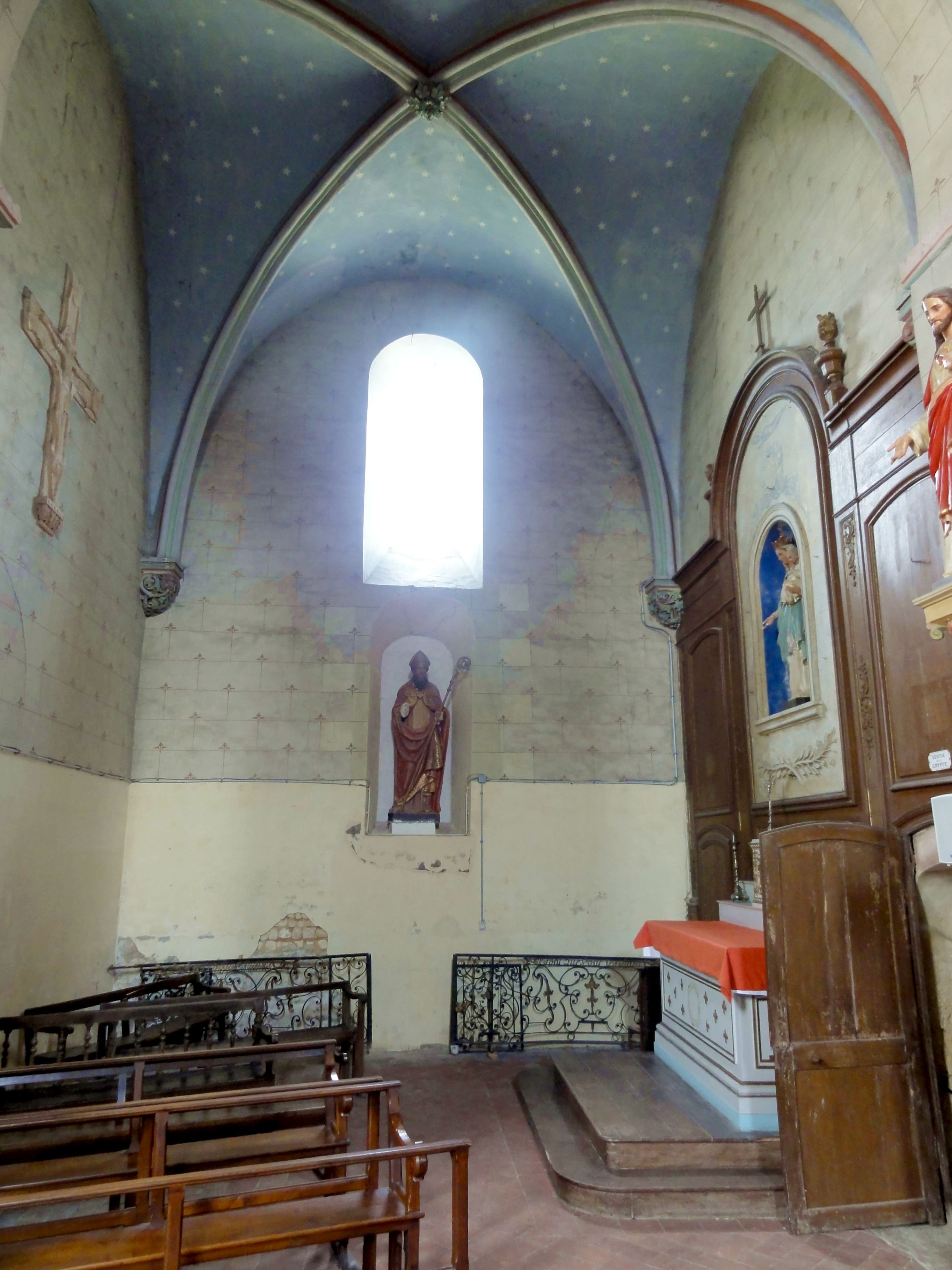
Croisillon nord.
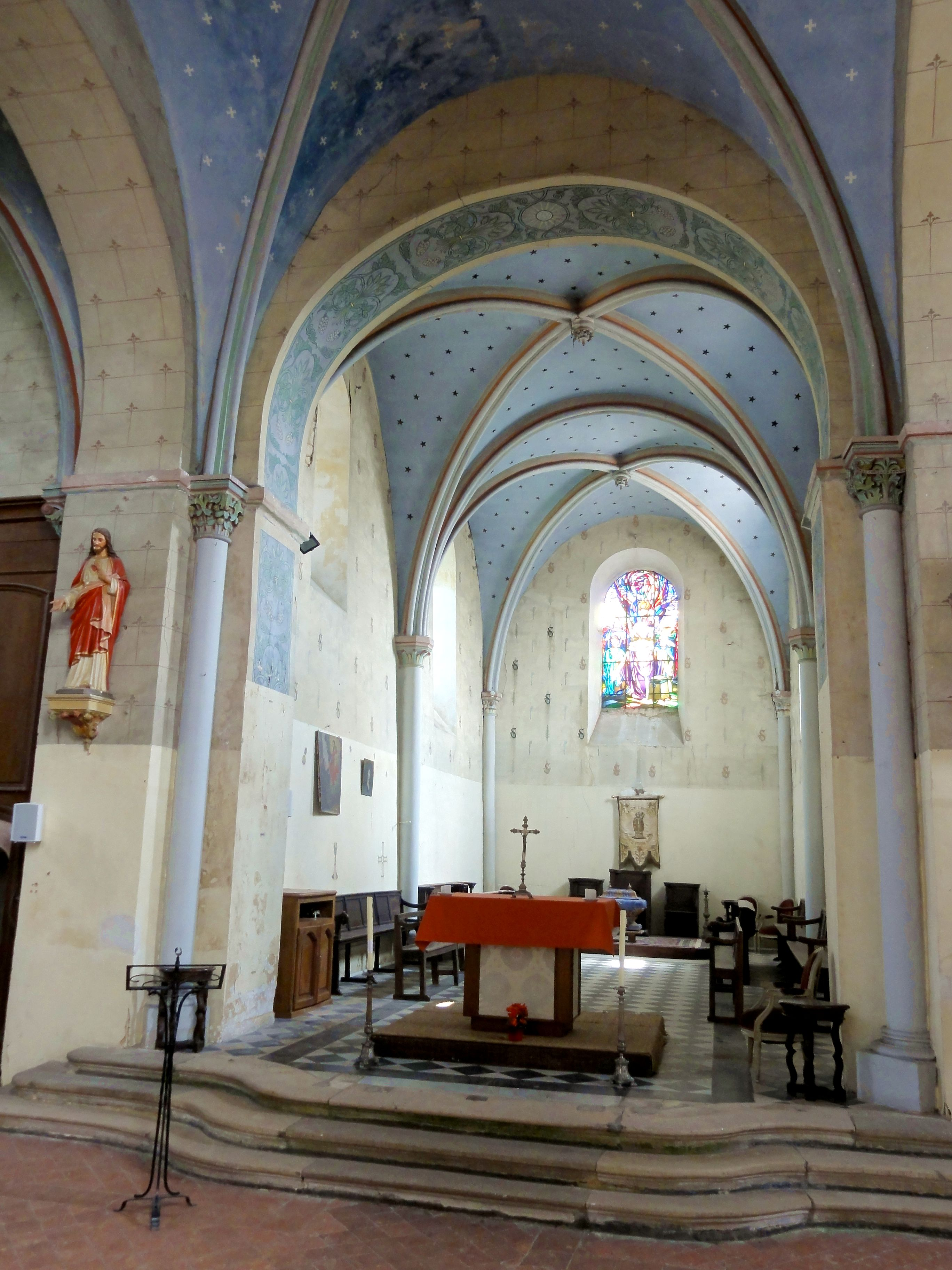
Croisée, vue vers l'est.
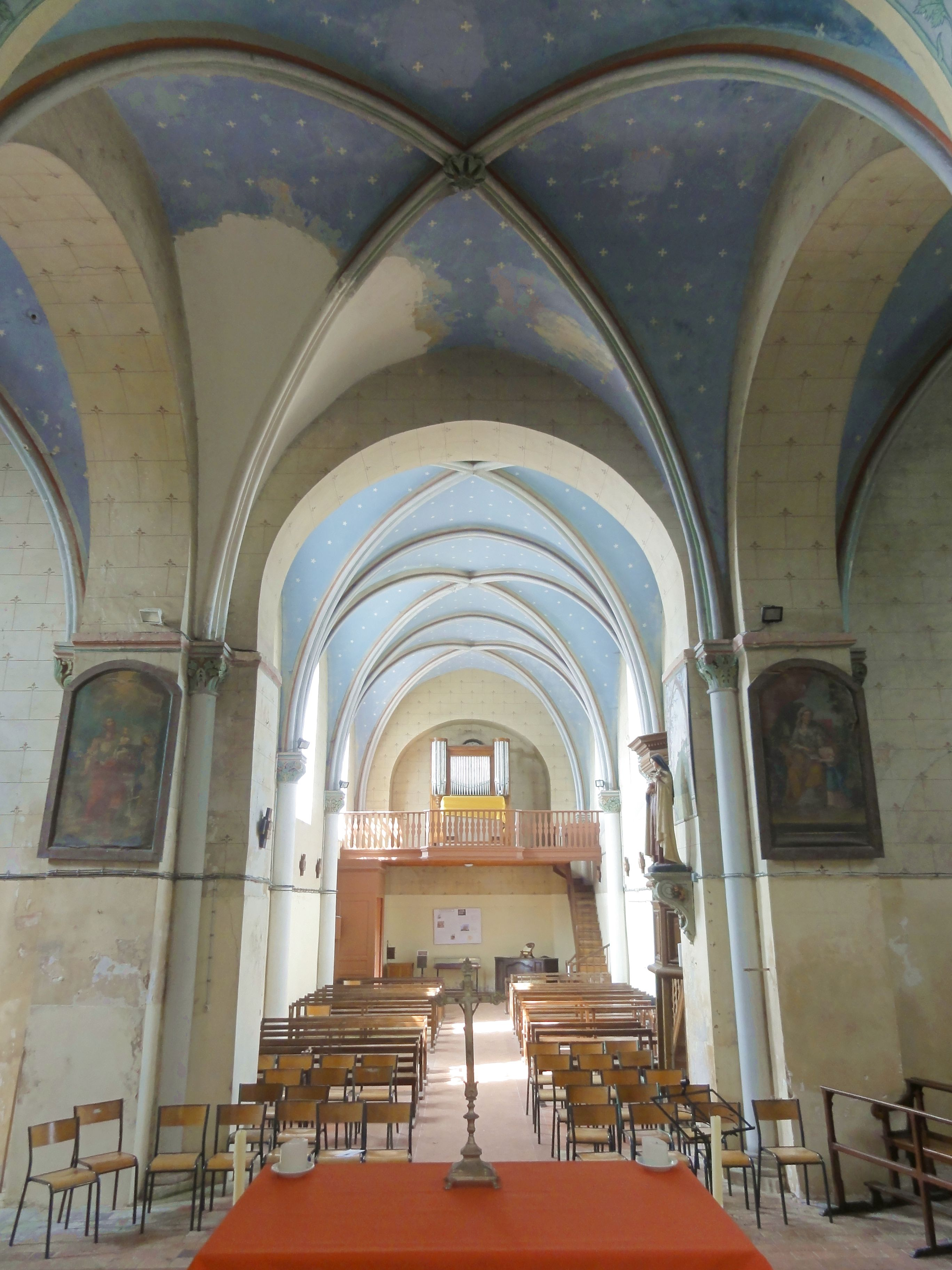
Croisée, vue vers l'ouest.
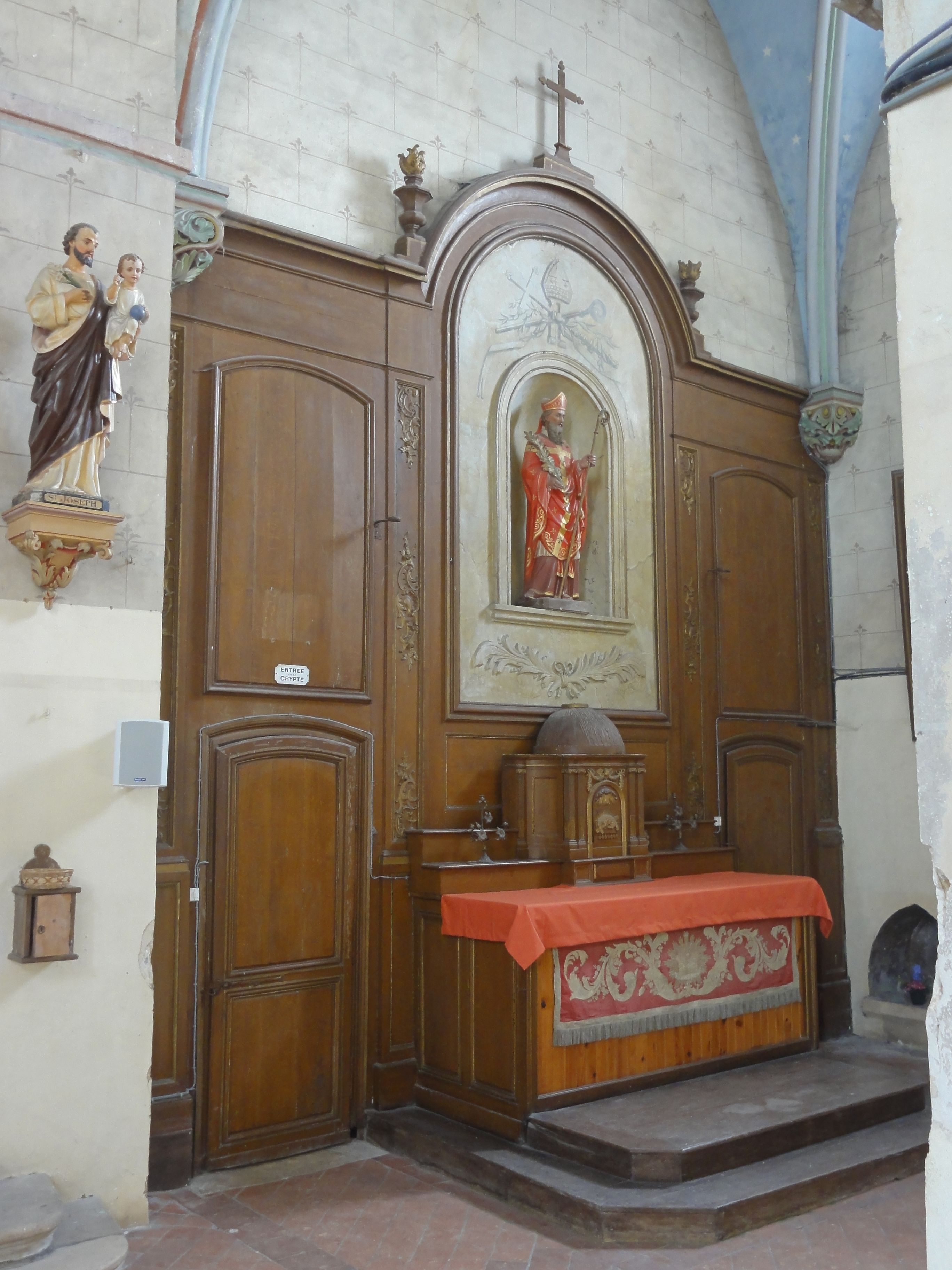
Croisillon sud, côté est.
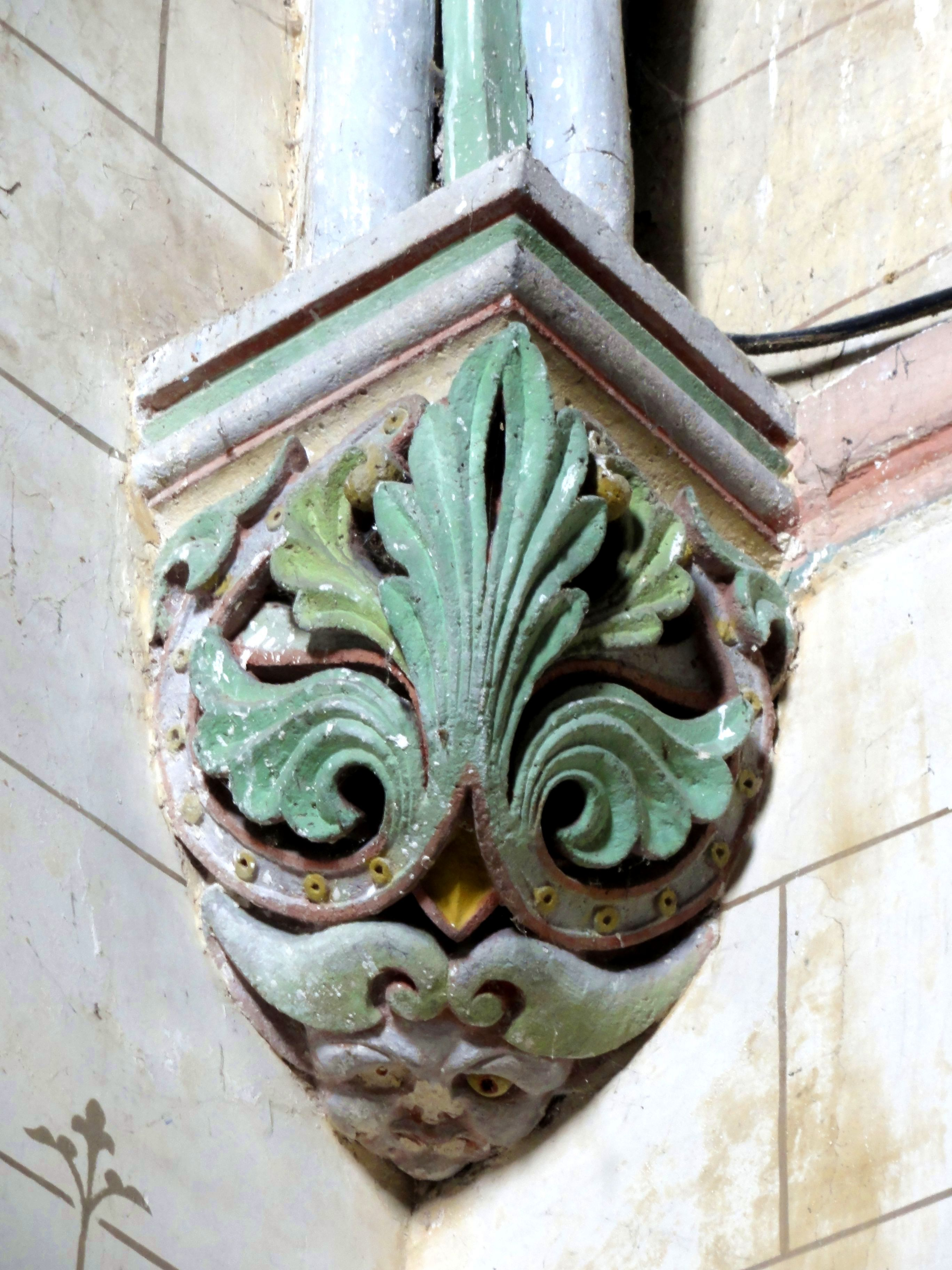
Croisillon sud, cul-de-lampe.

#### Chœur

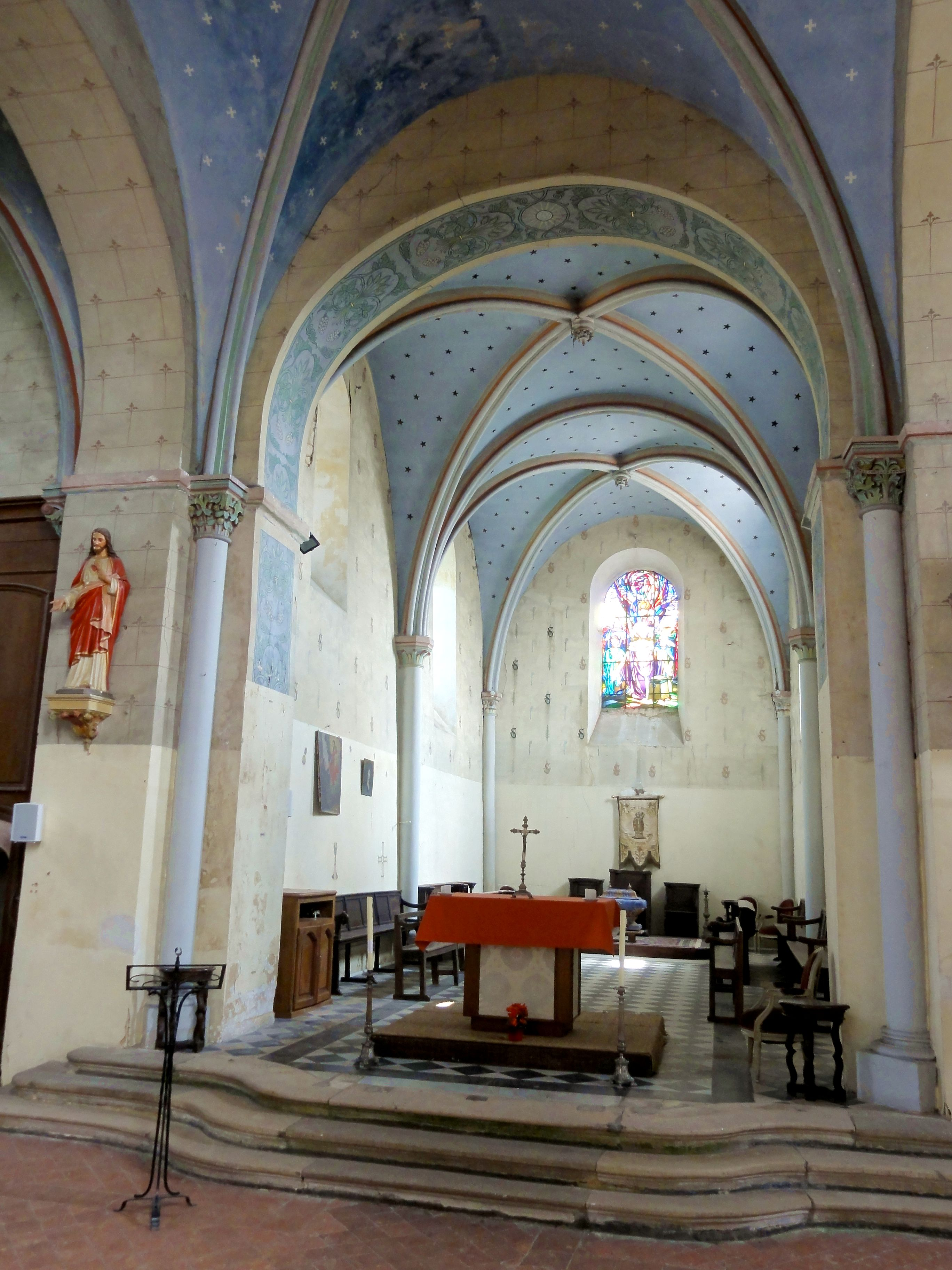
Vue dans le chœur.

Le chœur est la seule partie de l'église qui était primitivement voûtée, et qui conserve toutes ses fenêtres d'origine, en plein cintre et largement ébrasées. Eugène Woillez a étudié l'église au cours des années 1840, et n'a plus trouvé aucun vestige des voûtes proprement dites. Il signale cependant quatre colonnes isolées dans les angles, qui portent des chapiteaux sculptés de petites feuilles plates en deux rangs et des volutes d'angle, avec des tailloirs posés orthogonalement. D'une facture archaïque, ils sont à peine moulurés et se composent seulement d'une plate-bande, d'une ligne gravée, d'un chanfrein légèrement convexe, et d'un quart-de-rond. En même temps ils sont déjà plus évolués que les tailloirs les plus sommaires parfois associés aux premiers voûtement d'ogives de la première moitié du XIIe siècle. Le Dr Woillez n'a plus trouvé que des arrachements verticaux à l'intersection entre la première et la deuxième travée du chœur. Hormis les cinq fenêtres en plein cintre à simple ébrasement, il n'a trouvé aucune autre particularité à signaler. Dominique Vermand déplore que la plupart des transepts et chœurs des églises de tradition carolingienne ont disparu, car ils sont devenus victimes des reconstructions gothiques. L'auteur cite Montmille comme seul exemple d'un chevet plat associé à un voûtement d'arêtes (sans prétendre à l'exhaustivité). Il n'apparaît pas pourquoi il se serait agi d'un voûtement d'arêtes, plutôt que d'un voûtement en berceau ou d'ogives. Apparemment c'est le voûtement de la crypte qui incite à croire que le chœur était voûté pareillement. Les croisillons et le chœur de l'église de Santeuil, dans le Vexin français, ont encore été voûtés en berceau au second quart du XIIe siècle.
Indépendamment de telles considérations, l'architecte du milieu du XIXe siècle a donné ses faveurs à un voûtement d'ogives analogue à celui de la nef et des croisillons, en réutilisant toutefois les supports d'origine décrits ci-dessus. À l'intersection entre les deux travées, il a placé des colonnettes portant curieusement des chapiteaux de crochets d'une facture assez simple, avec des tailloirs aux angles abattus. Ces chapiteaux évoquent la première période gothique, et ce détail ainsi que les clés de voûtes pendantes, justifient de parler ici d'une transformation néogothique. Les clés pendantes, encore petites, apparaissent en réalité au XVe siècle et se rattachent au style gothique flamboyant. Pour clore, on peut encore signaler la profondeur importante du chœur, beaucoup plus importante que celle des premiers sanctuaires romans, qui se limitent généralement à une seule travée. La raison est sans doute la vocation comme église ecclésiastique, où la liturgie devait impliquer, dès le XIe siècle, l'ensemble des moines de la petite communauté monastique du prieuré Saint-Maxien.

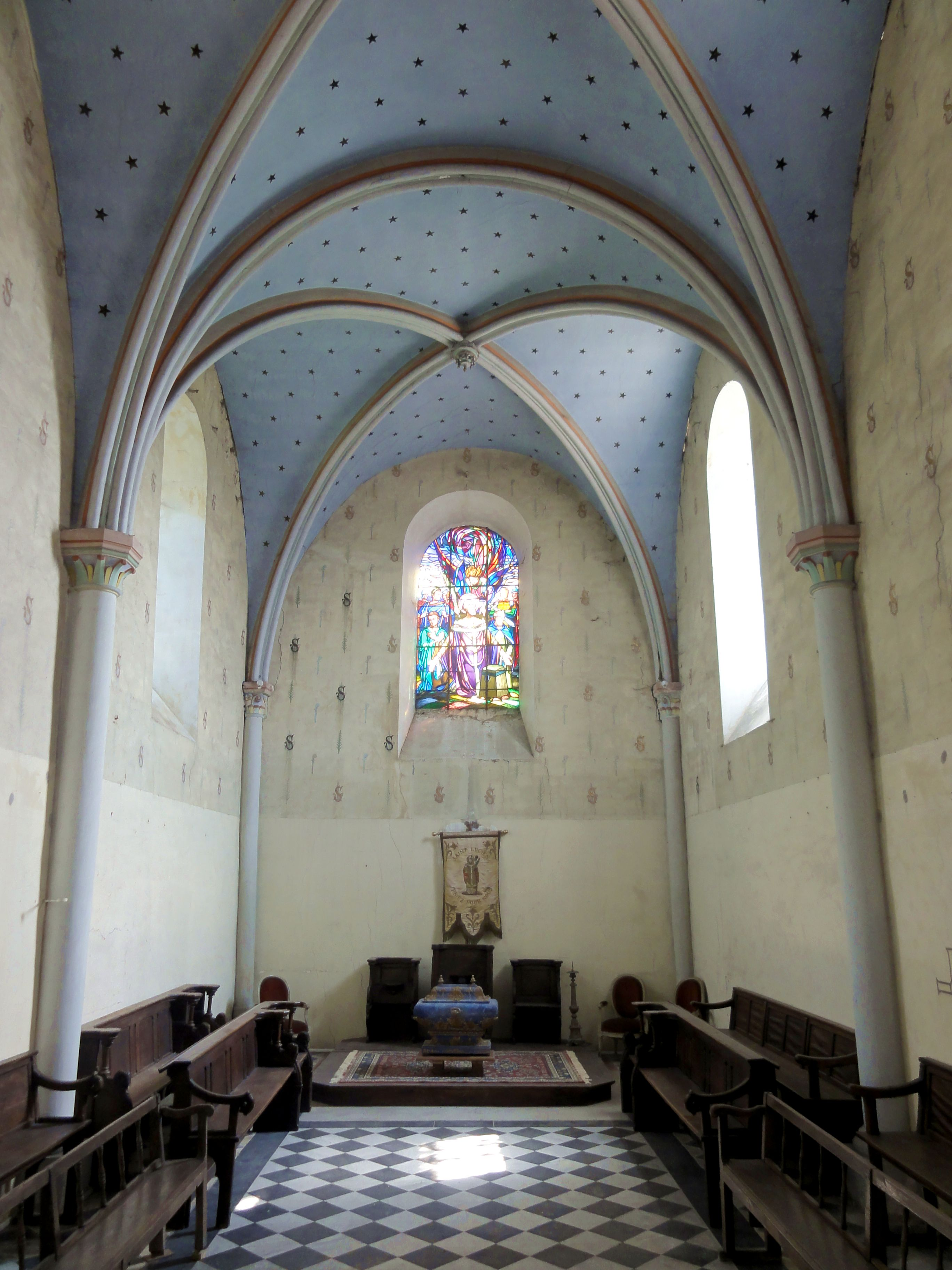
Vue vers l'est.
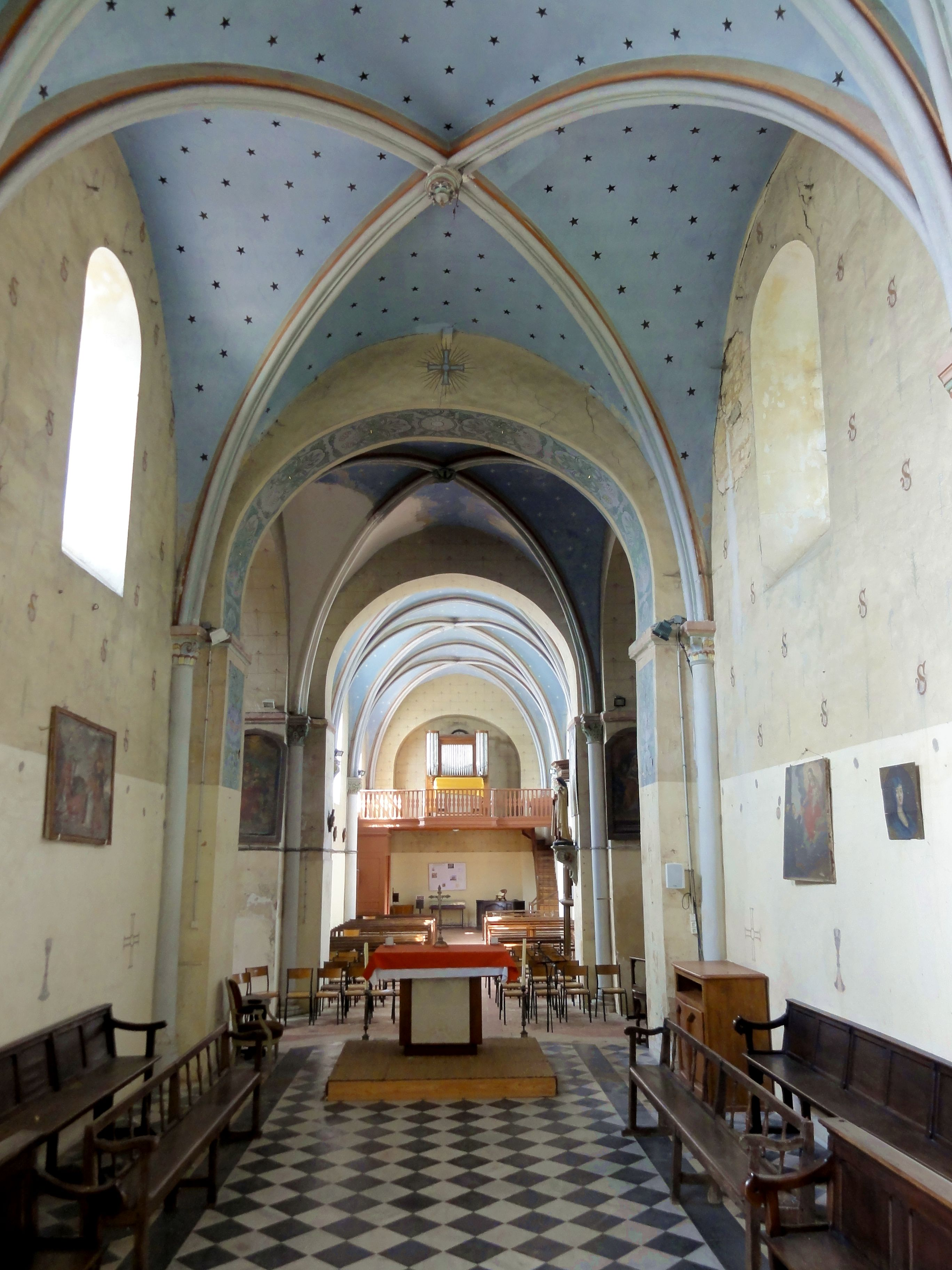
Vue vers l'ouest.
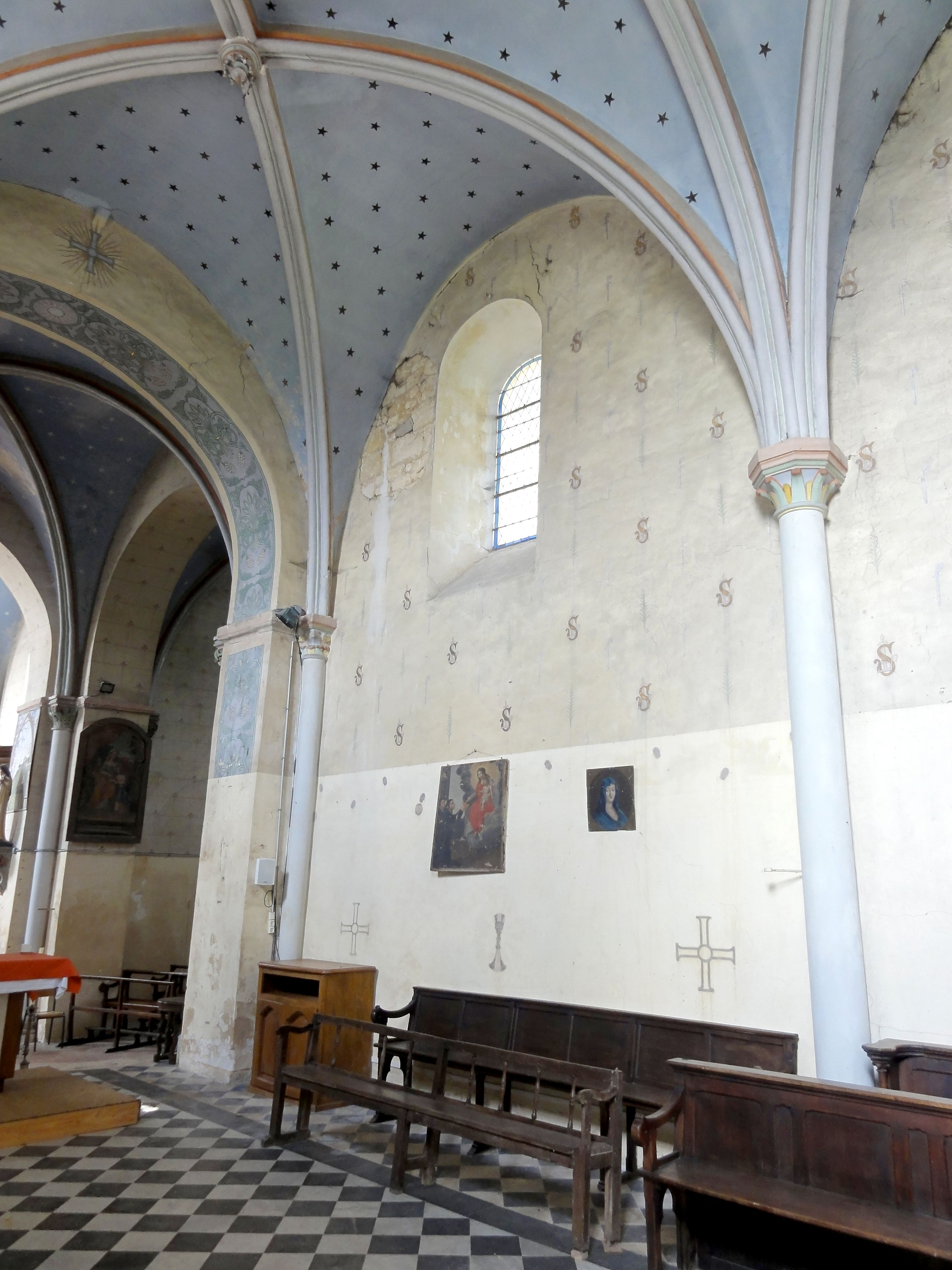
2e travée, côté nord.
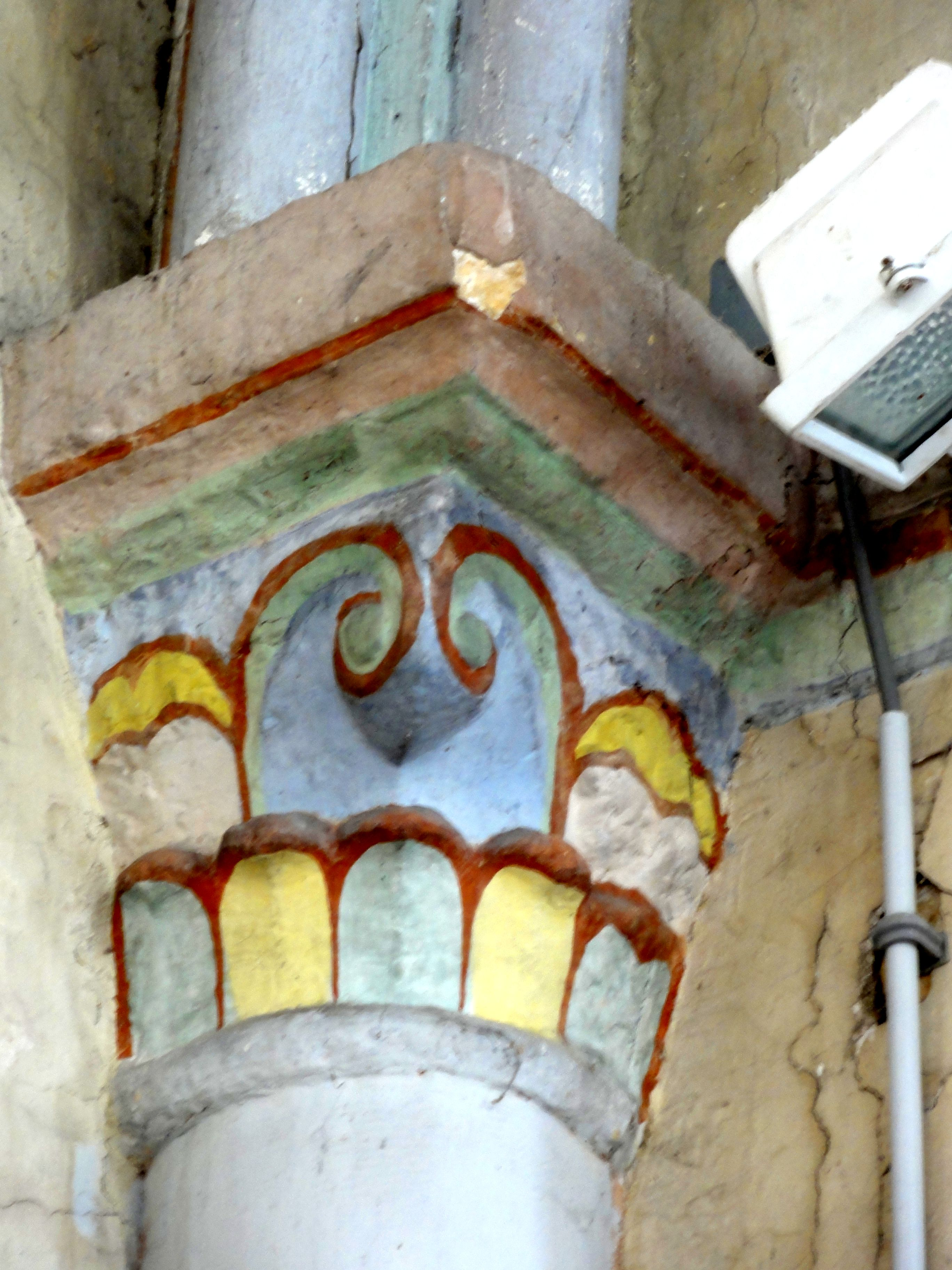
Chapiteau authentique.
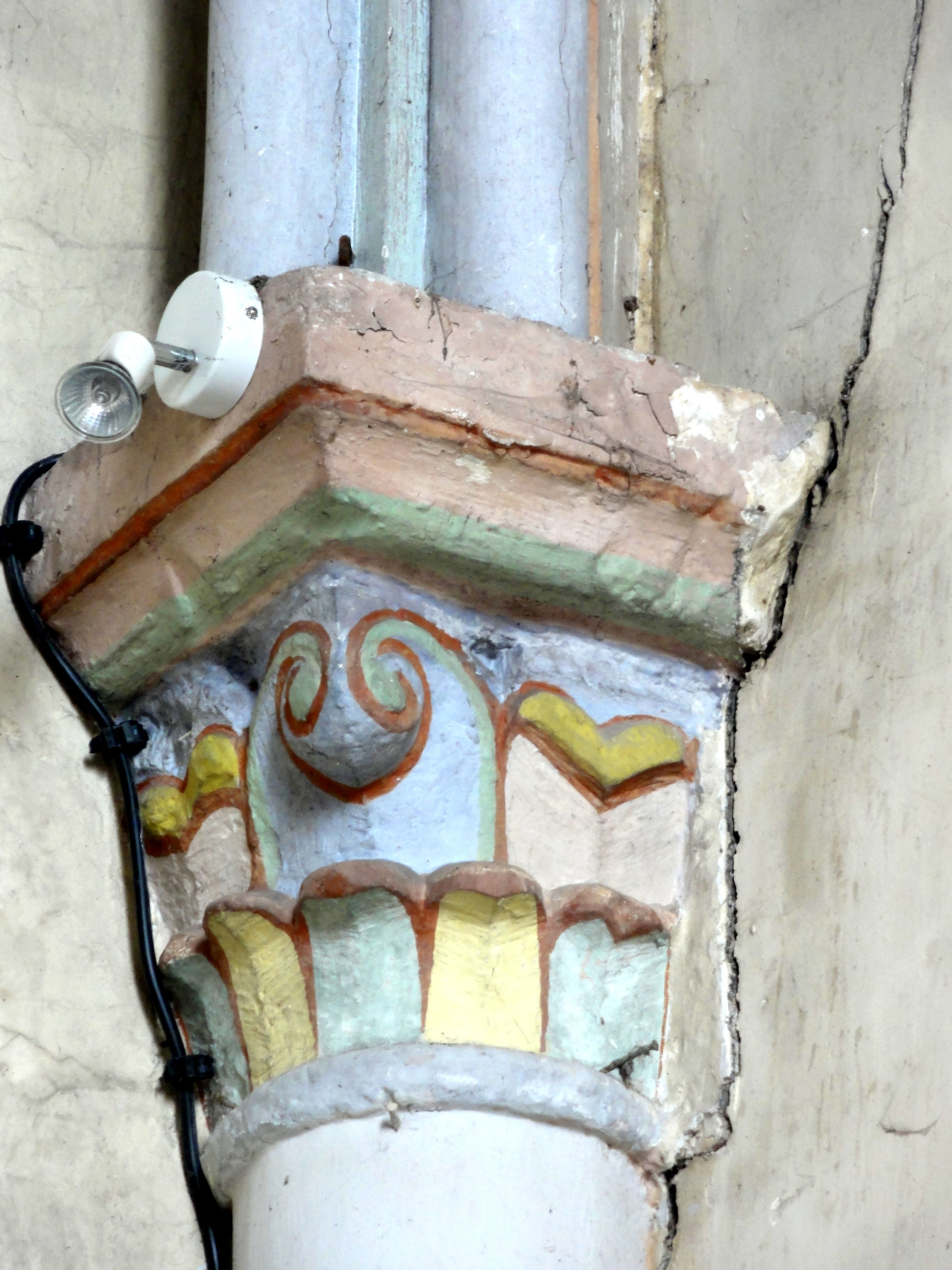
Chapiteau authentique.
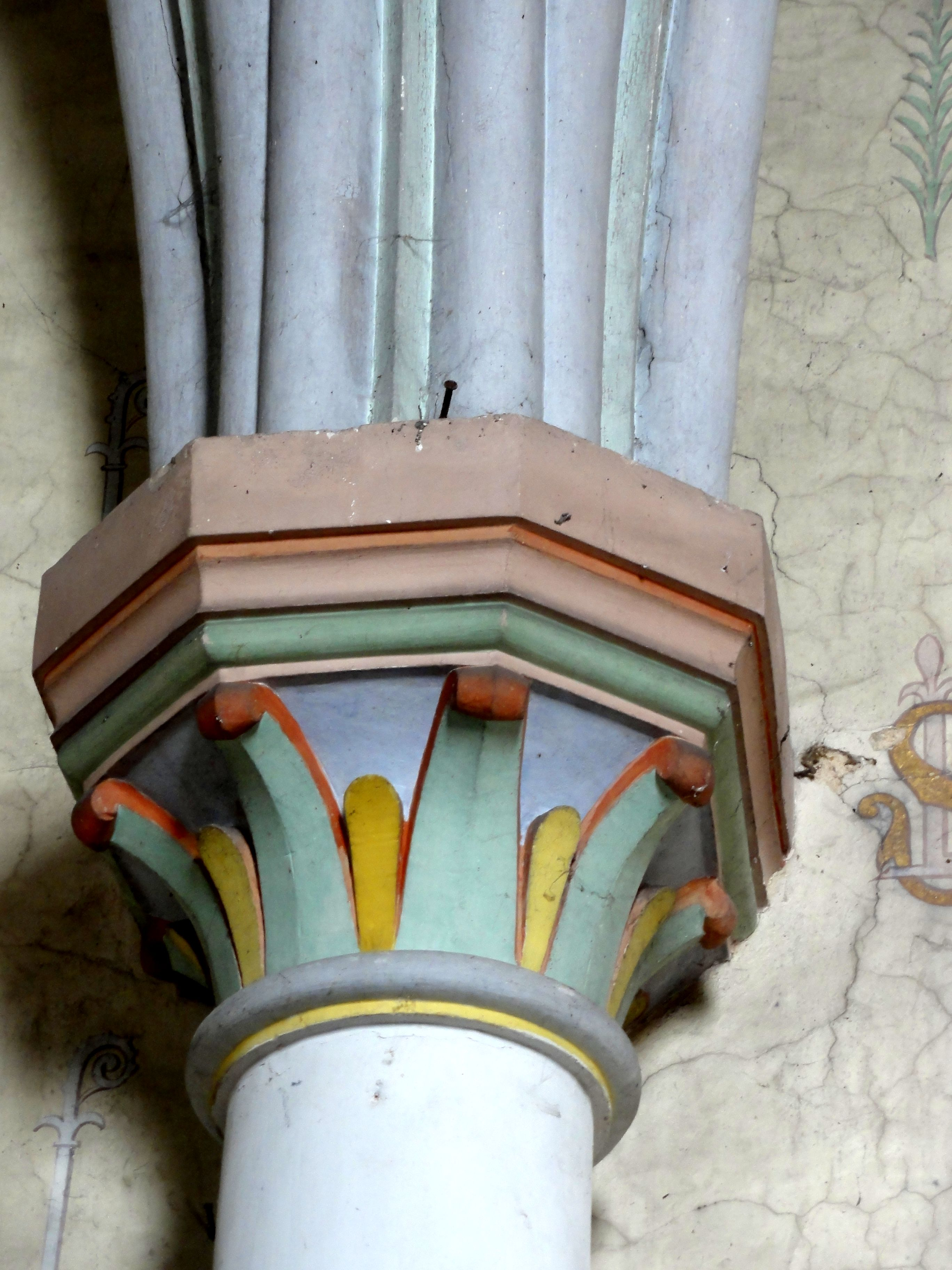
Chapiteau néogothique.

#### Crypte

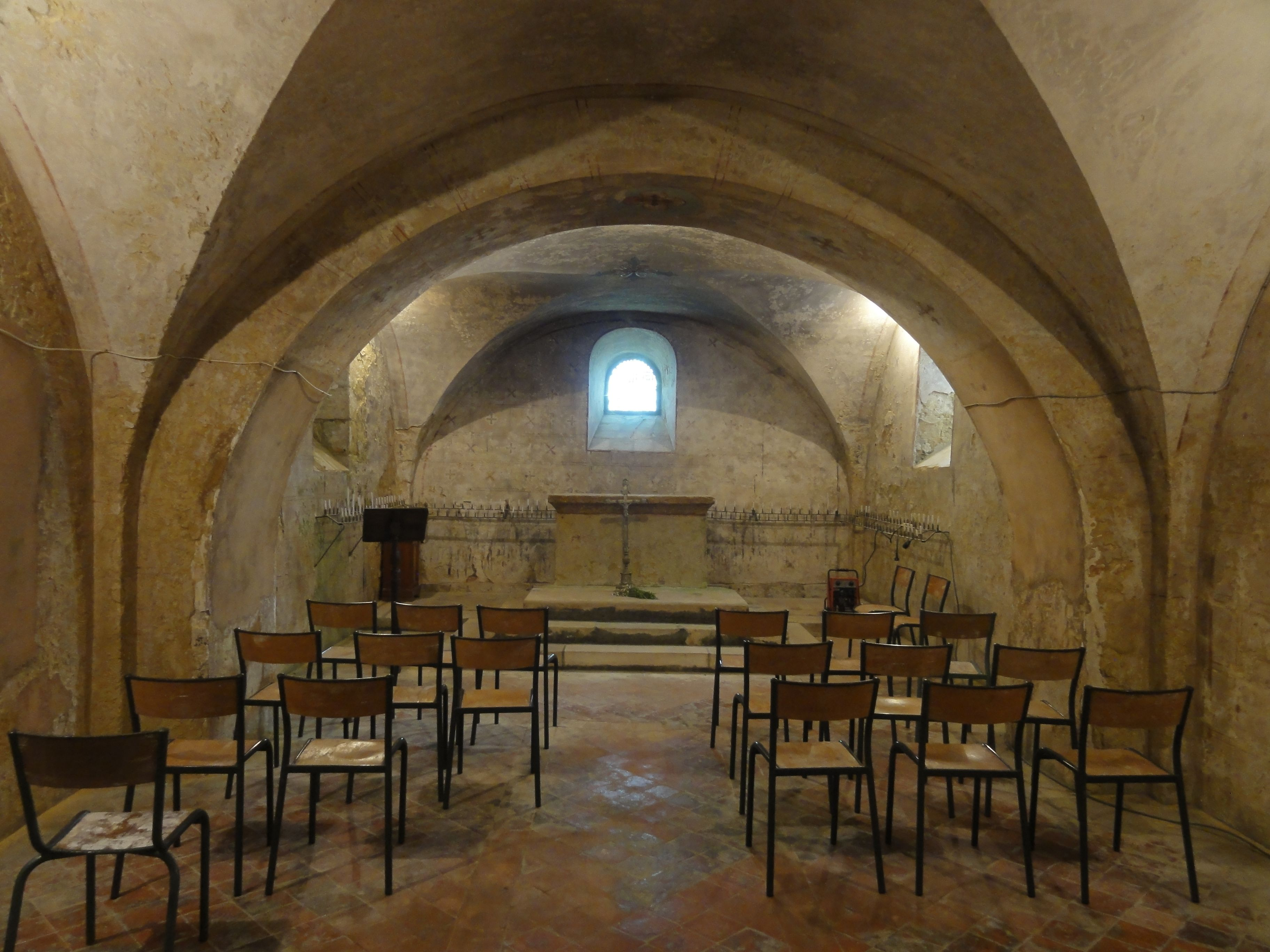
Vue vers l'est.

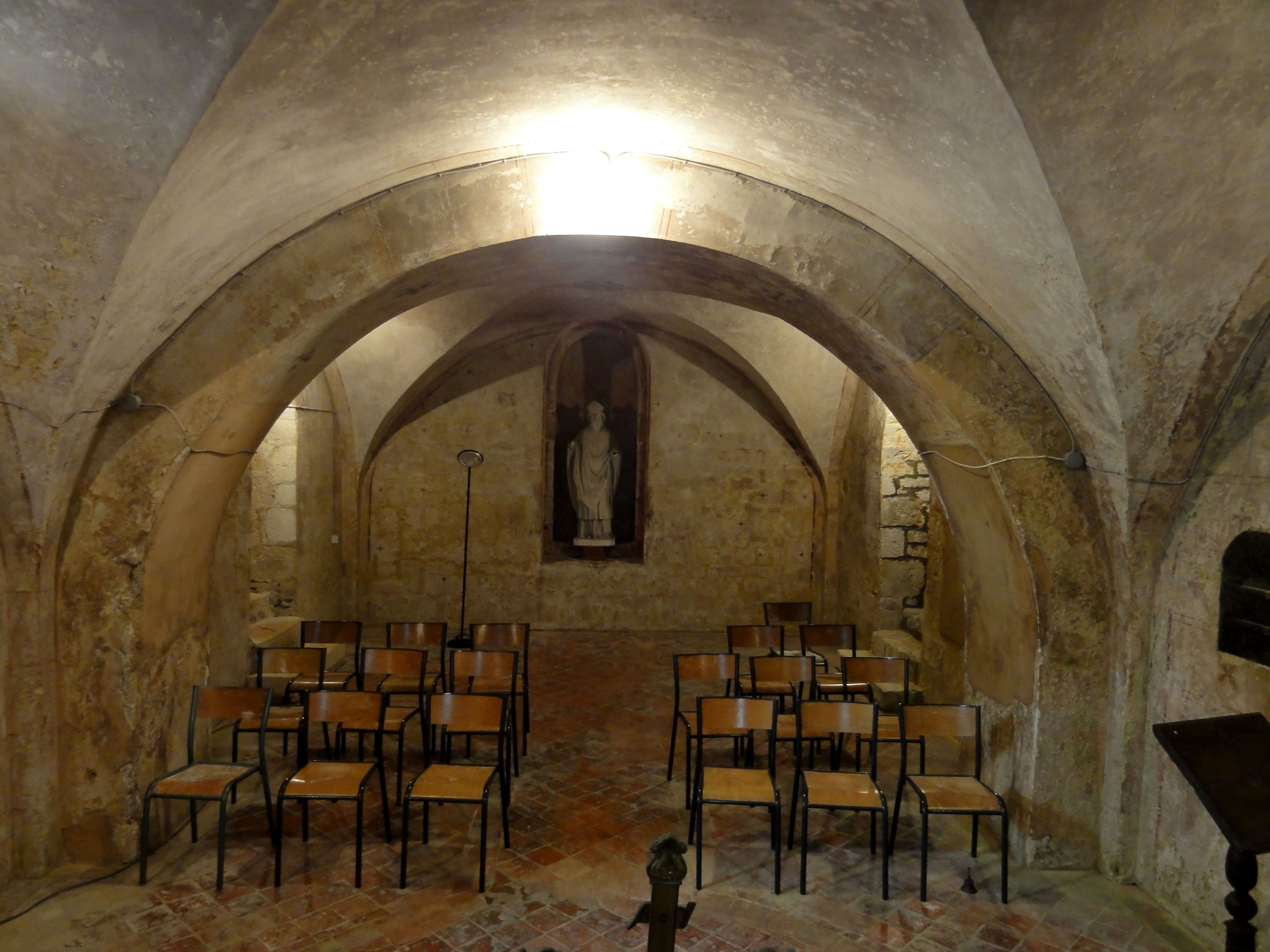
Vue vers l'ouest.

La crypte représente, avec les murs extérieurs de la nef et sa charpente, la partie la plus remarquable de l'église, et ceci à la fois pour son importance spirituelle, son ancienneté, et la rareté des cryptes sous les églises villageoises. En même temps, la crypte est la partie la plus authentique de l'église, et au fil des siècles, rien n'a changé, abstraction faite de l'effacement successif de la polychromie architecturale, et de l'installation de l'éclairage électrique. L'architecte Weil, qui a publié un article sur les cryptes du département en 1847, n'en a trouvé que trois : Montmille bien sûr, Pierrefonds, également dans l'Oise mais dans l'ancien diocèse de Soissons, et Saint-Samson-la-Poterie. Danny Sandron, qui a étudié la crypte de Pierrefonds en 1996, n'a pas identifié d'autres exemples. Il qualifie les cryptes de Montmille et Saint-Samson de beaucoup plus modestes que Pierrefonds. Mais si la crypte de Pierrefonds s'articule en trois vaisseaux et possède un transept, elle n'offre pas une grande salle permettant la réunion d'une communauté pour une célébration eucharistique. Contrairement à beaucoup d'autres cryptes, celle de Montmille n'est pas encombré par le moindre pilier. Comparée à la faible hauteur, la portée des voûtes d'arêtes est relativement importante, avec une profondeur de respectivement 4,50 m et 4,85 m, pour une largeur de 5,15 m. La superficie totale de la crypte est d'environ 55 m2, les deux voûtes étant séparées d'un très large doubleau en cintre surbaissé retombant sur de courts pilastres nus. Baruch Weil les considère comme contreforts, et signale que leur saillie est d'un demi-mètre. Les voûtes n'ont pas de supports dans le sens propre du terme, et retombent directement jusqu'au sol moyennant des arêtes vives dans les angles. Dans la première travée, deux étroites arcades en plein cintre se font face au nord et au sud, et laissent déborder la première marche des deux escaliers. Dans le mur occidental, une niche en plein cintre abrite la statue d'un saint évêque, vraisemblablement saint Lucien. Dans la seconde travée, une fenêtre en plein cintre fortement ébrasée, mesurant 0,65 m de large pour 0,90 m de haut, s'ouvre dans chacun des trois murs à 1,50 m du sol. Il est à noter que les six ouvertures ne sont pas parfaitement alignées sous le sommet des voûtes. Les fenêtres latérales sont longtemps restées bouchées. Deux particularités sont à relever : une petite armoire murale dans le mur septentrional de la seconde travée, et une étroite niche au ras du sol en dessous de la baie du chevet, derrière l'autel. Celui-ci n'est donc pas adossé au mur extérieur, et a été bâti sur trois degrés (voir le chapitre Mobilier).

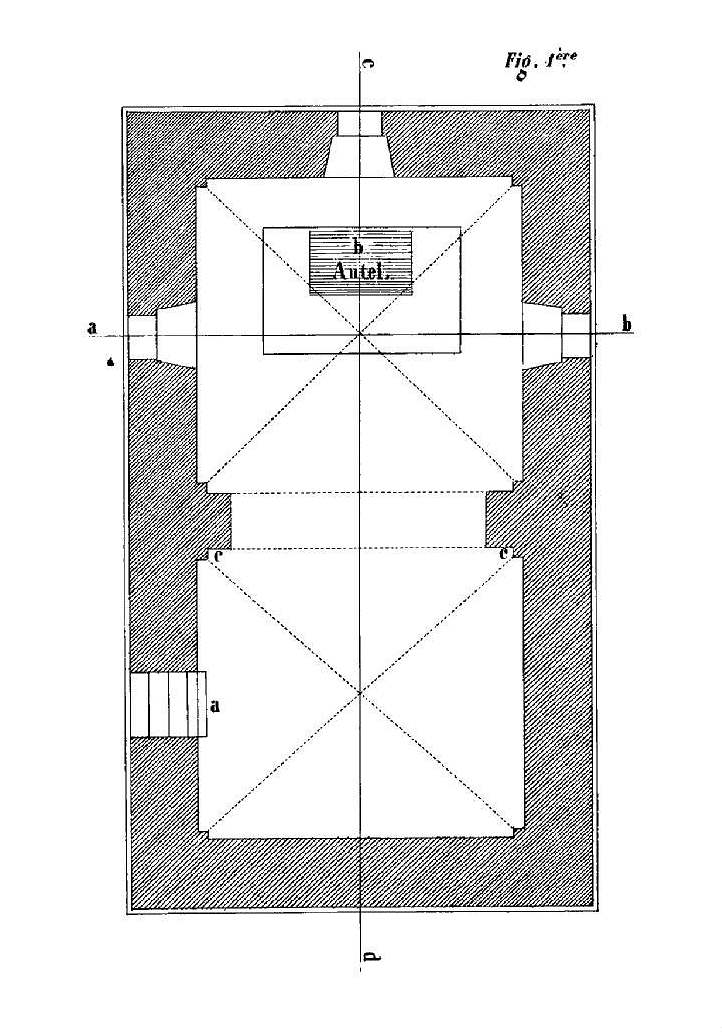
Plan de la crypte.
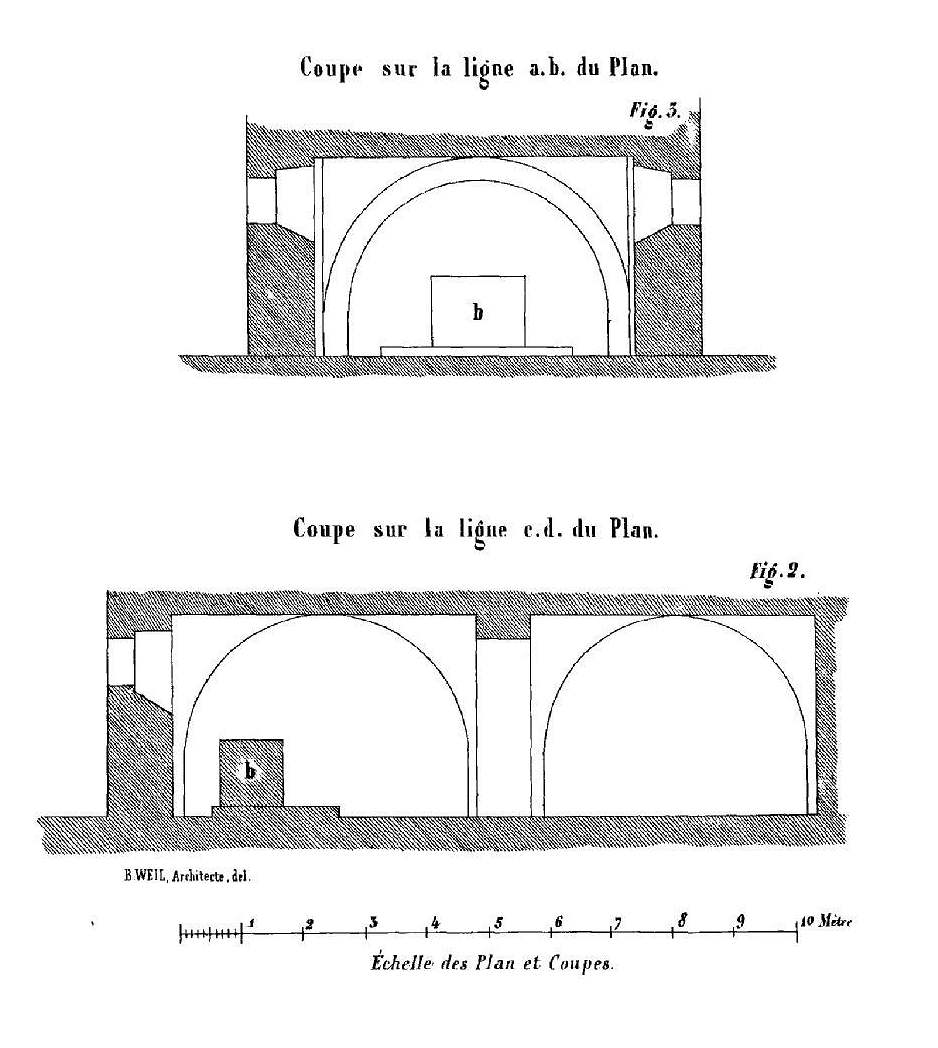
Coupes dans les 2 sens.
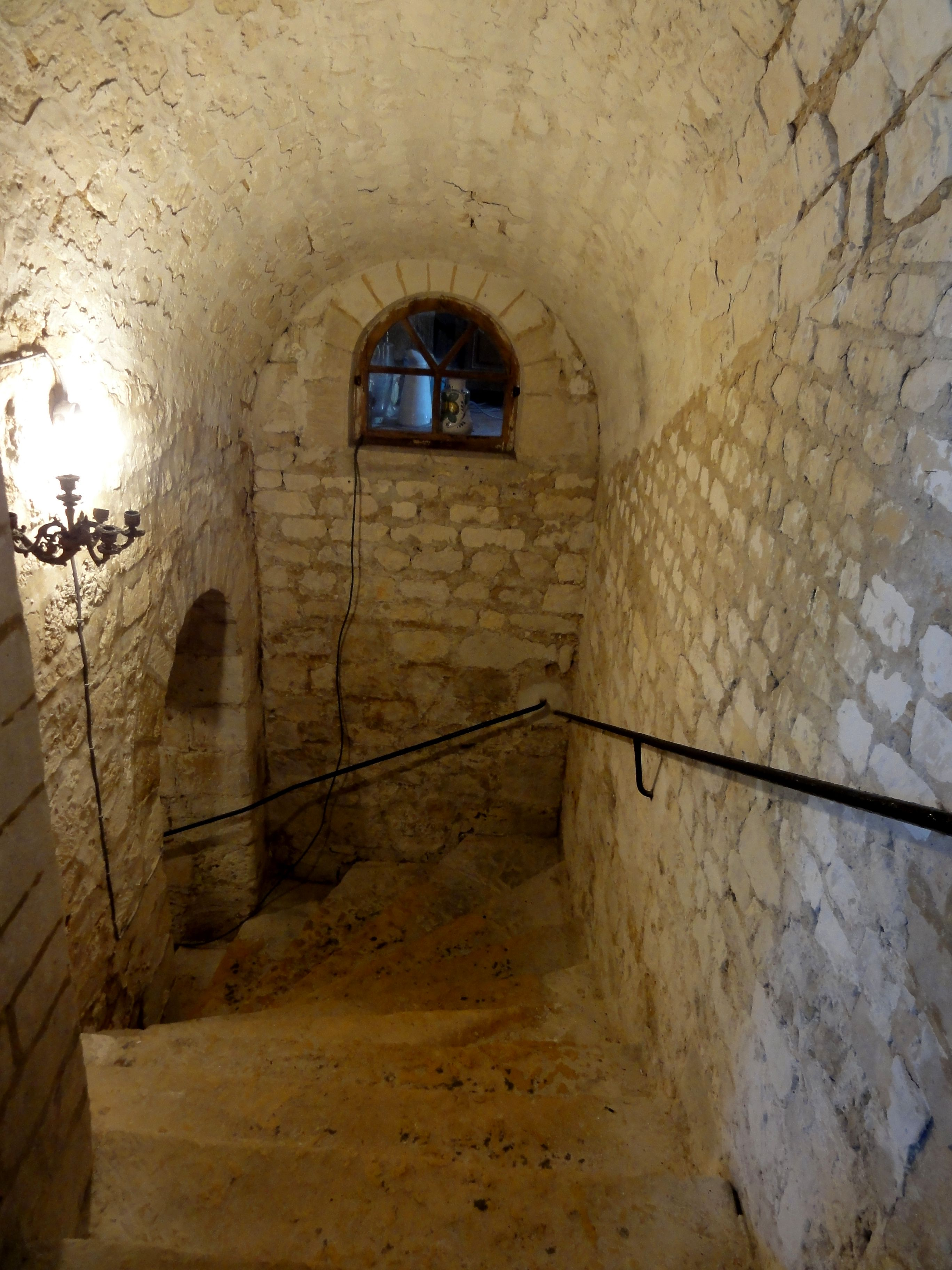
Escalier sud.
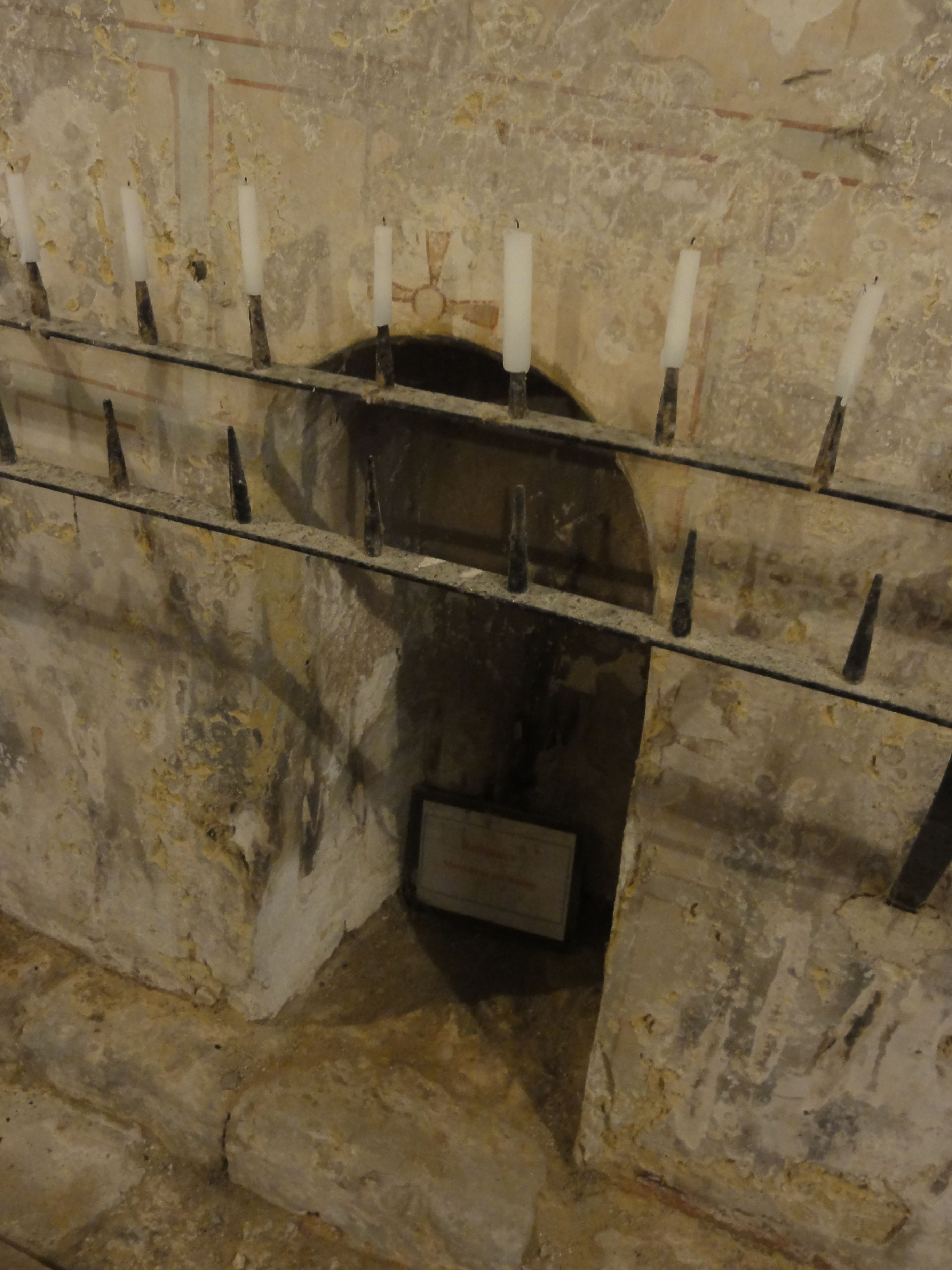
Niche derrière l'autel.
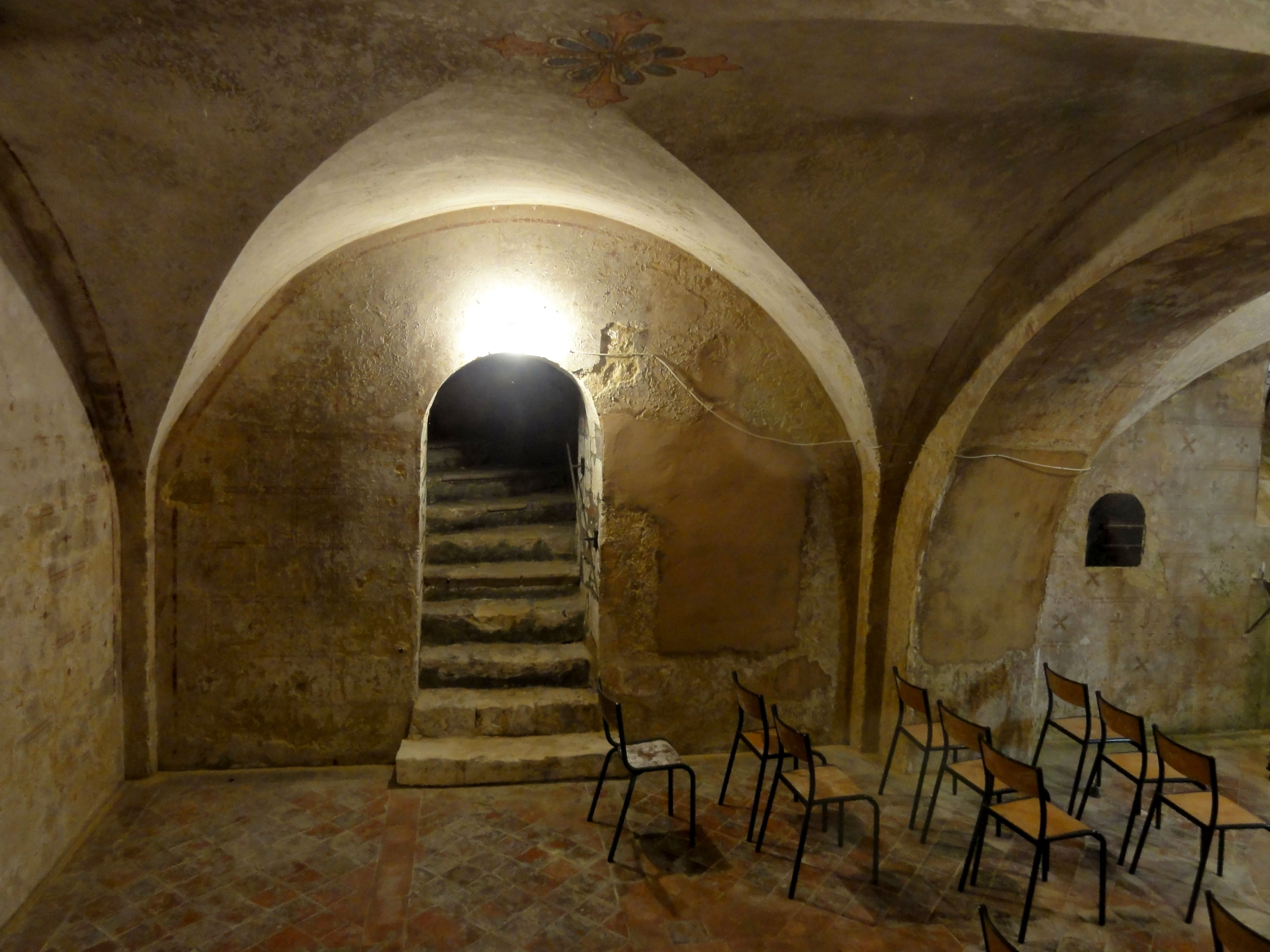
1re travée, côté nord.
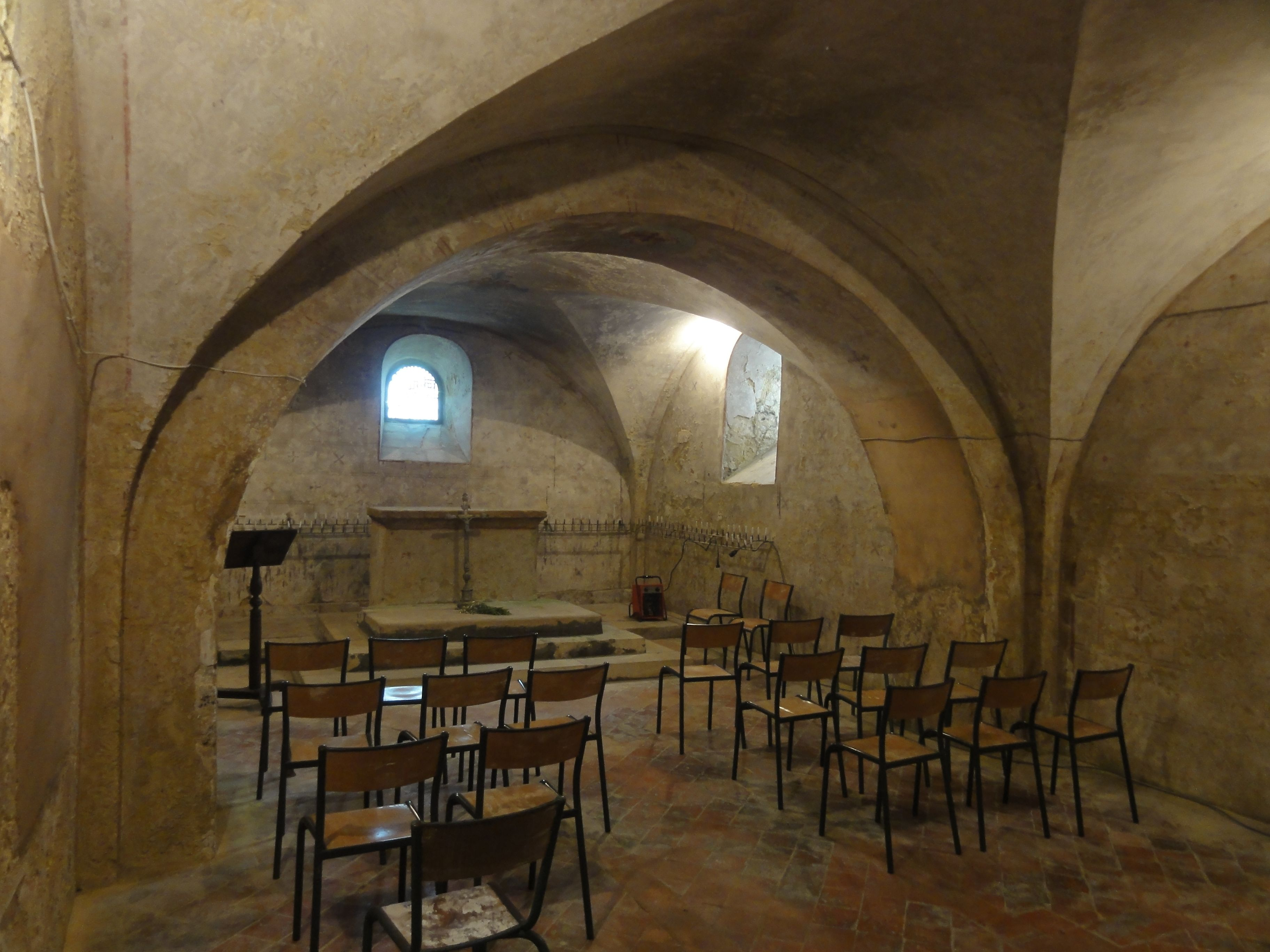
Vue vers le sud-est.

## Mobilier

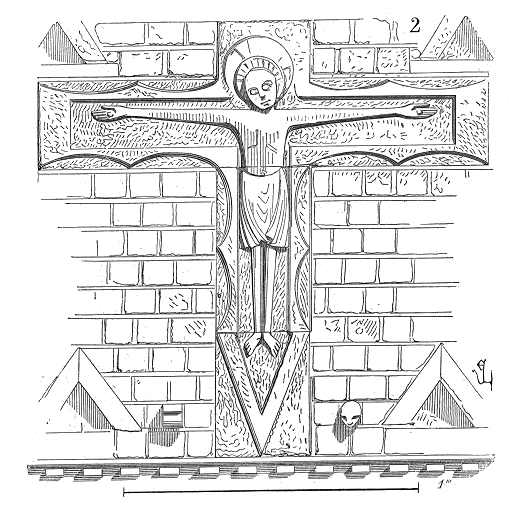
Christ en croix, dessin d'Eugène Viollet-le-Duc.

L'église Saint-Lucien renferme trois éléments de mobilier classés monument historique au titre objet :
- L'autel de la crypte, 101 cm de haut, 154 cm de large et 94 cm de profond et est taillé dans un bloc de pierre monolithe de mauvaise qualité, avec incrustations de silex. Il se compose d'un haut socle rectangulaire, et est couvert d'une table à profil chanfreiné en pierre simplement épannelée. L'absence de tout décor sculpté rend une datation exacte difficile, mais l'autel semble remonter au dernier quart du XIe ou au début du XIIe siècle. L'on observe encore les vestiges d'un décor géométrique peint, notamment en rouge. Sous la table d'autel, court un bandeau rouge présent sur les trois faces visibles de l'autel. Sur les côtés du socle, notamment à droite, on devine quatre quarts de cercles gravés dans l'enduit et peints placés dans les angles[31].
- Le Christ en croix en très bas-relief, provenant du pignon de la façade occidentale et monté sur le mur occidental avant le classement en 1912, date du dernier quart du XIIe siècle. Il se compose de plusieurs éléments en pierre calcaire taillée et polie, et mesure 192 cm de haut et 150 cm de large. Une croix semblable, mais sans Christ, figure toujours sur la façade de la Basse-Œuvre de Beauvais. Une autre existait jadis à Bresles[32].
- La stalle individuelle de la limite XVIe / XVIIe siècle se caractérise par le décor de rinceaux et de palmettes de feuilles d'acanthe de ses deux jouées, réalisé en bas-relief. La miséricorde représente un masque d'homme grimaçant, au menton fortement saillant, dont le visage est entouré d'une collerette. La sculpture ne montre aucune particularité régionale[33]. La stalle n'est pas à confondre avec une autre stalle individuelle, qui a été réuni à un banc. Contrairement à la première, elle possède des accoudoirs sculptés, mais se jouées sont dépourvues d'ornementation.

Faute d'être mentionnés dans les publications, les autres éléments du mobilier ne peuvent pas être présentés de façon détaillée. Liés au pèlerinage et à la mémoire de saint Lucien, la châsse contenant ses reliques ainsi que celles de saint Maxien et saint Julien, un étendard de procession et un tableau ayant comme sujet la décapitation de saint Lucien sont les pièces les plus emblématiques. Des statues de saint Lucien se trouvent au centre du retable du croisillon nord, et dans la niche dans le mur occidental de la crypte, mais elles ne paraissent pas antérieures au XIXe siècle. Il en va de même de la Vierge à l'Enfant, qui a sa place au centre du retable du croisillon sud. Les deux retables des croisillons s'intègrent dans des boiseries, qui habillent les murs orientaux sur toute la largeur, jusqu'au niveau de la retombée des voûtes. Ces boiseries se distinguent par leur exécution soignée et leur style discret, sans prétention. La grille de communion du XIXe siècle est une belle pièce de ferronnerie d'art, et se compose de deux éléments qui ont été déposés dans le croisillon nord à la suite de la réforme liturgique vers 1970. La chaire à prêcher et le banc d'œuvre sont d'une grande simplicité et paraissent pauvres dans la prestigieuse église de pèlerinage. Du confessionnal, qui pourrait remonter au XVIIIe siècle, ne reste plus que la loge centrale destinée au prêtre. Cinq tableaux, dont celui du martyre de saint Lucien, se rattachent à l'art naïf et populaire et sont exécutés avec maladresse, mais sont d'autant plus attachants témoignages de l'ardeur de la foi du temps passé, car elles ont été vraisemblablement exécutés et offerts à l'église par des habitants des environs. Les fonts baptismaux se composent d'une cuve baptismale à infusion de plan rond, sculptée dans un bloc de pierre monolithe, et d'un socle sous la forme d'un court fût de fort diamètre. Par leur austérité et leur forme commandée uniquement par l'utilité, ils rappellent l'autel de la crypte et pourraient remonter au Moyen Âge, mais en l'absence d'avis d'experts, il serait hasardeux de l'affirmer.

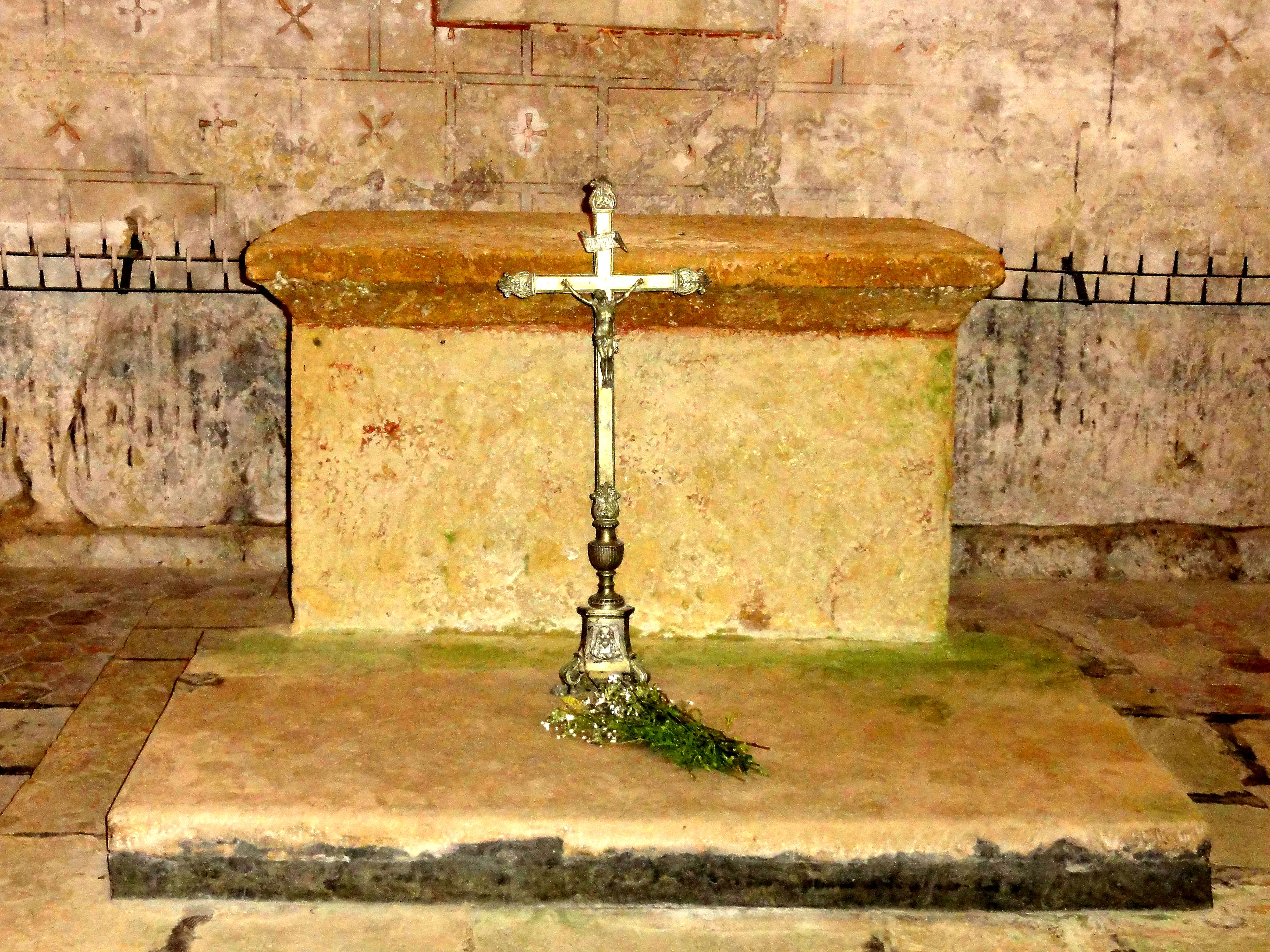
Autel de la crypte.
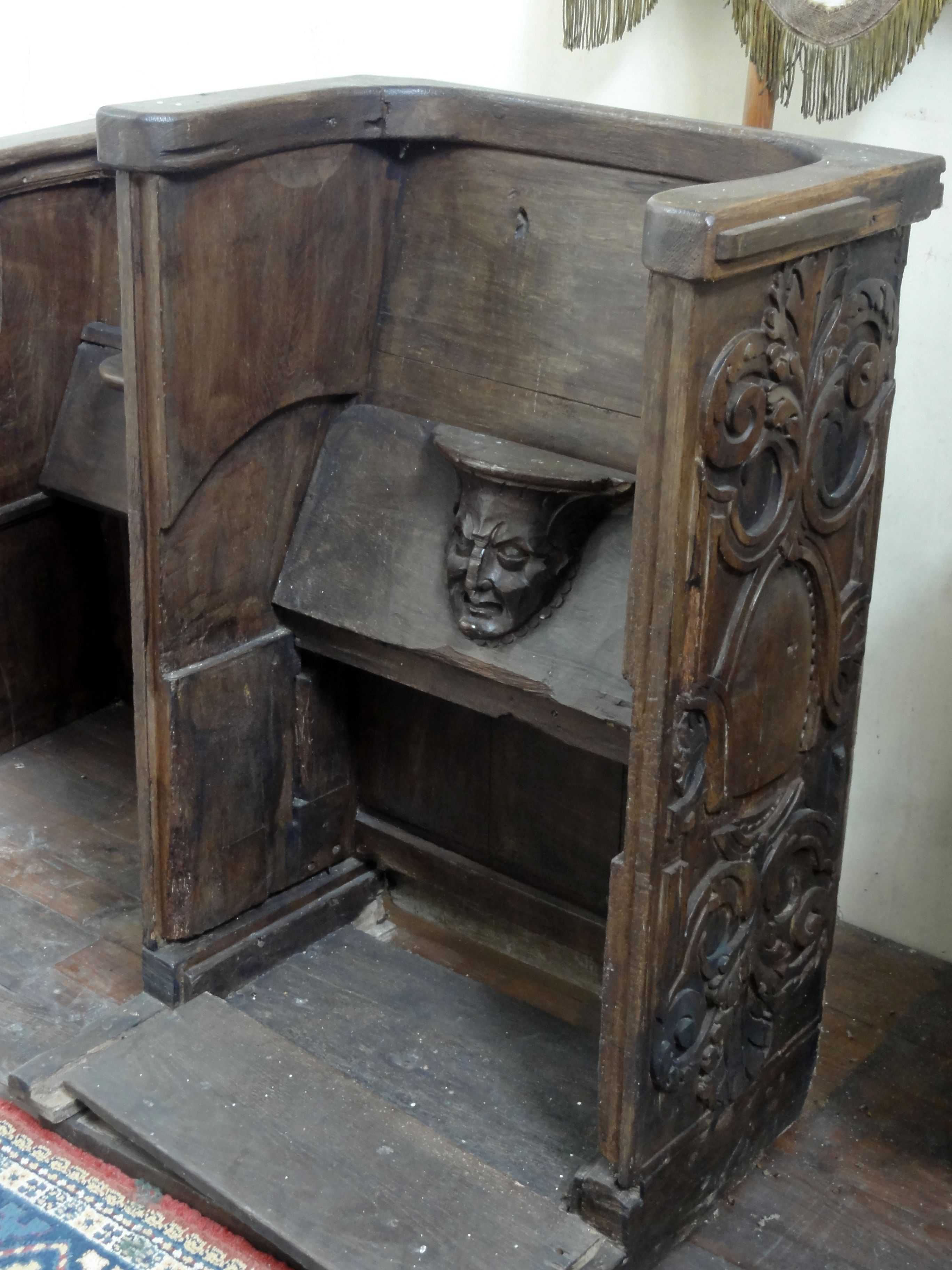
Stalle individuelle.
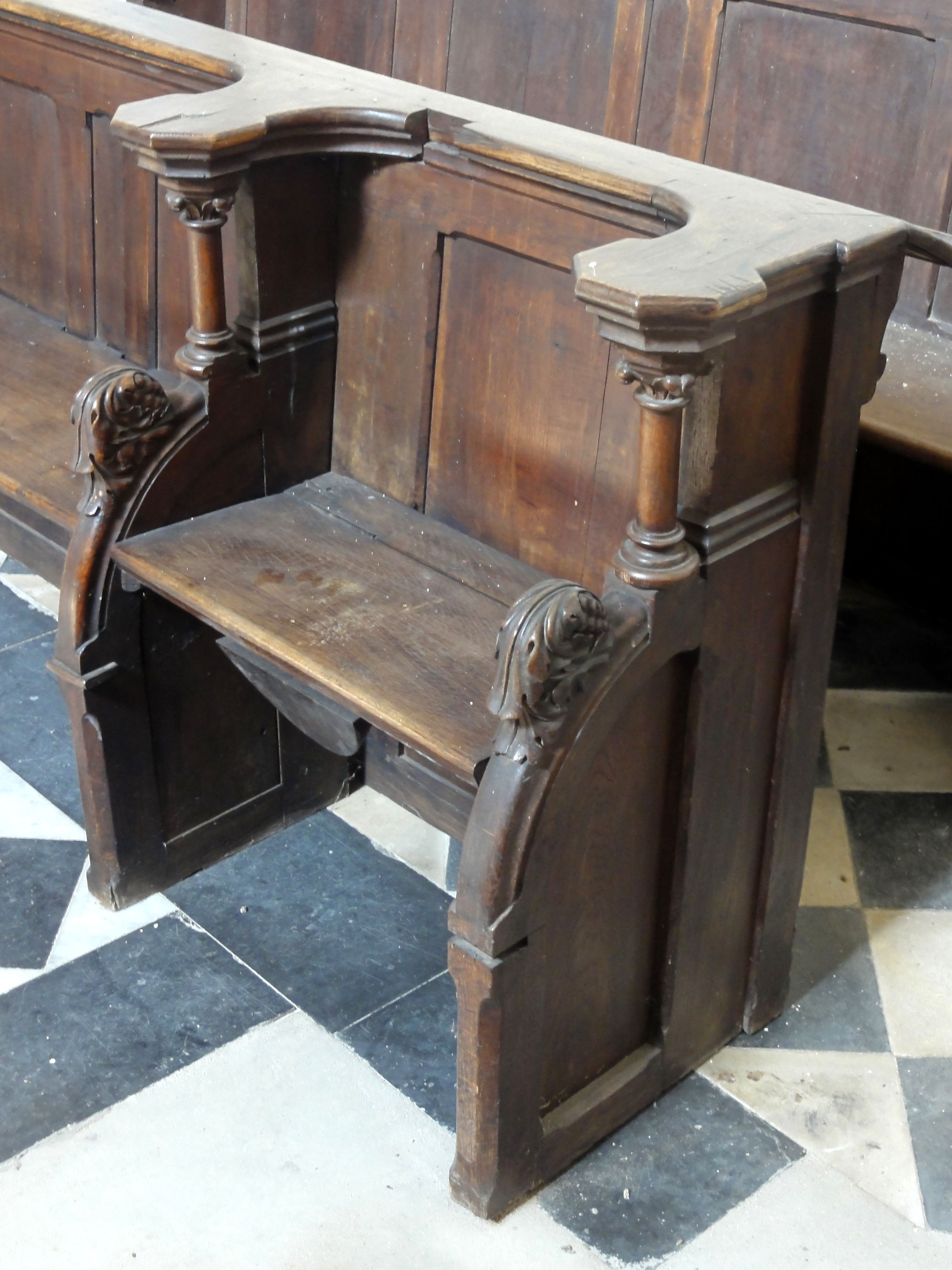
Stalle intégrée dans un banc.
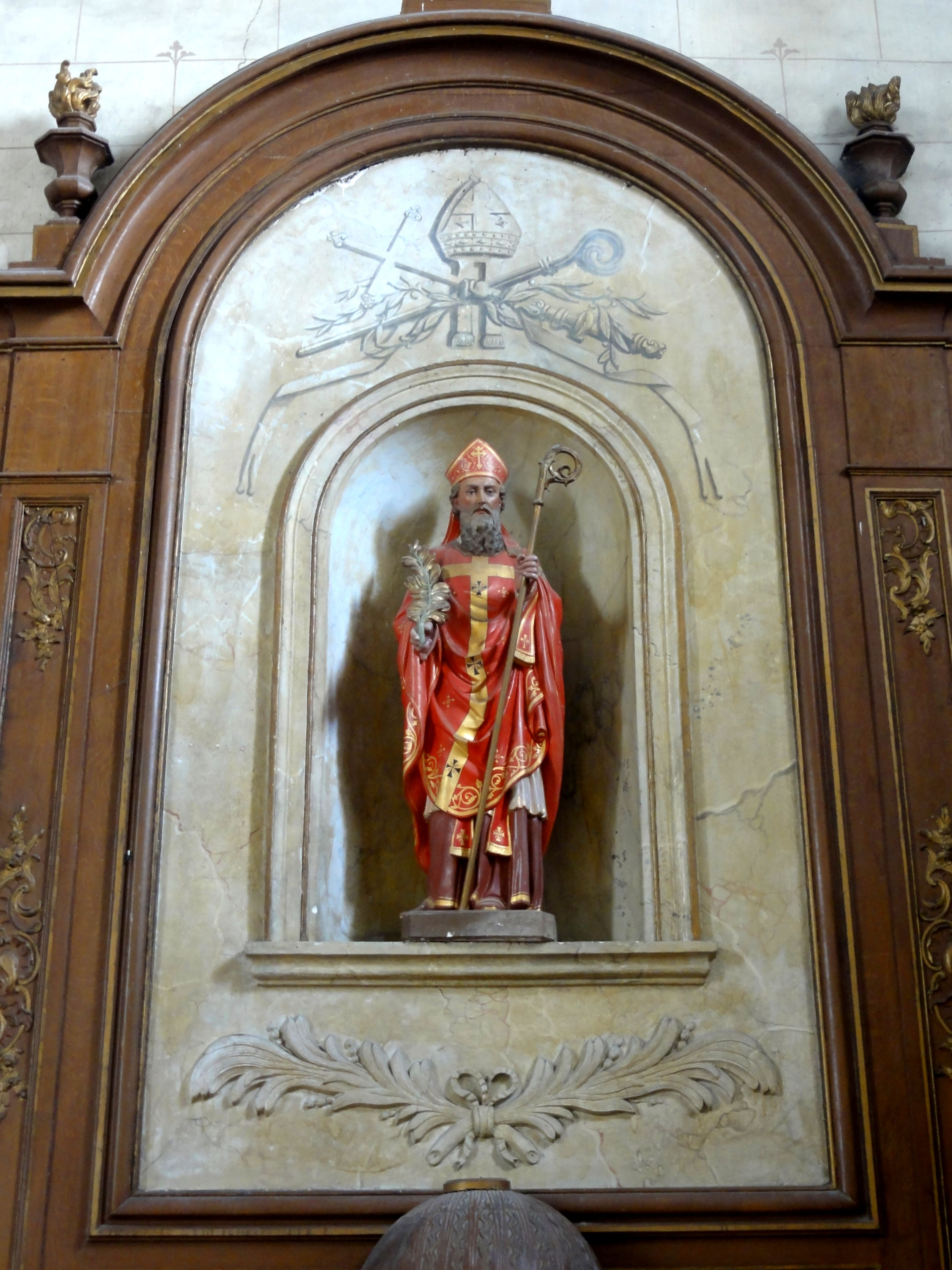
Retable de saint Lucien.
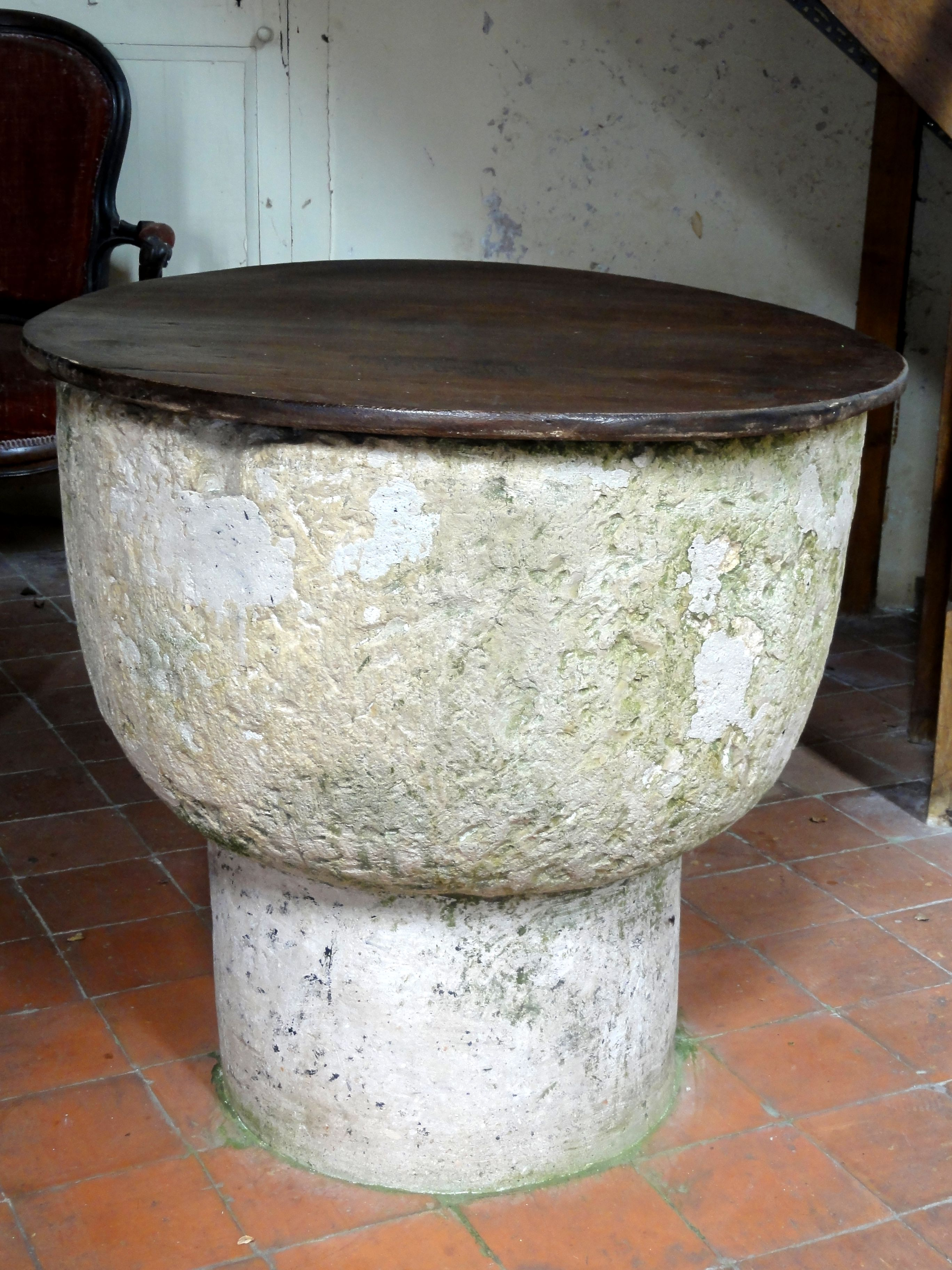
Fonts baptismaux.
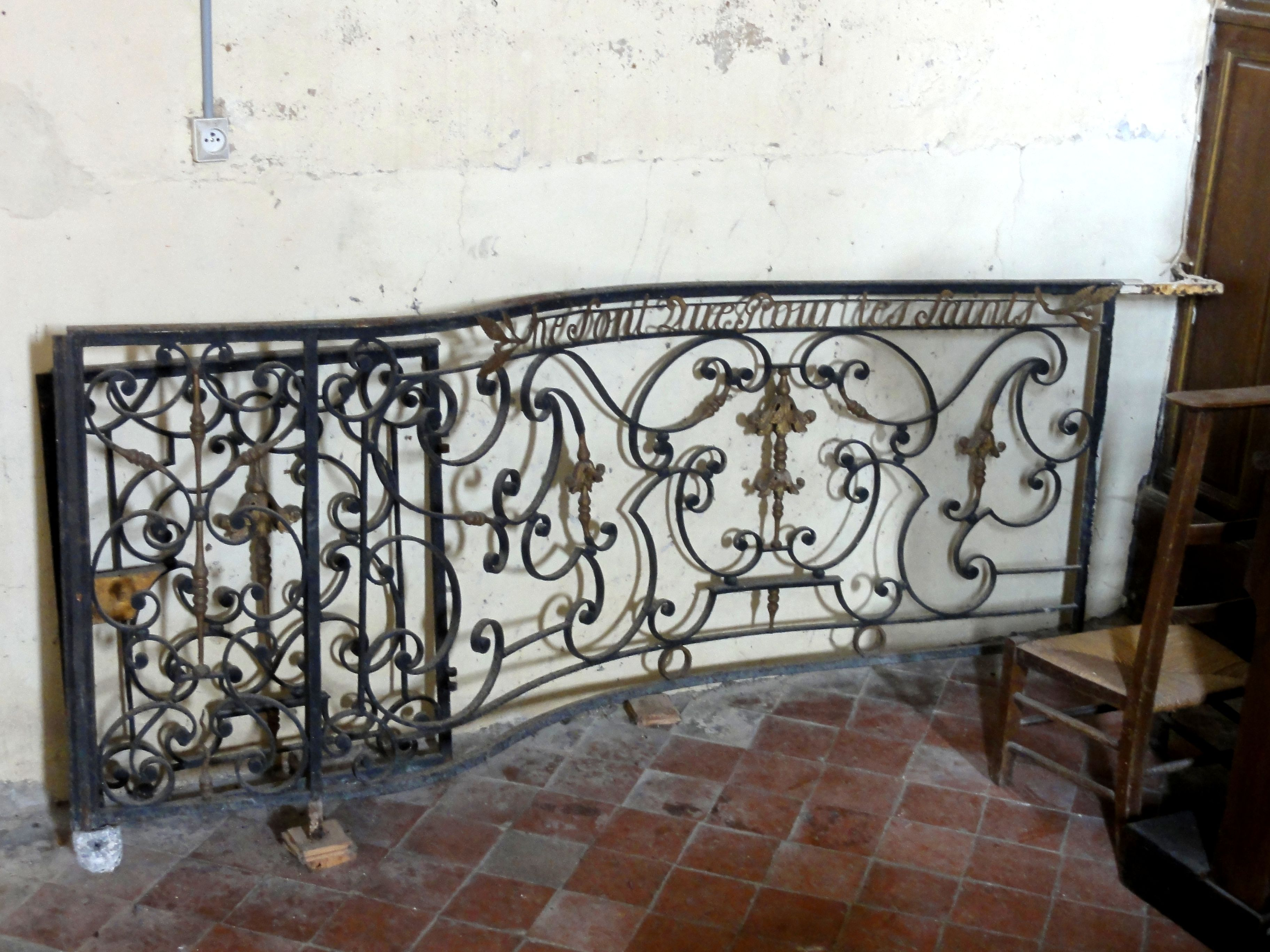
Ancienne grille de communion.